# 俄羅斯入侵烏克蘭時間軸 (2024年6月)
俄羅斯自2022年二月入侵烏克蘭以來，爆發過不少嚴重傷亡。本條目主要介紹2024年六月1日至6月30日以來俄烏戰爭雙方攻擊、傷亡、以及國際情勢等時下動態。

俄羅斯入侵烏克蘭的動態地圖（參見可交互的俄烏戰爭詳細地圖）

## 6月1日

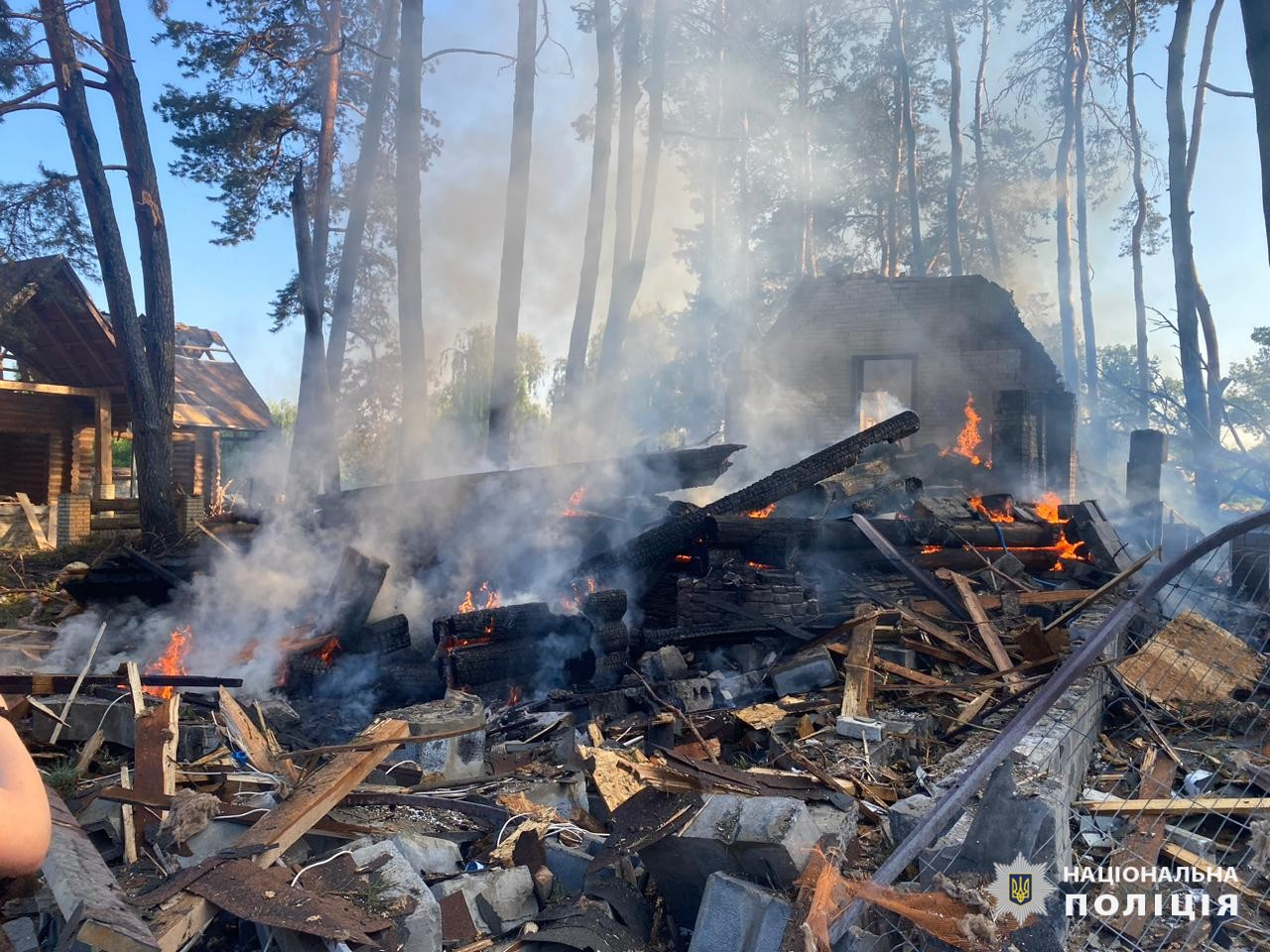
哈爾科夫州巴拉克利亞鎮遭到俄軍導彈襲擊後

烏克蘭空軍表示，俄羅斯午夜至凌晨期間，對烏克蘭發動大規模無人機和導彈襲擊，俄軍從濱海阿赫塔爾斯克發射47架無人機、在裡海上空使用Tu-95轟炸機發射35枚Kh-101/555巡航導彈、從俄佔克里米亞發射4枚9K720伊斯坎德爾-M彈道導彈和1枚9K720伊斯坎德爾-K彈道導彈、從黑海東北部發射10枚「口徑」巡航導彈和從俄佔扎波羅熱發射3枚Kh-59/69導彈，防空系統擊落30枚Kh-101/555巡航導彈、4枚「口徑」巡航導彈、1枚9K720伊斯坎德爾-K彈道導彈和46架無人機。烏克蘭能源部長表示，扎波羅熱、第聶伯羅彼得羅夫斯克、頓涅茨克、基洛夫格勒和伊萬諾-弗蘭科夫斯克州的能源基礎設施遭到俄軍襲擊。修復和應急工作人員目前正在現場，並正在確定損害的程度。第聶伯羅彼得羅夫斯克州州長表示，尼科波爾市遭到俄軍襲擊，至少造成4名平民受傷，包括1名兒童。烏克蘭國家緊急服務局表示，利沃夫州能源基礎設施遭俄軍襲擊，至少造成4名平民受傷。哈爾科夫州州長表示，伊濟姆區巴拉克利亞鎮遭到導彈襲擊，至少造成13名平民受傷，包括1名孕婦和8名兒童。文尼察州州長表示，凌晨4時左右，防空部隊擊落1架俄羅斯無人機，碎片導致一個關鍵基礎設施起火。扎波羅熱州州長表示，凌晨3時左右，俄軍襲擊導致扎波羅熱州內20棟住宅樓和社會基礎設施受損，沒有傷亡報告，俄軍繼3月22日後再度襲擊位於扎波羅熱州第聶伯河水力發電廠，餘下機組亦已經完全停止發電，壩上道路中斷。
烏克蘭武裝部隊總參謀部表示，自全面入侵以來，俄羅斯在烏克蘭損失508,780名士兵，過去一天俄軍有1,130人傷亡，累計損失7,740輛戰車、14,947輛裝甲戰鬥車輛、18,006輛車輛和油箱、13,184門火砲系統、1,088套多管火箭系統、815套防空系統、357架飛機、326架直升機、10,617架無人機、2,230枚巡弋飛彈、27艘船隻和1艘潛艦等。 過去一天，前線共發生105起戰鬥衝突，俄軍共使用8枚導彈進行4次襲擊，使用過千架無人機進行57次空襲。烏克蘭國防部表示，烏軍在5月份摧毀1,160個俄羅斯火炮系統，約38,940名俄軍士兵死亡、受傷、失蹤或被俘，均是全面入侵開始以來最高。
俄羅斯國防部表示，防空系統在過去一天擊落62架烏克蘭無人機、14枚美製海馬斯多管火箭炮彈和3枚法製Hammer制導航空炸彈。
俄羅斯國防部表示，過去一晝夜，烏軍在前線各地區損失約1,725名士兵。自特別行動開始以來，俄軍總共摧毀烏克蘭 607架軍用飛機、274架直升機、24,964架無人機、525套防空導彈系統、16,219輛坦克和其他裝甲戰車、1,326套多管火箭系統、9,998門野戰炮和迫擊炮，以及22,182輛特種軍用車輛。而且俄軍航空兵、無人機、導彈部隊和炮兵打擊烏軍在116個地區的有生力量和軍事裝備集結地。
烏克蘭總統澤連斯基到訪新加坡，將出席香格里拉安全對話峰會，並與新加坡總統和總理等人會面。澤連斯基在峰會期間，會面印尼候任總統蘇比安托，討論雙邊合作的方向，以及烏克蘭十點和平計劃的進展。
俄羅斯外交部長拉夫羅夫表示，西方組織和整個西方都不去注意烏克蘭的納粹主義行為，因為烏克蘭需要被當做反俄武器，一切都可以原諒，又要求歐安組織、歐洲委員會和聯合國消除種族歧視委員會對烏克蘭的納粹主義行為，進行特別調查。
烏克蘭總檢察長辦公室表示，自俄羅斯全面入侵以來，已有550名兒童被殺，超過1,364名兒童受傷。
烏克蘭國家緊急服務局表示，俄軍在哈爾科夫地區的襲擊，導致大規模森林火災，現時主要9處起火源頭，吞噬3700多公頃森林。

## 6月2日
烏克蘭空軍表示，俄軍午夜至凌晨期間，從俄羅斯克拉斯諾達爾邊疆區葉伊斯克和濱海阿赫塔爾斯克以及俄佔克里米亞喬達角發射25架無人機，防空系統在尼古拉耶夫、基洛夫格勒、敖德薩、赫爾松、基輔、赫梅利尼茨基、第聶伯羅彼得羅夫斯克和文尼察州擊落24架無人機。另外，俄軍從俄佔克里米亞向哈爾科夫州發射9K720伊斯坎德爾K型導彈，從俄佔頓涅茨克州發射1枚S-300導彈。
烏克蘭武裝部隊總參謀部表示，自全面入侵以來，俄羅斯在烏克蘭損失509,860名士兵，過去一天俄軍有1,080人傷亡，累計損失7,765輛戰車、14,980輛裝甲戰鬥車輛、18,092輛車輛和油箱、13,233門火砲系統、1,089套多管火箭系統、821套防空系統、357架飛機、326架直升機、10,699架無人機、2,268枚巡弋飛彈、27艘船隻和1艘潛艦等。烏克蘭海軍表示，否認俄羅斯聲稱上月底對烏克蘭南部地區發動的襲擊中，摧毀烏克蘭船隻和無人艇的說法。
俄羅斯國防部表示，過去一天，防空系統摧毀烏克蘭空軍2架米格-29飛機、50架無人機、23枚美制海馬斯火箭彈、2枚圓點- U作戰戰術導彈，3枚法制Hammer制導導彈和1枚海王星反艦導彈。俄羅斯別爾哥羅德州州長表示，別爾哥羅德州科羅昌區副區長在視察未爆炸的爆炸裝置時遭炸死，另有3名官員受傷。另外，烏軍對舍別基諾發動轟炸，至少造成6名平民受傷。庫爾斯克州長表示，烏克蘭無人機襲擊庫爾斯克地區一輛汽車，至少造成3名平民受傷。
俄羅斯國防部表示，中央集團軍部隊已經佔領頓涅茨克地區烏曼斯科耶，並擊退烏軍5次襲擊，乏烏軍損失超過360 名士兵，西部集團軍部隊擊退烏軍3次反擊，令烏軍損失約465名士兵，北部集團軍部隊擊退烏軍8次反擊，令烏軍損失約109名士兵，烏軍在南方集團軍責任區損失290名士兵。

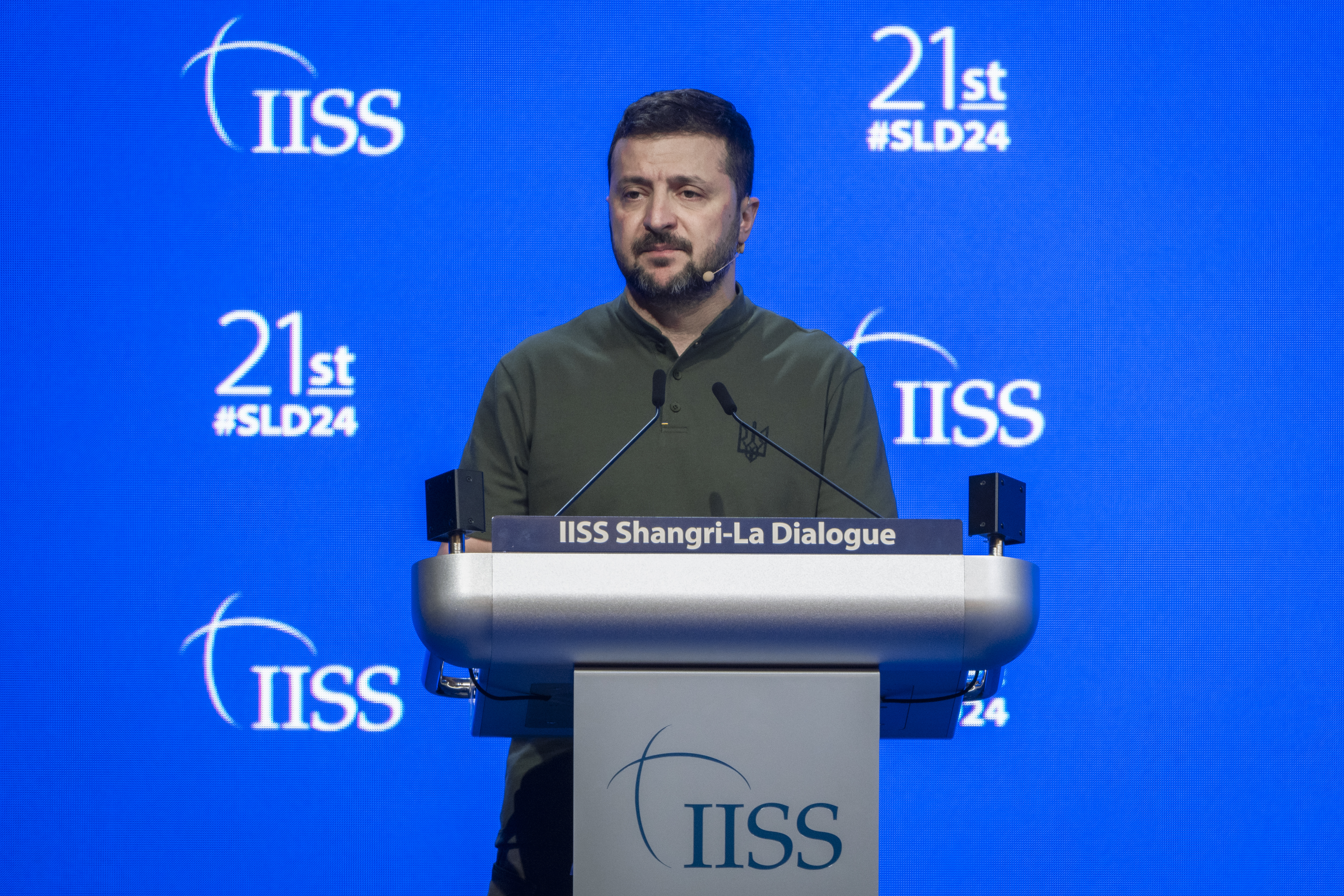
澤連斯基在新加坡香格里拉安全對話峰會發表演說

烏克蘭總統澤連斯基在新加坡香格里拉對話安全峰會發表演說，提及希望峰會討論能源安全、俘虜交換、被驅逐兒童的迴歸和全球糧食安全等關鍵領域，又指責中國正在努力地阻止其他國家參加瑞士烏克蘭全球和平峰會。泽连斯基提及，乌克兰排除任何替代性的「和平峰会」，特别是中国提议的峰会，并在北京的支持下，俄罗斯对乌克兰的战争将会持续更长时间，并表示：「不可能说在支持乌克兰领土完整和主权的基础上，同时又支持一个完全违反《联合国宪章》所有原则和规范的国家」，并认为北京支持侵略者犯了战略错误。泽连斯基强调，「有不支持乌克兰和文明世界结束战争的国家是很正常的，但破坏和平峰会、采取措施削弱领导人的出席程度、尽一切努力阻止一些领导人出席会议，向他们施加压力，肯定不会让和平更近，因这不仅是对俄罗斯的支持，实际上是对战争的支持」。泽连斯基表示，已确认有106个国家将参加此次峰会，其中美国将派出「高级代表团」，但与此同时，俄罗斯正在向其他国家施加压力，例如「威胁封锁食品、农产品或化学品、能源价格，或者干脆向世界其他国家施加压力，让他们不参加峰会或要求拒绝出席这次会议」。并指出，「美国正在积极邀请其他国家参加和平峰会，但相反，中国正在努力阻止各国参加此次峰会，这两种立场之间存在很大差异，俄罗斯正利用中国在该地区的影响力，也利用中国外交官，正在尽一切努力破坏和平峰会。不幸的是，像中国这样一个独立的大国成为普京手中的工具，这是一种耻辱」。演說中，澤连斯基感謝盟友提供武器，但呼籲美國應該允許烏克蘭使用陸軍遠端戰術導彈系統攻擊俄羅斯境內軍事目標。亦表示，烏克蘭承認以色列和巴勒斯坦為兩個獨立國家，如果哈馬斯恐怖分子在襲擊以色列的第一天襲擊平民，那麼以色列有權自衛，當以色列在加沙引發人道主義危機時，烏克蘭準備向加沙提供人道主義援助，而烏克蘭亦必須尊重國際法，竭盡全力說服以色列停止和結束衝突，防止平民遭受更多痛苦，烏克蘭亦將邀請以色列和巴勒斯坦參加即將在瑞士舉行的全球和平峰會，聽取除俄羅斯以外的其他國家所有意見。
烏克蘭澤連斯基與美國國防部長奧斯汀在新加坡香格里拉安全對話峰會期間，舉行場邊會談，討論烏克蘭的國防需求、加強烏克蘭的防空系統、F-16戰機聯盟以及雙邊安全協議等。澤連斯基亦會見新加坡總統尚達曼，澤倫斯基感謝新加坡對烏克蘭戰爭的明確立場，並討論雙邊關係前景以及基輔有興趣提升與東盟的關係。澤連斯基在社交平台表示，僅在過去一星期內，俄軍已經使用導彈、無人機和航空炸彈等各種武器攻擊烏克蘭約1000次。
乌克兰国防部长鲁斯泰姆·乌梅罗夫在新加坡香格里拉会议与日本防卫大臣木原稔会面，并感谢日本对乌克兰的支持。木原稔表示，东京将继续支持乌克兰，并称俄罗斯的全面入侵「令人愤慨」且「绝对不可接受」，并承诺日本将在「强烈的危机感」下与国际社会合作向基辅提供援助，因为乌克兰发生的事情可能会在东亚发生。
烏克蘭國防部表示，約有150萬軍齡男子已根據新公布的動員法，更新其軍事檔案。烏克蘭地面部隊表示，網路上流傳有民眾與徵兵官員或武裝部隊軍人衝突的影片，是敵方資訊行動的產物。
烏克蘭國會人權監察員表示，網上流傳俄軍士兵在哈爾科夫地區對烏克蘭戰俘進行毆打、羞辱和威脅的影片，涉嫌違反《日內瓦公約》，呼籲聯合國和紅十字國際委員會調查。
捷克政府啟動試行計劃，將提供運輸工具給自願返回烏克蘭的難民。
美國《紐約時報》發表調查顯示，俄羅斯政府和執政黨「統一俄羅斯」成員涉嫌於2022年4月從國營寄養特殊兒童機構「赫爾松兒童之家」綁架46名有特殊需要的兒童，被送到俄佔克里米亞辛菲羅波爾市，其姓名被翻譯成俄語，出生地被列為俄佔克里米亞，並且允許俄羅斯家庭收養。
英国广播公司援引一位不具名法国军官消息報道，法国從一開始就沒有限制乌克兰使用暴风影导弹，因此烏克蘭可以使用有關導彈袭击库尔斯克和别尔哥罗德地区的俄罗斯机场，并引用法国总统马克龙上星期对记者表述，指西方应该允许乌克兰使用武器袭击俄罗斯领土。

## 6月3日
烏克蘭地方政府表示，截至03日上午9時，俄羅斯在過去24小時內，一共襲擊11個州，包括敖德薩、文尼察、第聂伯罗彼得罗夫斯克、哈爾科夫、盧甘斯克、扎波羅熱、蘇梅、切爾尼戈夫、尼古拉耶夫、赫爾松和頓涅茨克州，至少造成1名平民死亡，11名平民受傷。赫爾松地區軍事管理局表示，俄軍襲擊托米納巴爾卡，至少造成1名平民受傷。頓涅茨克州州長表示，俄軍先後兩次襲擊米哈伊利夫卡，至少造成2名平民死亡，包括1名兒童，1名平民受傷。
烏克蘭武裝部隊總參謀部表示，自全面入侵以來，俄羅斯在烏克蘭損失511,130名士兵，過去一天俄軍有1,270人傷亡，累計損失7,779輛戰車、15,002輛裝甲戰鬥車輛、18,159輛車輛和油箱、13,280門火砲系統、1,090套多管火箭系統、824套防空系統、357架飛機、326架直升機、10,739架無人機、2,268枚巡弋飛彈、27艘船隻和1艘潛艦等。 烏克蘭副總理韋列舒克表示，烏軍首次使用西方援助武器打擊俄羅斯境內目標，摧毀俄軍別爾哥羅德境內一套S-300型防空導彈系統。
俄羅斯國防部表示，在過去24小時，防空系統擊落烏軍67架無人機、1枚海王星反艦導彈、4枚法制鐵錘航空制導炸彈、1枚美制愛國者防空導彈，以及19枚美制海瑪斯和赤楊多管火箭炮炮彈。俄羅斯別爾哥羅德州長表示，過去24小時，烏軍先後炮擊別爾哥羅德地區8個定居點，至少造成1人死亡，13人受傷。庫爾斯克州長表示，烏軍使用攻擊無人機襲擊4個村莊，防空部隊攔截20架烏克蘭無人機，沒有傷亡報告。
俄羅斯國防部表示，過去一晝夜，烏軍在前線各地區損失約1,745名士兵，伊萬諾夫近衛空降兵團科斯特羅姆傘兵近衛團分隊突擊佔領恰索夫亞爾附近一個烏軍大型據點，在過去24小時，俄軍航空兵、無人機、導彈部隊和炮兵摧毀118個有生力量和烏克蘭軍事裝備聚集區，自俄軍開展特別軍事行動以來，已累計摧毀烏軍609架戰機、274架直升機、25,081架無人機、526套防空導彈系統、16,236輛坦克及裝甲車輛、1,328門多管火箭系統戰車、10,057野戰火炮和迫擊炮以及22,237輛特種軍用車輛。另外，國防部表示，特種部隊「艾哈邁特」已調往北部軍區哈爾科夫前線方向。

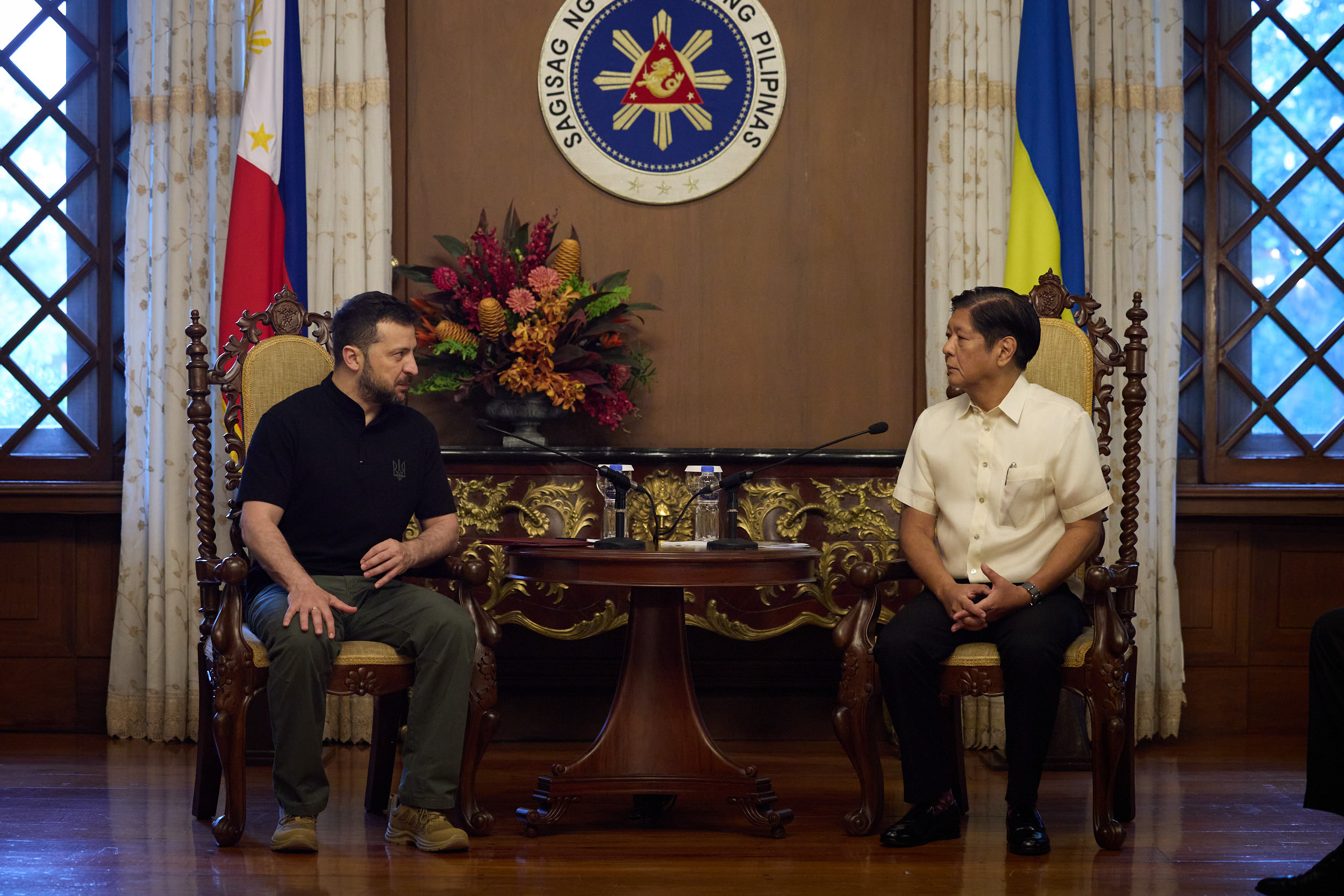
澤連斯基與小馬可斯會面

烏克蘭總統澤連斯基訪問菲律賓馬尼拉，並與總統小馬可斯會面，澤連斯基感謝菲律賓對烏克蘭的支援，並宣佈計劃今年在馬尼拉開設烏克蘭大使館，以加強雙邊合作，雙方达成协议，菲律宾將派遣心理治疗师前往乌克兰帮助士兵。總統發言人表示，約有107個國家和國際組織已確認參加在瑞士舉行的烏克蘭全球和平峰會，屆時將討論能源安全、俘虜交換、被驅逐兒童的回歸、全球糧食安全等議題
俄羅斯聯邦安全局表示，成功破获在塞瓦斯托波爾市的烏克蘭情報部門特工組織，抓獲5名烏克蘭情報部門在俄佔扎波羅熱地區招募的特工。该组织蓄謀對俄羅斯黑海艦隊軍事人員、軍事、運輸和能源基礎設施實施破壞和恐怖襲擊，同时檢獲大量爆炸物。其中一名烏克蘭特工原本策劃在軍用機場實施破壞，另外一人策劃炸死一名高級軍官。
維也納軍事安全與軍控問題談判俄羅斯代表團團長對俄羅斯《消息報》表示，截至24年3月底已经消灭5,982名加入乌军的外国雇佣兵。
俄罗斯外交部以英国官员挑衅性的反俄言论和伦敦进一步发展乌克兰军事关系、英国媒体灌输俄罗斯恐惧症和散布有关俄罗斯的错误信息为由，将英国政治机构、记者和专家团体的部分代表列入俄罗斯禁止入境名单。其中包括负责制定和实施伦敦反俄政策的地方政治家、陷入谎言和仇俄情绪的记者，以及以消极和脱离现实的方式报道我国重要公共和政治事件的专家。
國際原子能總署署長格羅西表示，在俄羅斯和烏克蘭之間的戰鬥仍在繼續期間，俄羅斯不打算停用俄佔扎波羅熱核電站，更難以想象重新啟動核電站所帶來的危險。
德國總理肖爾茨表示，烏克蘭使用德國和其他西方國家提供的武器打擊俄羅斯的目標，不會助長戰爭的升級。
英國國防參謀長、海軍上將拉達金表示，儘管俄羅斯最近的戰術進步，但非常有信心烏克蘭最終將贏得這場全面戰爭，但對烏克蘭而言，烏軍在人員、彈藥短缺和主導權方面存在問題，並且十分艱難，但必須保持西方國家的支援。英国和拉脱维亚宣布，在两国主导下无人机联盟框架內， 将首次公开招标向乌克兰供应FPV无人机。
美國白宮宣布，副總統賀錦麗和國家安全顧問沙利文將代表美國出席在瑞士舉行的烏克蘭和平峰會，並強調拜登政府致力於支援烏克蘭在主權和領土完整以及《聯合國憲章》原則的基礎上，努力確保公正和持久的和平。
中國外交部發言人毛寧回應早前烏克蘭總統澤連斯基指責中國協助阻礙其他國家參與烏克蘭全球和平峰會時表示，使用武力不是中國外交的風格，中國的立場公開透明，在任何情況下，都不會向其他國家施加壓力。中國真誠希望和平會議不會成為製造陣營對抗的平台，不參加會議並不意味着中國不支持和平，即使一些國家決定參加會議，也不一定意味着他們希望停火、結束戰鬥。最重要的是採取具體的行動，中國對會議持公正、公平的立場，不針對任何一方也不反對峰會。
荷兰国防部长卡伊莎·奥隆格伦表示，荷兰允许乌克兰使用F-16戰機攻击俄罗斯境内的军事目标，并表示，荷兰不会像比利时，對戰機的使用施加限制。
義大利外交部長在電台訪問中表示，以回應基輔要求提供更多幫助以抵禦俄羅斯飛彈襲擊的請求，義大利將向烏克蘭派遣第二套SAMP/T防空系統。
波蘭內政部長表示，以涉嫌與俄羅斯和白俄羅斯合作为由逮捕18人，被逮捕的人员計劃發動破壞和敵對活動或破壞，包括预谋暗殺烏克蘭總統澤連斯基。
瑞士聯邦院以28票反對、15票贊成擱置有關建立瑞士安全基金和歐洲和平基金的議案，議案包括在2030年前為瑞士軍隊追加撥款100億瑞士法郎，並為烏克蘭提供50億瑞士法郎緊急援助。
美國《華盛頓郵報》援引不具名官員消息和文件報道，俄羅斯政府聯同親俄歐洲傳媒「歐洲之聲」以及已經逃往俄羅斯的親俄烏克蘭寡頭梅德維丘克創辦的「另一個烏克蘭」，進行一項宣傳行動，旨在向國際公眾展示梅德維丘克，是烏克蘭總統澤倫斯基的潛在替代者，並將梅德維丘克和「另一個烏克蘭」打造成「烏克蘭流亡政府」。

## 6月4日

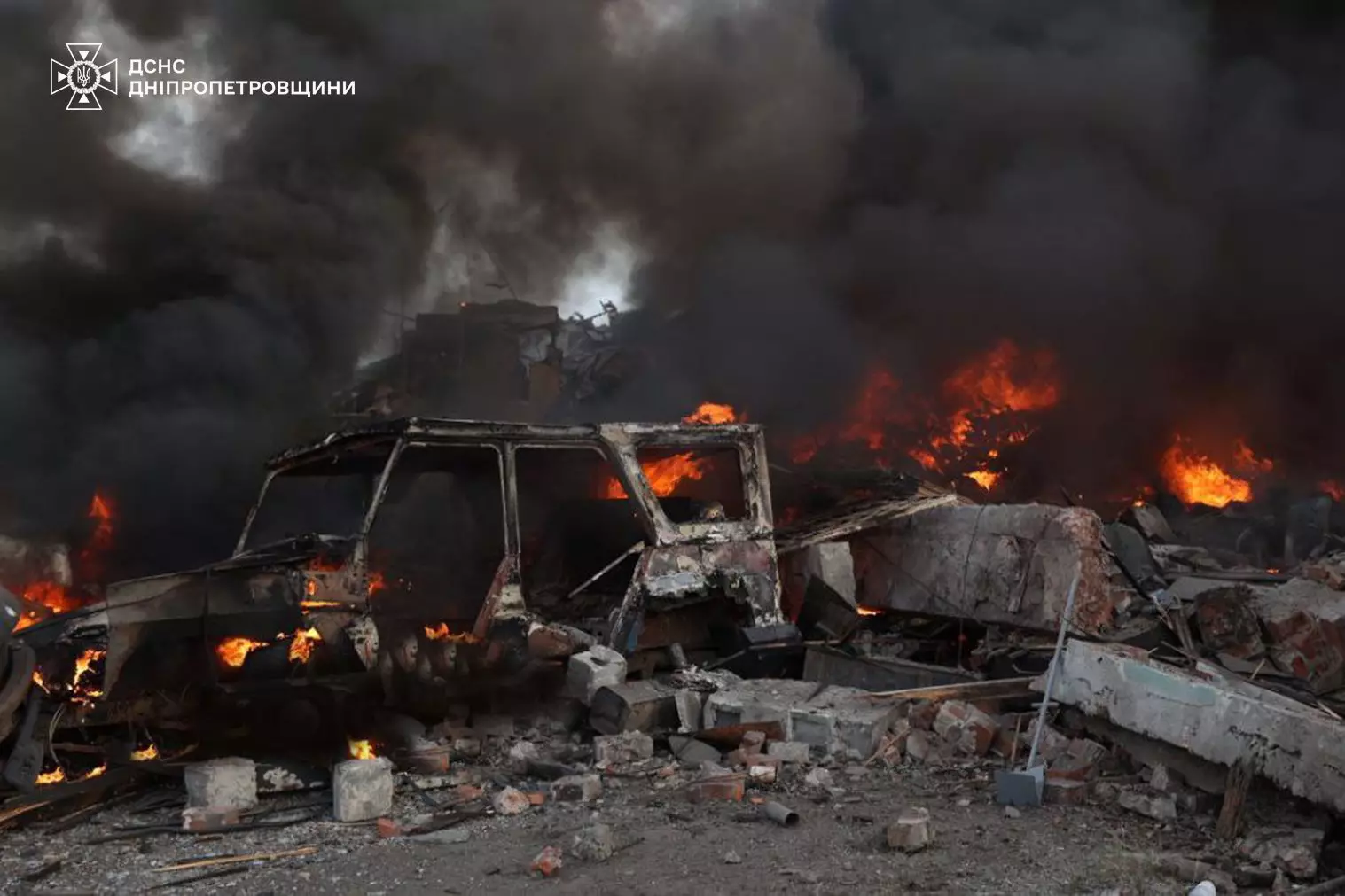
俄軍襲擊第聶伯羅市後

烏克蘭第聶伯羅彼得羅夫斯克州長表示，防空系統在第聶伯羅市上空擊落2枚導彈，但碎片墮落引發火災，至少造成8名平民受傷，包括1名嬰兒和1名兒童。俄軍亦對克里維里赫發動導彈襲擊，至少造成1名平民受傷。蘇梅州檢察官辦公室表示，俄軍炮擊中布達，至少造成1名平民死亡。赫爾松州州長表示，俄軍襲擊韋萊堅斯卡和比洛澤爾卡，共至少造成1名平民死亡，2名平民受傷。
烏克蘭武裝部隊總參謀部表示，自全面入侵以來，俄羅斯在烏克蘭損失512,420名士兵，過去一天俄軍有1,290人傷亡，累計損失7,779輛戰車、15,020輛裝甲戰鬥車輛、18,228輛車輛和油箱、13,345門火砲系統、1,092套多管火箭系統、827套防空系統、357架飛機、326架直升機、10,766架無人機、2,268枚巡弋飛彈、27艘船隻和1艘潛艦等。烏克蘭地面部隊指揮官表示，將在基輔和基輔州舉行涉及各種軍事裝備，包括步兵、防空和反破壞部隊，旨在練習防禦行動的戰鬥和特殊任務。
俄羅斯國防部表示，在過去24小時，防空系統擊落烏軍18枚美制海瑪斯和赤揚多管火箭炮炮彈、2枚法制鐵錘航空制導炸彈以及41架無人機。 俄佔頓涅茨克地區官員表示，烏軍過去一天對頓涅茨克地區進行39次炮擊，發射113枚彈藥，共造成1名平民死亡，6人受傷。
俄羅斯國防部表示，過去24小時，烏軍在前線各地區損失約1,550名士兵，俄軍航空兵、無人機、導彈部隊和炮兵摧毀112個有生力量和烏軍軍事裝備聚集區，自俄軍開展「特別軍事行動」以來，已累計摧毀烏軍610架戰機、274架直升機、25,122架無人機、527套防空導彈系統、16,247輛坦克及裝甲車輛、1,328門多管火箭系統戰車、10,074野戰火炮和迫擊炮以及22,263輛特種軍用車輛。網上流傳片段顯示，俄军在哈尔科夫前线捕获一名乌军法国籍佣兵。
烏克蘭總統澤連斯基表示，雖然現時只是6月初，但未來幾星期可能會決定今年剩餘時間烏克蘭戰爭的命運，俄羅斯的主要和最強烈的襲擊目前集中在頓涅茨克州，俄軍正穩步推進，仍然是克里姆林宮的主要目標。乌克兰最高达拉政府代表宣布，根据第76号决议，内阁已将目前应征入伍者在动员期间推迟征兵的有效期延长三个月。
俄羅斯外交部長拉夫羅夫表示，在烏克蘭的法國軍事教官將會被視為俄羅斯武裝部隊的合法攻擊目標。俄羅斯國家杜馬主席沃洛金表示，沒有俄羅斯的參與，解決烏克蘭問題是不可能的，瑞士會議的與會者越來越少，沙特阿拉伯和中國等均不會參與有關會議，連美國的盟友，如澳洲等也降低出席者的等級。
烏克蘭總檢察長表示，自2014年俄烏戰爭開始以來，已有800多名兒童喪生，其中至少有551名兒童在全面入侵期間喪生和1368名兒童受傷。另外，乌克兰国家警察通讯部表示，自俄罗斯全面入侵乌克兰以来，国家警察已搜寻27,708名儿童，截至6月4日，仍然有2,014名儿童被认为失踪。哈爾科夫州州長表示，俄羅斯在試圖攻佔的沃夫昌斯克地區建立過濾營，小鎮仍有極少數居民居住，但被俄軍利用作人盾，俄軍建立過濾營，識別和記錄被佔領土上的烏克蘭人，並且施以酷刑和折磨。
烏克蘭國家安全局表示，拘捕一名烏克蘭男子，涉嫌被俄羅斯聯邦安全局遠端招募，並策劃對扎波羅熱州軍事招募辦公室的軍官進行恐怖襲擊。
美國總統拜登表示，烏克蘭的和平意味著確保俄羅斯永遠無法佔領烏克蘭，但不認為烏克蘭必須成為北約成員國才能實現這一目標，而是美國和西方國家要像對待其他國家一樣，向烏克蘭提供武器以便其自衛，西方亦不能讓烏克蘭淪陷，以免影響整個歐洲大陸。美国国务院发言人在回應中国拒绝参加和平峰会时表示，美国不认为中国在结束战争方面发挥积极作用，因为它帮助俄罗斯重建国防和工业基础，另外美国已对伊朗参与生产攻击无人机，并将其转移到俄罗斯的个人和法人以及中东的武装分子实施制裁。美國國家安全委員會發言人科比表示，在俄羅斯全面入侵開始時，美國已經允許基輔擊落對烏克蘭構成威脅，並且在俄羅斯領土上飛行的軍用飛機，另外拒絕證實烏克蘭首次使用美國武器打擊俄羅斯領土的報道，指出美國無法每天確切知道烏克蘭對那些目標發動攻擊。美國駐烏克蘭大使館表示，從6月1日起，烏克蘭可能不再允許年齡在18至60歲之間擁有美國和烏克蘭雙重國籍的男性離開烏克蘭，取消雙重國籍的人海外居住的離境許可，大使館建議擁有雙重國籍的男性不要前往烏克蘭，但新法不包括不受军事征兵或延期服役权利的适龄男性。
中國外長王毅表示，中國和巴西最近聯名發表關於推動政治解決烏克蘭危機的「六點共識」，短短一周時間內，已有來自五大洲的45個國家，通過不同方式作出積極回應，其中26個國家已確認加入或正在認真研究加入方式，俄羅斯和烏克蘭也對共識的大部分內容予以肯定，形容支持「六點共識」的國家越多，召開真正和會的日子就越近，實現和平的前景就越光明。對於中國不參加在瑞士舉行的烏克蘭和平峰會，王毅表示，中國重視瑞士為籌備和會的工作，多次向瑞士提出建設性意見，瑞士方面對此一直積極評價和感謝，中方將根據自身立場自主決定是否參與，並重申在烏克蘭問題上，中國的立場仍然是勸和促談。
比利時外交部長表示，鉴于匈牙利越加阻撓烏克蘭軍事援助和對俄羅斯的制裁措施，敦促歐盟國家考慮适用《欧盟条约》的第7条谴责程序，以推進剝奪匈牙利在歐盟的投票權。奥地利外交部发言人表示，支持比利时剥夺匈牙利在欧盟投票权的呼籲，認為歐盟27个成员国都應該充分尊重欧洲共同联盟建立的原则，特別是即将担任欧盟轮值主席国的國家。
烏克蘭基輔國際社會學研究所公布一項調查顯示，約43% 的受訪烏克蘭人認為，在總統澤連斯基五年任期內，烏克蘭的民主狀況惡化，其中11%受訪者認為是戰爭導致，28%受訪者認為烏克蘭政府需負責，約3%受訪者認為民主惡化是因為戰爭和政府。約19%受訪者認為過去五年民主狀況有所改善，而29%受訪者認為沒有任何改變。
美國《紐約時報》發表分析顯示，自俄羅斯全面入侵開始以來，烏克蘭至少有21萬棟建築被摧毀，包括106家醫院、109座教堂、寺廟、清真寺和修道院以及708所學校、學院和大學，數字不包括克里米亞和烏克蘭西部地區。

## 6月5日

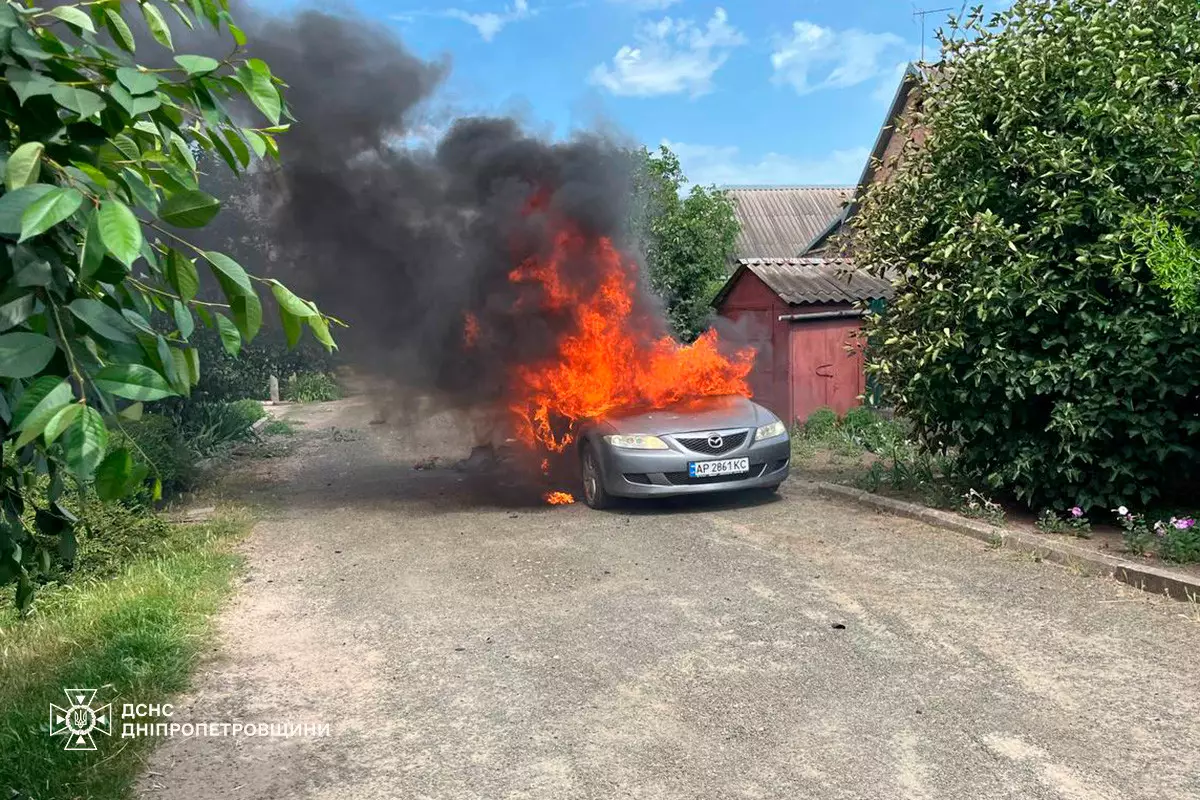
俄軍無人機襲擊第聶伯羅彼得羅夫斯克州尼科波爾一輛汽車，沒有傷亡報告

烏克蘭空軍表示，俄軍午夜至凌晨期間，從俄羅斯庫爾斯克州和俄佔克里米亞喬達角發射27架無人機，防空系統在尼古拉耶夫、赫爾松、蘇梅、第聶伯羅彼得羅夫斯克和波爾塔瓦州擊落22架無人機。頓涅茨克州州長表示，俄軍襲擊皮夫尼什內，至少造成1名平民死亡，4名平民受傷。赫爾松州軍事管理局表示，俄軍襲擊因胡萊茨的人道主義援助活動，至少造成2名平民受傷。
烏克蘭武裝部隊總參謀部表示，自全面入侵以來，俄羅斯在烏克蘭損失513,700名士兵，過去一天俄軍有1,280人傷亡，累計損失7,806輛戰車、15,036輛裝甲戰鬥車輛、18,297輛車輛和油箱、13,385門火砲系統、1,092套多管火箭系統、830套防空系統、357架飛機、326架直升機、10,805架無人機、2,270枚巡弋飛彈、27艘船隻和1艘潛艦等。烏克蘭武裝部隊總司令表示，烏克蘭東部戰場上的局勢仍然困難，在訪問東部戰線後表示，俄軍正在繼續庫拉霍夫、波克羅夫斯克、庫皮揚斯克和哈爾科夫地區，發動進攻，並且計劃拉長現有的戰線，以粉碎烏軍。烏克蘭南方司令部發言人表示，在烏軍5月30日的襲擊後，俄羅斯尚未恢復俄佔克里米亞刻赤渡輪碼頭的運作，俄軍透過有關碼頭運送武器和人員。
俄羅斯國防部表示，在過去24小時，防空系統摧毀烏軍55架無人機，擊落10枚美制海瑪斯和赤揚多管火箭炮炮彈、2枚法制鐵錘航空制導炸彈，以及2枚美制愛國者導彈。俄佔頓涅茨克地區官員表示，烏軍過去一天對俄佔頓涅茨克地區進行30次炮擊，發射88枚彈藥，共造成10名平民受傷，包括2名兒童。
俄羅斯國防部表示，過去24小時，烏軍在前線各地區損失約1,590名士兵，俄軍航空兵、無人機、導彈部隊和炮兵摧毀112個有生力量和烏軍軍事裝備聚集區，自俄軍開展「特別軍事行動」以來，已累計摧毀烏軍610架戰機、274架直升機、25,177架無人機、527套防空導彈系統、16,264輛坦克及裝甲車輛、1,330門多管火箭系統戰車、10,124野戰火炮和迫擊炮以及22,286輛特種軍用車輛。
烏克蘭傳媒《基輔獨立報》引述軍事情報機構消息報道，烏克蘭國防部情報總局由3日起對俄羅斯國防部、財政部等多個政府網站發動大規模DDoS攻擊，導致多個網站癱瘓。

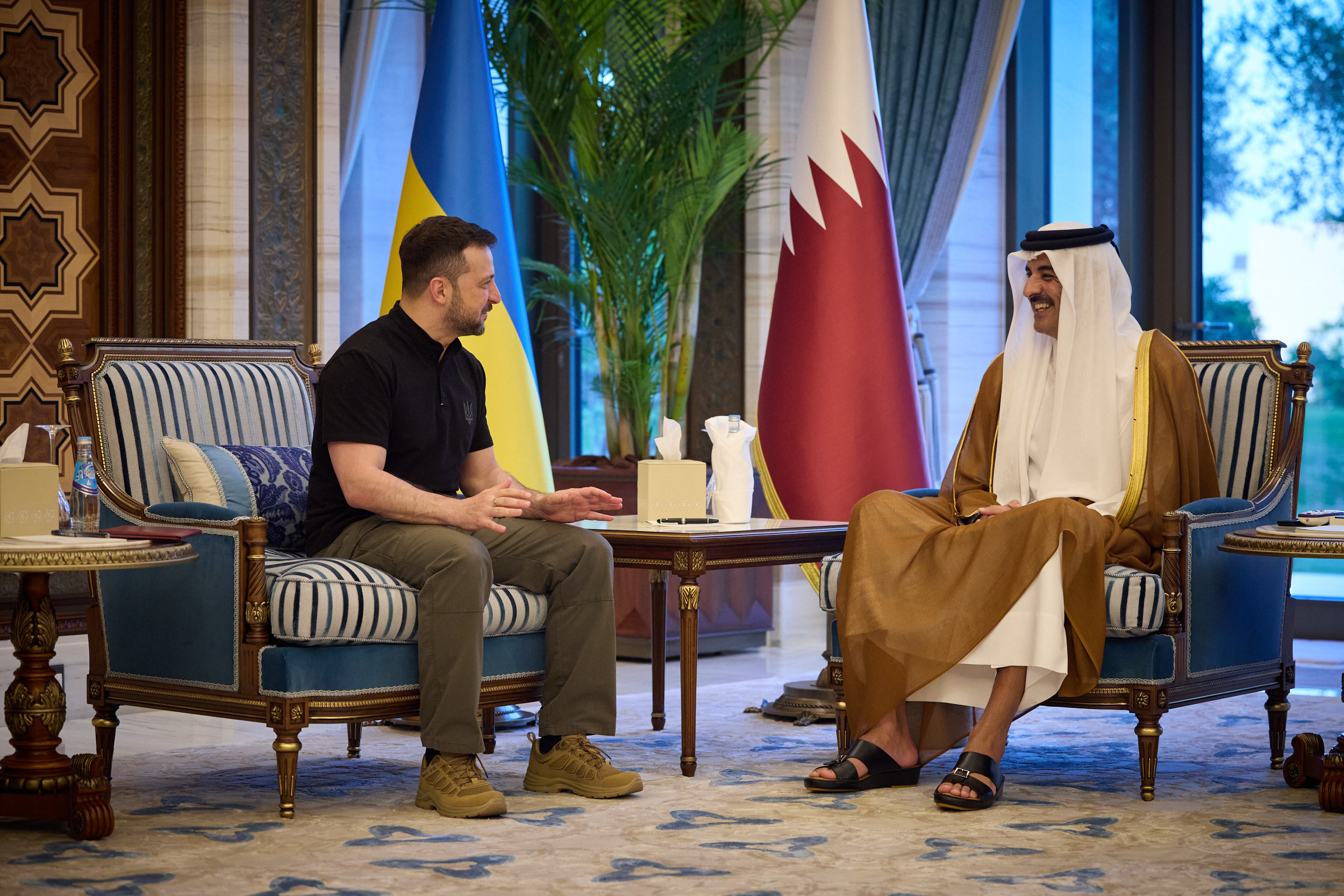
澤連斯基與塔米姆舉行會談

烏克蘭總統澤連斯基到訪卡塔爾首都多哈，會面卡塔爾埃米爾塔米姆，雙方將討論烏克蘭兒童返回工作、全球和平峰會、全面交換戰俘、能源和核安全，以及黑海和亞速海的自由航行等議題。
俄羅斯總統普京表示，俄羅斯會改進防空系統，以便擊落西方的武器，如果烏克蘭使用西方武器襲擊俄羅斯，俄羅斯將作出同類迴應，並向某些地區提供先進武器，以便對西方敏感目標進行打擊。另外，普京表示，俄羅斯現時關押6,465名烏克蘭戰俘，而基輔則關押1,348名俄羅斯戰俘，俄羅斯和烏克蘭之間的「不可挽回損失」比例為1比5，俄羅斯方面較少。
烏克蘭哈爾科夫州佐洛奇夫軍事管理局負責人表示，當局正試圖從距離俄羅斯邊境不到一公里的佐洛奇夫疏散所有兒童。
烏克蘭國家警察戰略調查部門負責人表示，烏克蘭警方已扣押與俄羅斯有關的資產，價約10億美元，當中包括一架貝爾-427直升機、一架灣流G650飛機、47輛卡車和55輛汽車等。
俄羅斯聯邦安全局表示，在俄佔顿涅茨克阿爾喬莫夫斯克，烏克蘭方面稱為巴赫穆特市附近發現烏克蘭執法機構由2014年起準備的武器和彈藥，起獲20支AKS-74U突擊步槍、184支PM手槍和18,600枚輕武器彈藥。另外，聯邦安全局表示，一名54岁的乌克兰人涉嫌協助收集俄佔赫尔松地区军人和军民管理机构人员的资料并提供给乌方，以間諜罪判處13年监禁。
乌克兰外交部回應中国外交部长王毅4日有俄烏和平發展的言論，指出乌克兰作为饱受俄罗斯侵略破坏性后果的一方，应该由领土上战事肆虐的乌克兰来决定什么是和平，而实现这种和平的唯一公平基础是乌克兰总统泽连斯基提出的十點和平方案，烏克蘭全球和平峰会将于下周在瑞士举行，所有真诚寻求恢复和平的国家应该共同努力，推动峰会的成功实施，而不是做出破坏峰会的努力另外，乌克兰外交部宣布，外交部第一副部長西比哈將與中国外交部副部長孫衛東在北京举行副部長級政治磋商，并表明乌方表示希望中国参加和平峰会，为乌克兰实现公正持久和平作出务实贡献，同时强调实现和平的唯一基础是泽连斯基总统的和平方案。
烏克蘭國防部副部長表示，大約160萬18-60歲的烏克蘭人根據5月18日生效的新動員法，更新聯絡資訊。乌克兰国家边防局发言人回應早前美国驻乌克兰大使馆关于禁止双重国籍人员出境的声明，指出現時流传的说法並不正确，乌克兰法律不承认双重国籍，因此拥有双重国籍的美籍乌克兰人在乌期间，被视为乌克兰公民，并受到乌克兰公民的权利和义务约束，有關法规在戰前已经生效，但戰後边防人员多次发现冒充外国人的乌克兰人，但需區分在檔案中已有前往國外永久居留適當標記的烏克蘭公民，因此實施有關措施。
北约秘书长斯托尔滕贝格批评中国拒絕出席烏克蘭全球和平峰会，並表示遗憾，反映中国对乌克兰战争的态度，亦严厉批评中国自入侵开始以来，支持俄罗斯的战时经济，在努力与欧洲北约盟国保持正常关系的同时，是俄罗斯对乌克兰战争的最大支持者，成為欧洲面临的最大、最直接的安全威胁，形容中国不能两者兼得。
美國眾議院議長約翰遜表示，不同意對烏克蘭使用美國提供的武器施加限制，批評拜登政府對烏克蘭的戰爭努力進行微觀管理。
美国副财政部长阿德耶莫敦促盟国积极采取行动，阻止俄罗斯提高军事生产的计划，特別是俄羅斯正确保导弹和无人机的微电子和微芯片供应，當中不少材料來自中国。美国与欧洲盟友应对此向中国提出明确选择和应对措施，阻止俄罗斯获得有關材料，确保俄罗斯减少获得战争所需物资的机会，也为乌克兰提供所需的武器和资金，並将会在意大利七国集团领导人会议上讨论。
匈牙利總理歐爾班表示，毫無疑問戰爭是由俄羅斯發動，烏克蘭境內的匈牙利裔少數民族亦正与在乌克兰军队一同作战，是唯一有公民在乌克兰喪生的欧盟国家。
捷克歐洲事務部長向歐盟理事會輪任主席國比利時外長發信，敦促促進與烏克蘭和摩爾多瓦的入盟談判取得進展，另有11個歐盟成員國共同簽署有關信件。
烏克蘭基輔國際社會學研究所公布一項調查顯示，約50%的受訪烏克蘭人認為總統澤連斯基未能履行所有或大部分選舉承諾，其中25%認為沒有履行任何承諾，主要认为政府团队中存在不诚实和腐败的人是泽连斯基未能兑现承诺的首要原因。另外，31%認為是由於俄羅斯的全面入侵、27%認為澤倫斯基缺乏經驗和缺乏能力。相对，约19%的受访者认为泽连斯基兑现了一半以上的承诺，其中5%的受访者表示他兑现了所有承诺。民调负责人表示，该调查的受访者主要关注的不是泽连斯基本身，而是他的随行人员。
英国《金融时报》引述烏克蘭官員消息報道，烏克蘭的發電設施容量已从战前55吉瓦降至20吉瓦以下，能源設施遭遇集體襲擊引致「毀滅性」後果，預測冬季大部分時間都會停電。
欧盟委员会发言人表示，欧盟正在与乌克兰密切合作，協助烏克蘭恢复能源系统，乌克兰中央和地区当局正制定紧急需求清单，并保证欧盟成员国政府以及行业代表都將提供乌克兰所需的援助。乌克兰总理杰尼斯·什梅加尔宣布与欧洲复兴开发银行签署备忘录，后者将拨款3亿欧元支持乌克兰领土的电力供应稳定。
烏克蘭官員正在敦促美國和其他國家加強 F-16 飛行員培訓，稱目前的管道無法培養足夠的飛行員來駕駛即將捐贈給基輔的飛機。烏克蘭正式要求美國在亞利桑那州圖森的莫里斯空軍國民警衛隊基地培訓更多飛行員。美国知情人士透露，預計到今年年底，共有 20 名烏克蘭 F-16 飛行員畢業，這是操作一個由 20 架飛機組成的完整中隊所需的 40 名飛行員的一半。以這個速度，烏克蘭要到 2025 年底才會擁有一支由訓練有素的飛行員組成的完整中隊。
俄羅斯獨立傳媒《內幕》引述匿名訊息報道，摩尔多瓦前总参谋长涉嫌与俄罗斯情报部门分享敏感军事信息，包括乌克兰向摩尔多瓦购买军事装备和弹药，以及罗马尼亚向乌克兰运送武器的信息，並且支持俄罗斯入侵摩尔多瓦，直到在2023年7月摩爾多瓦大规模驱逐俄罗斯外交官，才结束行动。摩尔多瓦总统府办公厅主任表示，背叛祖国的行为必须以最严厉的方式惩罚。

## 6月6日

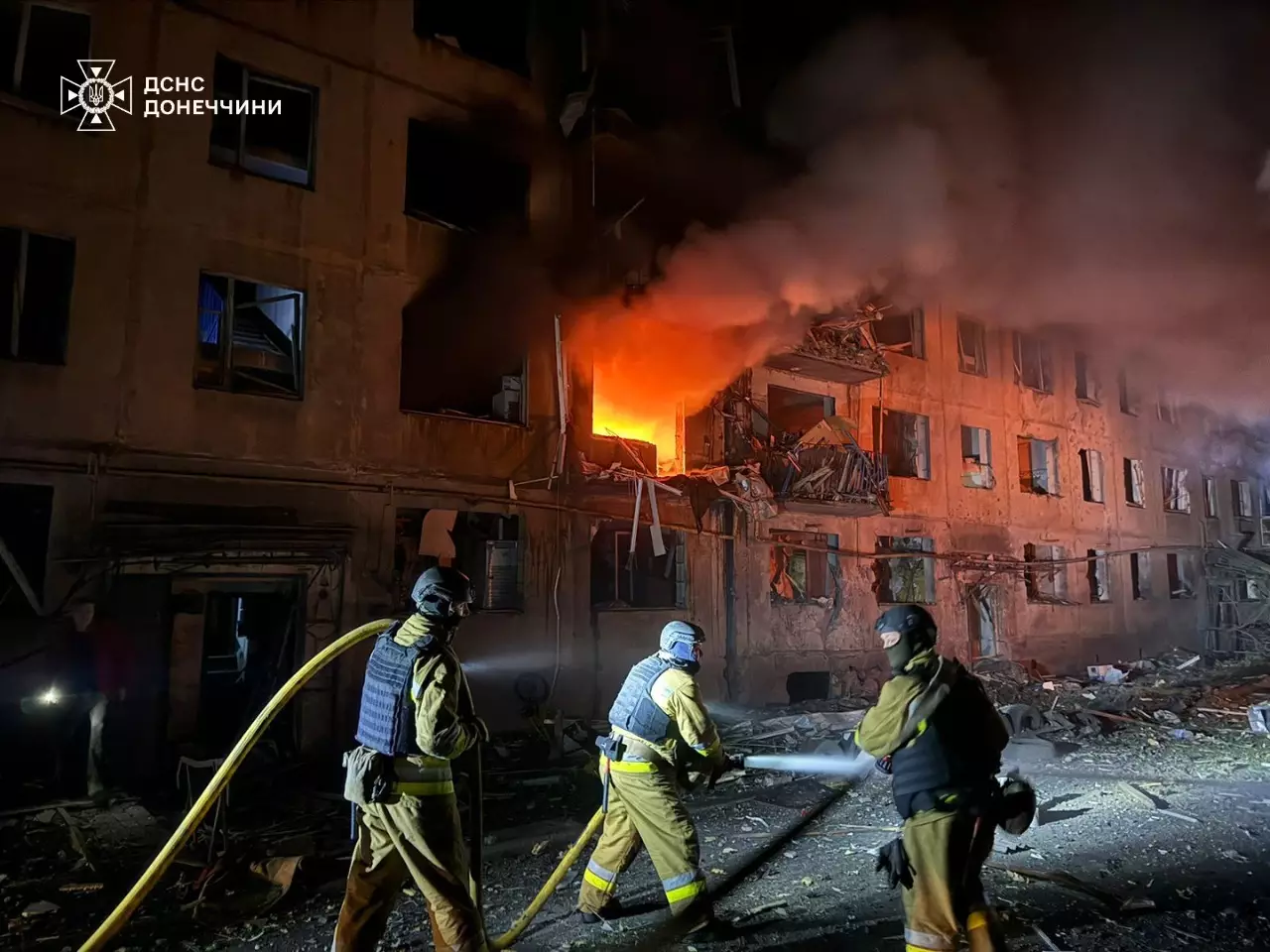
俄軍向塞利多沃市發射2枚umpb d-30sn空中炸彈後

烏克蘭地方政府表示，截至06日上午9時，俄羅斯在過去24小時內，一共襲擊10個州，包括赫梅利尼茨基、第聶伯羅彼得羅夫斯克、哈爾科夫、盧甘斯克、扎波羅熱、蘇梅、切爾尼戈夫、尼古拉耶夫、赫爾松和頓涅茨克州，至少造成2名平民死亡，22名平民受傷。赫爾松州軍事管理局表示，俄軍對普里奧澤爾涅發動襲擊，至少造成2名平民受傷。頓涅茨克州州長表示，俄軍分別對恰西夫亞爾、諾夫戈羅德西克和澤萊尼波爾發動襲擊，共至少造成1名平民死亡，3名平民受傷，另外俄軍晚上向塞利多沃市發射2枚umpb d-30sn空中炸彈，至少造成7名平民受傷。
烏克蘭武裝部隊總參謀部表示，自全面入侵以來，俄羅斯在烏克蘭損失515,000名士兵，過去一天俄軍有1,300人傷亡，累計損失7,828輛戰車、15,076輛裝甲戰鬥車輛、18,360輛車輛和油箱、13,433門火砲系統、1,095套多管火箭系統、831套防空系統、357架飛機、326架直升機、10,846架無人機、2,270枚巡弋飛彈、27艘船隻和1艘潛艦等。烏克蘭國防部情報總局發言人表示，午夜對俄佔克里米亞進行海上攻擊，利用無人艇在克里米亞西海岸的潘西克湖摧毀498型土星拖船。烏克蘭軍方霍爾蒂恰作戰戰略小組發言人表示，俄軍正使用配備燃料空氣炸彈的多管火箭系統攻擊頓涅茨克州恰西夫亞爾，燒毀土地上的所有東西，迫使烏軍沒有地方進行防禦。
俄羅斯國防部表示，在過去24小時，防空系統摧毀烏軍48架無人機、1枚海王星反艦導彈以及7枚美制海瑪斯和赤揚多管火箭炮炮彈，其中防空系統凌晨在克里米亞上空摧毀13架烏克蘭無人機，在別爾哥羅德州上空摧毀6架無人機，在羅斯托夫州上空摧毀1枚海王星反艦導彈。俄羅斯羅斯託夫州州長表示，俄羅斯新沙赫金斯克煉油廠遭到無人機襲擊起火。
俄羅斯國防部表示，過去24小時，烏軍在前線各地區損失約1,490名士兵，俄軍航空兵、無人機、導彈部隊和炮兵摧毀127個有生力量和烏軍軍事裝備聚集區，自俄軍開展「特別軍事行動」以來，已累計摧毀烏軍610架戰機、274架直升機、25,225架無人機、527套防空導彈系統、16,276輛坦克及裝甲車輛、1,330門多管火箭系統戰車、10,162野戰火炮和迫擊炮以及22,311輛特種軍用車輛。另外，國防部表示，抓獲一名在烏克蘭武裝部隊59旅服役的哥倫比亞人。
烏克蘭總統澤連斯基在卡霍夫卡水壩潰決事件一週年之際在社交網站表示，潰決是一項蓄意和有預謀的罪行，俄羅斯摧毀卡霍夫卡水壩是對整個地區環境和人民最嚴重的罪行之一，影響數十萬人，大片地區被淹沒，感謝在事件中提供協助的人，並強調俄羅斯將會被繩之於法。烏克蘭國營能源公司「烏克蘭電網」負責人表示，一旦領土獲得解放，公司將對卡霍夫卡水力發電廠進行勘測，並拆除被摧毀的建築物，預計可以在6至7年內完成重建。烏克蘭國家安全局表示，掌握證據證明俄軍第聶伯羅部隊集團前指揮官奧列格·馬卡列維奇上將涉嫌在去年下令摧毀卡霍夫卡水力發電廠。

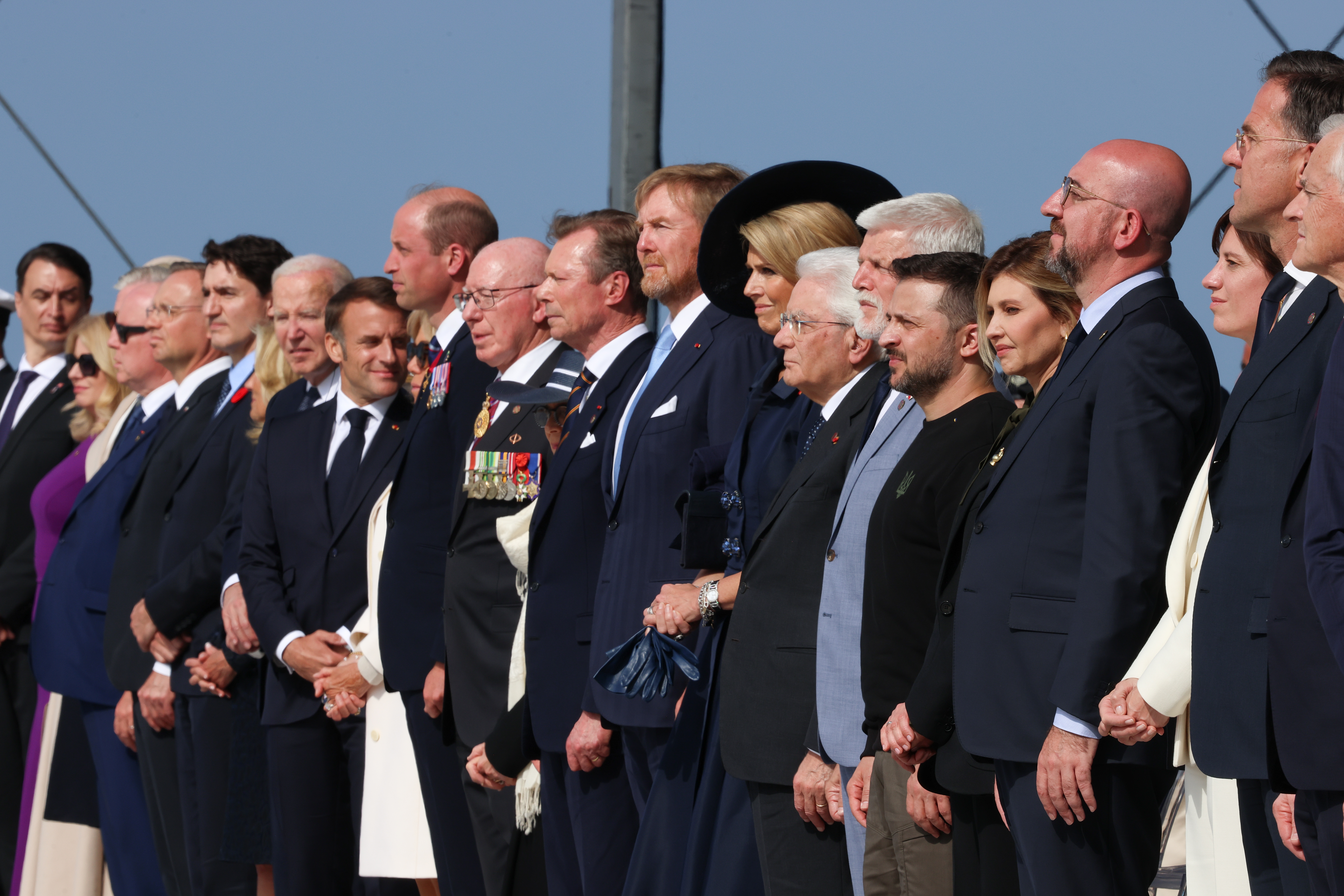
澤連斯基伉儷與多國領導人一同在法國出席第二次世界大戰諾曼第登陸戰80周年紀念儀式

烏克蘭澤連斯基到訪法國，出席第二次世界大戰諾曼第登陸戰80周年紀念儀式。，並在社交媒體表示，盟軍過去捍衛歐洲的自由，如今烏克蘭亦如是。當時團結取得勝利，如今真正的團結也將取得勝利，呼籲各國像當年盟軍一同保衛「歐洲自由」一樣，實現「真正的團結」。美國總統拜登在諾曼第登陸戰紀念活動上表示，不會對烏克蘭視而不見，如果我們視而不見，烏克蘭就會倒在俄羅斯的枷鎖下，然後整個歐洲也會倒下。如果我們這樣做，我們就會忘記在海灘上發生的一切，烏克蘭正遭受暴君入侵，面對獨裁者，我們絕不放棄。另外，在接受訪問時表示，美國沒有授權烏克蘭使用美國提供的武器對遠離烏克蘭邊境的地方進行遠端打擊，例如俄羅斯首都莫斯科和克里姆林宮。法國總統馬克龍在諾曼第登陸戰紀念電視講話中表示，不會將俄羅斯比作納粹德國，因為兩個政權沒有相同的意識形態，但認為俄羅斯是踐踏國際法的帝國主義強權，通過發動烏克蘭戰爭，背叛諾曼底登陸釋放的信息，並且宣布法国将向乌克兰提供幻影2000-5型战斗机以及協助訓練4,500烏軍士兵操作有關戰機。
烏克蘭國防部情報總局發言人回應5日俄羅斯總統普京有關戰俘數量時表示，普京聲稱的數字與現實不符，特別是俄羅斯戰俘的人數，形容這是俄羅斯宣傳行動的一部分，但表明烏克蘭不會透露真實數字。烏克蘭文化部表示，政府將6月6日定為乌克兰記者日，在俄羅斯入侵烏克蘭迄今已有91名媒體工作者死亡，30名媒體工作者遭俄羅斯綁架。
烏克蘭國會以320票同意，批准政府與歐盟達成540億美元巨集觀金融融資協議，在烏克蘭政府進行改革的情況下，烏克蘭將在2027年前，獲得360億美元貸款和180億美元贈款。
俄羅斯聯邦安全會議秘書紹伊古表示，在西方國家的努力下，雇傭兵和國際恐怖組織的武裝人員被調遣至烏克蘭，並且在西方國家的同意和直接參與下，俄羅斯多地平民和民用基礎設施經常遭到炮擊。
俄佔赫爾松地區負責人在卡霍夫卡水電站遭破壞一週年之際表示，在襲擊卡霍夫卡水電站的案件上，基輔政權的罪行已經得到證實。俄佔新卡霍夫卡區區長表示，可以在2年內完成對卡霍夫卡水電站大壩的修復。俄羅斯國營傳媒「俄羅斯衛星通訊社」公布片段，聲稱拍攝到烏軍使用海馬斯多管火箭炮襲擊卡霍夫卡水電站。
俄佔扎波羅熱地區負責人表示，聯邦政府將於近期設立新的聯邦管區，其中包括俄羅斯吞併烏克蘭4州以及克里米亞，新聯邦管區或會被稱為「新俄羅斯」。
俄佔克里米亞法院宣判，一名克拉斯諾達爾邊疆區居民涉嫌計劃加入烏軍並與俄羅斯作戰，在試圖越境前往烏克蘭方向時被俄羅斯邊防部隊拘留，觸犯叛國罪被判處6.5年監禁。
匈牙利外交部長西雅爾托在聖彼得堡國際經濟論壇上向記者表示，有必要盡快啟動烏克蘭問題和平談判，如果衝突持續下去，升級的風險將與日俱增，匈牙利亦將會參與在瑞士舉行的烏克蘭和平峰會。
國際人權聯盟、公民自由中心和哈爾科夫人權
保護小組聯合向國際刑事法院提交報告，詳細說明俄羅斯
宣傳人員對烏克蘭犯下的仇恨犯罪，當中提及5名著名俄羅斯宣傳家，其中包括俄羅斯聯邦安全委員會副主席梅德韋傑夫等人，與俄羅斯總統辦公室主管宣傳工作的第一副主任格羅莫夫 關係密切，組織確認5人 涉及300多起仇恨言論事件，並向刑事法院提交證據，要求法院就5人是否違反《羅馬規約》第7條以及格羅莫夫是否違反《羅馬規約》第25條或第28條，進行調查。
日本向乌克兰捐赠了101辆军用车辆。

## 6月7日
烏克蘭地方政府表示，截至07日上午9時，俄羅斯在過去24小時內，一共襲擊12個州，包括基輔、敖德薩、赫梅利尼茨基、聶伯彼得羅夫斯克、哈爾科夫、盧甘斯克、扎波羅熱、蘇梅、切爾尼戈夫、尼古拉耶夫、赫爾松和頓涅茨克州，至少造成1名平民死亡，9名平民受傷。烏克蘭空軍表示，俄羅斯午夜至凌晨期間，針對烏克蘭西部發動大規模無人機和導彈襲擊，俄軍從俄佔克里米亞喬達角、克拉斯諾達爾邊疆區葉伊斯克和濱海阿赫塔爾斯克以及庫爾斯克州發射53架無人機、在薩拉託夫州上空使用Tu-95MS轟炸機發射5枚Kh-101/555巡弋飛彈，防空系統在赫爾松、尼古拉耶夫、敖德薩、扎波羅熱、第聶伯羅彼得羅夫斯克、基輔、基洛夫格勒、哈爾科夫和赫梅利尼茨基州擊落5枚Kh-101/555導彈和48架無人機。第聶伯羅彼得羅夫斯克州州長表示，俄軍午夜至凌晨期間襲擊尼科波爾，至少造成2名平民受傷。波爾塔瓦州州長表示，俄軍使用導彈襲擊波爾塔瓦一棟房屋，至少造成1名平民死亡。哈爾科夫州檢察官辦公室表示，俄軍使用無人機襲擊科扎恰洛潘，至少造成2名平民受傷。
烏克蘭武裝部隊總參謀部表示，自全面入侵以來，俄羅斯在烏克蘭損失516,080名士兵，過去一天俄軍有1,080人傷亡，累計損失7,834輛戰車、15,096輛裝甲戰鬥車輛、18,416輛車輛和油箱、13,497門火砲系統、1,095套多管火箭系統、833套防空系統、357架飛機、326架直升機、10,886架無人機、2,270枚巡弋飛彈、28艘船隻和1艘潛艦等。
俄罗斯國防部表示，防空部队午夜至凌晨期间，摧毀烏克蘭28架無人機，其中克里米亞半島上空攔截11架無人機，亞速海上空攔截8架無人機，克拉斯諾達爾地區上空攔截6架無人機，別爾哥羅德地區上空攔截2架無人機，羅斯托夫地區上空攔截1架無人機。下午13時防空部隊在別爾哥羅德州上空再摧毀3架無人機。下午15時起，航空兵在克里米亞半島附近，摧毀3艘駛向半島的烏克蘭海軍無人艇。俄羅斯羅斯托夫州州長表示，上午11時防空部隊摧毀3枚飛近羅斯托夫州的烏克蘭導彈。俄佔赫爾松官員表示，烏軍使用美製海馬斯多管火箭炮，對蕯多夫鎮發動「雙連擊戰術」襲擊，短時間內對同一地點發動多次襲擊，至少造成22人死亡，包括2名兒童，15人受傷。别尔哥罗德州州長表示，1架无人机袭击新彼得羅夫卡，造成1人死亡，2人受傷。
俄羅斯國防部表示，烏軍便用5枚美制ATACMS導彈攻擊盧甘斯克市居民區，4枚被防空系統擊落，1枚擊中2棟樓房。俄佔盧甘斯克地區政府表示，烏軍對盧甘斯克市的襲擊，至少造成4人死亡，43人受傷，包括4名兒童。烏克蘭克里米亞游擊隊「阿泰什」表示，俄佔盧甘斯克地區戈斯特拉莫吉拉一個石油倉庫遭到烏軍擊中，引發大火。
俄羅斯國防部表示，武裝部隊在一周內解放頓涅茨克人民共和國帕拉斯科維耶夫卡村。過去一周，烏軍在「特別軍事行動」中損失11,140人 ，有27名烏克蘭軍人投降，俄軍亦展開報復行動在過去一周使用精密武器對烏克蘭能源設施進行27次聯合打擊，自「特別軍事行動」開始以來，俄軍共摧毀烏克蘭610架戰機、274架直升機、25,326架無人駕駛飛行器、528個地對空導彈系統、16,287輛坦克和其他裝甲作戰車輛、1,330個多枚火箭發射器、10,188門野戰火炮和迫擊炮以及22,336輛特殊軍用機動車。

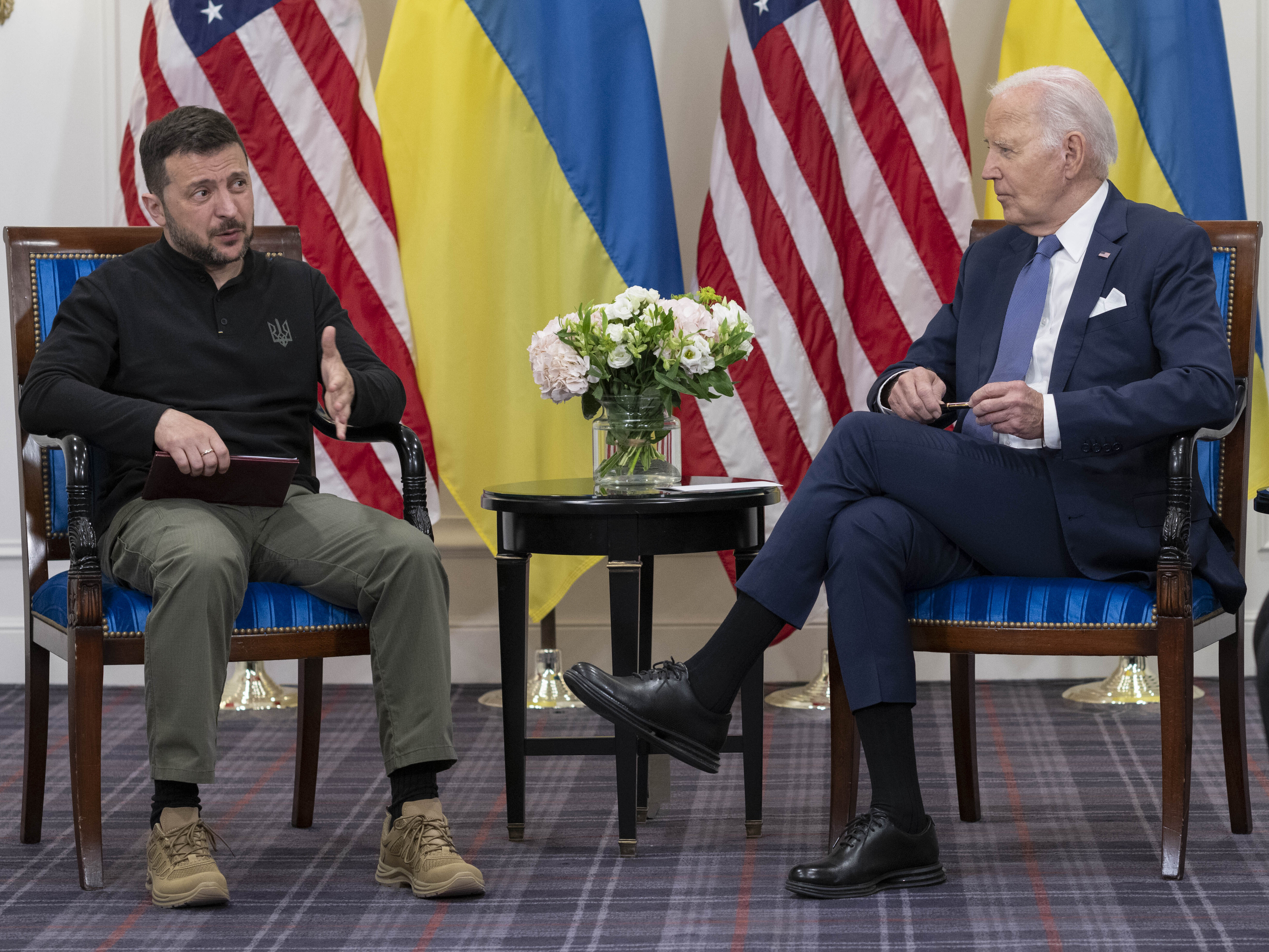
澤連斯基與拜登在法國舉行會談

烏克蘭總統澤連斯基對法國議會發表講話時表示，俄羅斯將歐洲帶回過去，使其成為一個擁有過濾營、兒童遭驅逐出境和人民之間充斥仇恨的大陸，這是俄羅斯的「新邪教」，由普京帶領的自由對立面。另外，澤連斯基與美國總統拜登在法國舉行會談，期間澤連斯基呼籲美國兩黨像二戰期間，支援盟國一樣，支持烏克蘭，亦感謝美國國會議員批准610億美元的軍事援助計劃。拜登則對於早前未能確認是否提供更多援助，以及等待超過六個月國會才通過有關援助計劃，向烏克蘭人民道歉，再次重申美國人民長期支援烏克蘭，並公布新一批2.25億美元援助。澤連斯基亦會面法國總統馬克龍，兩人舉行聯合記者會，期間馬克龍表示，法國將敲定計劃向烏克蘭派遣軍事教官，更有效和實用地在烏克蘭領土上訓練新兵，並計劃建立教官聯盟，個別盟友亦已加入，強調有關行為不會升級戰爭，另外馬克龍宣布，将提供2亿欧元“支持基金”，用于乌克兰交通、能源、卫生等关键基础设施建设，其中6千万欧元专门用于能源设施建设。澤連斯基則表示，支持馬克龍有關計劃，形容只是縮短培訓路程，澤連斯基亦回應普京同日有關澤連斯基應該移交總統權力給國會議長的言論時表示，其合法性由烏克蘭人民決定，不是普京，感謝烏克蘭人民支持，又稱普京是由普京本人自選。
俄羅斯總統普京在聖彼得堡國際經濟論壇全體會議上表示，俄羅斯與烏克蘭的談判應基於當前現實，但質疑總統任期已經屆滿的澤連斯基是否能夠合法代表烏克蘭，認為烏克蘭總統權力應按照憲法移交國會議長，指出如果有談判意願，可以尋找開展談判的對象。俄方有意開展這些談判，但再次重申，只能遵循在明斯克和伊斯坦布爾開展和談時商定的條件，而不能根據一些其他的想法。另外，普京表示，俄羅斯的彈藥產量較早前增加20多倍，沒有必要使用核武器來贏得烏克蘭的勝利，而俄羅斯在國家主權和領土完整受到威脅的情況下，可以使用核武，但目前沒有這樣的情況，俄羅斯證密切留意外圍環境，不排除改變有關條件。俄羅斯總統新聞秘書佩斯科夫表示，俄羅斯國家元首不會回應美國總統拜登6日的攻擊性言論，直言有關不會給拜登「加分」。
聯合國人權辦公室發表報告指出，由於對哈爾科夫周邊地區的導彈和炸彈襲擊增加，烏克蘭上月平民死亡人數上升至174人，為近一年來新高，92%的平民傷亡和96%的教育和醫療設施遇襲均發生在烏克蘭控制的領土上。
烏克蘭國防部宣布，在國外居住超過三個月的烏克蘭人應從軍，而且可以在外國的烏克蘭領事館登記服兵役。
烏克蘭國會人權監察員表示，烏俄雙方同意繼續實施互換戰俘計劃，將繼續互換戰俘、交換戰俘親屬和戰俘信件以及為戰俘交換保暖衣物和藥品的計劃，並且已經收到來自俄羅斯人權事務專員莫斯卡科瓦的210份烏克蘭戰俘信件，已轉交戰俘親屬。
烏克蘭總理什梅加爾表示，歐盟委員會已經支持開始與烏克蘭的入盟談判。英國《金融時報》引述消息人士報道，歐盟委員會打算建議在六月開始進行烏克蘭加入歐盟的談判，並在歐盟理事會主席職位移交給匈牙利之前完成。
乌克兰驻联合国大使基斯利察不点名批评中俄两国至今一直称俄罗斯侵略为「乌克兰危机」是非法，强调委婉的稱呼只会掩盖侵略者的责任。他指出，乌克兰及其人民经历了两年多以来的严重打击，但与此同时，安理会大厅里继续有成员称这是「乌克兰危机」，而不是谈论国际武装冲突，提醒国际人道法已区分国际性和非国际性两种类型的武装冲突，而联合国安理会是负责维护国际和平与安全，不是举办研讨会和竞相发明新词的地方。
俄佔哈爾科夫地區軍民管理局局長表示，已經從俄佔哈爾科夫地區疏散183名平民到俄羅斯別爾哥羅德地區的臨時住宿中心，並將安排再進一步遷移，同時形容哈爾科夫地區正在被俄羅斯軍隊解放，又強調沒有強迫疏散。
俄佔克里米亞仲裁法院表示，俄佔克里米亞政府就烏克蘭封鎖克里米亞半島，令能源封鎖造成的損失向烏克蘭政府提出賠償要求，根據仲裁審議結果，俄佔克里米亞政府可以向烏克蘭內閣、烏克蘭能源部、烏克蘭國家電力公司共同追償31566億零500萬盧布。
聯合國秘書長古特雷斯發言人表示，古特雷斯將不會出席下星期在瑞士舉行的烏克蘭全球和平峰會，聯合國將派遣適當級別代表出席有關會議。
烏克蘭基輔國際社會學研究所公布一項調查顯示，約59%受訪烏克蘭人表示信任總統澤連斯基，截至2024年5月，36%的受訪烏克蘭人不信任總統澤連斯基，近70至80%的受訪烏克蘭人反對現時舉行選舉，研究所表示研究反映大多數受訪者仍然信任國家元首。

## 6月8日
烏克蘭赫爾松州州長表示，俄軍襲擊杜德恰尼，至少造成1名平民死亡。赫爾松地區軍事管理局表示，俄軍另外炮擊杜德恰尼西南約150公里比洛澤卡，至少造成2名平民受傷。另外，赫爾松州州長表示，俄軍一架無人機向赫爾松州一輛救護車投擲炸藥，至少造成2名救護人員受傷。哈爾科夫州檢察官辦公室表示，俄軍襲擊霍季姆利亞，至少造成1名平民死亡，2名平民受傷。
烏克蘭武裝部隊總參謀部表示，自全面入侵以來，俄羅斯在烏克蘭損失517,290名士兵，過去一天俄軍有1,210人傷亡，累計損失7,843輛戰車、15,105輛裝甲戰鬥車輛、18,484輛車輛和油箱、13,533門火砲系統、1,095套多管火箭系統、834套防空系統、357架飛機、326架直升機、10,945架無人機、2,277枚巡弋飛彈、28艘船隻和1艘潛艦等。另外，總參謀部表示，在過去一天，前線發生101起戰鬥衝突，俄軍亦對烏軍陣地和定居點使用7枚導彈發動3次襲擊和101次空襲，使用各種武器進行3500多次炮擊，其中多管火箭系統89次。哈爾科夫州州長表示，俄羅斯在該地區重新集結部隊並計劃進一步推進，但現時俄羅斯已經減少在哈爾科夫州東北部的進攻行動，仍在接壤俄佔盧甘斯克地區的辛基夫卡和安德里伊夫卡進行持續進攻。
俄羅斯國防部表示，過去24小時，防空系統擊落烏軍4枚ATACMS作戰戰術導彈、7枚海瑪斯多管火箭炮彈和1枚榿木多管火箭炮彈、1枚海王星反艦導彈以及71架無人機，其中在距離烏克蘭邊境東南約7百多公里的北奧塞梯-阿蘭共和國擊落4架烏克蘭無人機。
俄羅斯國防部表示，過去24小時，俄軍擊落烏軍1架米-8直升機。俄軍航空兵、無人機、導彈部隊和炮兵打擊P-18空中雷達站以及103個烏軍有生力量和軍事裝備。自「特別軍事行動」開始以來，總共消滅烏軍610架軍用飛機、275架直升機、25,397架無人機、528套防空導彈系統、16,294輛坦克和其他裝甲戰車、1,330輛多管火箭系統戰車、10,208門野火炮和迫擊炮、22,355輛特種軍車。
烏克蘭總統澤連斯基在會見總司令瑟爾斯基後發表晚間講話時表示，俄軍在哈爾科夫州的進攻失敗，烏軍正在儘可能限制並摧毀俄羅斯部隊，並向烏軍提供更多儲備。烏克蘭國防部表示，自2022年3月以來，已經批准110多種型號的烏克蘭和外國製造軍車在烏克蘭武裝部隊服役，其中三分之一在烏克蘭生產。
烏克蘭國防部情報總局表示，與俄羅斯合作的哈爾科夫州庫皮揚斯克市前市長亨納迪·馬塞戈拉7日在俄羅斯別爾哥羅德州斯塔裡奧斯科爾市遭暗殺未遂，現時情況危殆，情報總局未有交代細節或承認責任。
烏克蘭日託米爾州軍事招募辦公室表示，今年5月下旬留一名32歲男子在茲維亞赫勒軍事招募辦公室死亡，其親屬指責軍方招募辦公室對其進行毆打而導致死亡，引發當地居民抗議，辦公室公布結果表示，該名男子在5月28日進入辦公室，並出現酒精中毒跡象，男士自行聯絡家人，但仍留在辦公室至29日，先後出現2次癲癇發作，入院後死亡。

## 6月9日
烏克蘭國防部軍事媒體中心表示，截至09日上午9時，俄羅斯在過去24小時內，一共襲擊10個州，包括敖德薩、聶伯彼得羅夫斯克、哈爾科夫、盧甘斯克、扎波羅熱、蘇梅、切爾尼戈夫、尼古拉耶夫、赫爾松和頓涅茨克州，至少造成103個定居點和93個基礎設施受損。第聶伯羅彼得羅夫斯克州州長表示，俄軍炮擊尼科波爾，至少造成1名平民受傷。
烏克蘭武裝部隊總參謀部表示，自全面入侵以來，俄羅斯在烏克蘭損失518,560名士兵，過去一天俄軍有1,270人傷亡，累計損失7,869輛戰車、15,131輛裝甲戰鬥車輛、18,562輛車輛和油箱、13,593門火砲系統、1,097套多管火箭系統、836套防空系統、357架飛機、326架直升機、10,982架無人機、2,277枚巡弋飛彈、28艘船隻和1艘潛艦等。烏克蘭國防部情報總局表示，情報總局成功在8日首次摧毁距離烏克蘭邊境589公里的俄羅斯阿斯特拉罕州阿赫圖賓斯克機場1架Su-57戰機。同日稍後，情報總局發言人表示，在同一場襲擊中，摧毁多1架Su-57戰機。烏克蘭國防部轄下傳媒「Militarnyi」報道，烏軍使用導彈襲擊俄羅斯別爾哥羅德州舍別基諾一個俄軍指揮所，造成8名軍官失蹤。
俄羅斯國防部表示，防空部隊在過去24小時，攔截66架無人機和13枚美製海馬斯火箭炮。
俄羅斯國防部表示，過去24小時，俄軍擊落烏軍1架米-8直升機。俄軍航空兵、無人機、導彈部隊和炮兵打擊131個烏軍有生力量和軍事裝備。自「特別軍事行動」開始以來，總共消滅烏軍610架軍用飛機、276架直升機、25,463架無人機、528套防空導彈系統、16,304輛坦克和其他裝甲戰車、1,331輛多管火箭系統戰車、10,240門野火炮和迫擊炮、22,387輛特種軍車。
俄羅斯車臣共和國首腦卡德羅夫表示，俄羅斯國防部車臣部隊「阿赫馬特」從俄羅斯庫爾斯克州進攻，佔領烏克蘭蘇梅州里日夫卡。烏克蘭蘇梅州比洛皮利亞社區負責人表示，蘇梅州邊境村莊里日夫卡沒有俄軍。烏克蘭國家安全和國防委員會反虛假資訊部門負責人表示，蘇梅州邊境地區沒有軍事活動，形容卡德羅夫的說法是虛假資訊行動的一部分。
烏克蘭最大民營能源公司DTEK負責人表示，如果烏克蘭繼續缺乏保護關鍵基礎設施的防空系統和維修融資，無法免受俄羅斯襲擊和盡早恢復供電，在最壞的情況下，烏克蘭可能會每天面臨長達20小時的停電。
俄羅斯外交部向亞美尼亞駐俄代表發出抗議照會，抗議亞美尼亞駐烏大使在6月2日訪問布查鎮，悼念無辜被殺害的布查居民，並移交藥物作人道主義援助，俄羅斯外交部發言人形容有關行為對俄並不友好，抗議向烏克蘭武裝部隊轉移所需援助和發表俄羅斯不可接受的言論。
法國總統馬克龍與訪法的美國總統拜登舉行會談，討論烏克蘭戰事等議題。拜登表示，一旦俄羅斯總統普京在俄烏戰事中取得成功，就不會就此罷手，到時不單止是烏克蘭的問題，整個歐洲都將受到威脅，美法不會坐視不理，強調美國會與烏克蘭及盟友並肩。雙方表明將在烏克蘭戰爭議題上保持一致立場，並聯合發表路線圖，承諾努力推動利用被凍結的俄羅斯資產協助基輔。
美國國家安全顧問沙利文表示，隨著烏軍使用美國提供的武器襲擊俄羅斯境內軍事目標後，俄軍在哈爾科夫州的進攻停滯不前。
美國《彭博社》不具名歐洲官員消息報道，俄羅斯為了增加在哈爾科夫州的額外人力，強迫數千名移民和外國留學生加入俄軍並對烏克蘭作戰，除非同意參軍，否則不會延長他們在俄羅斯的簽證。

## 6月10日

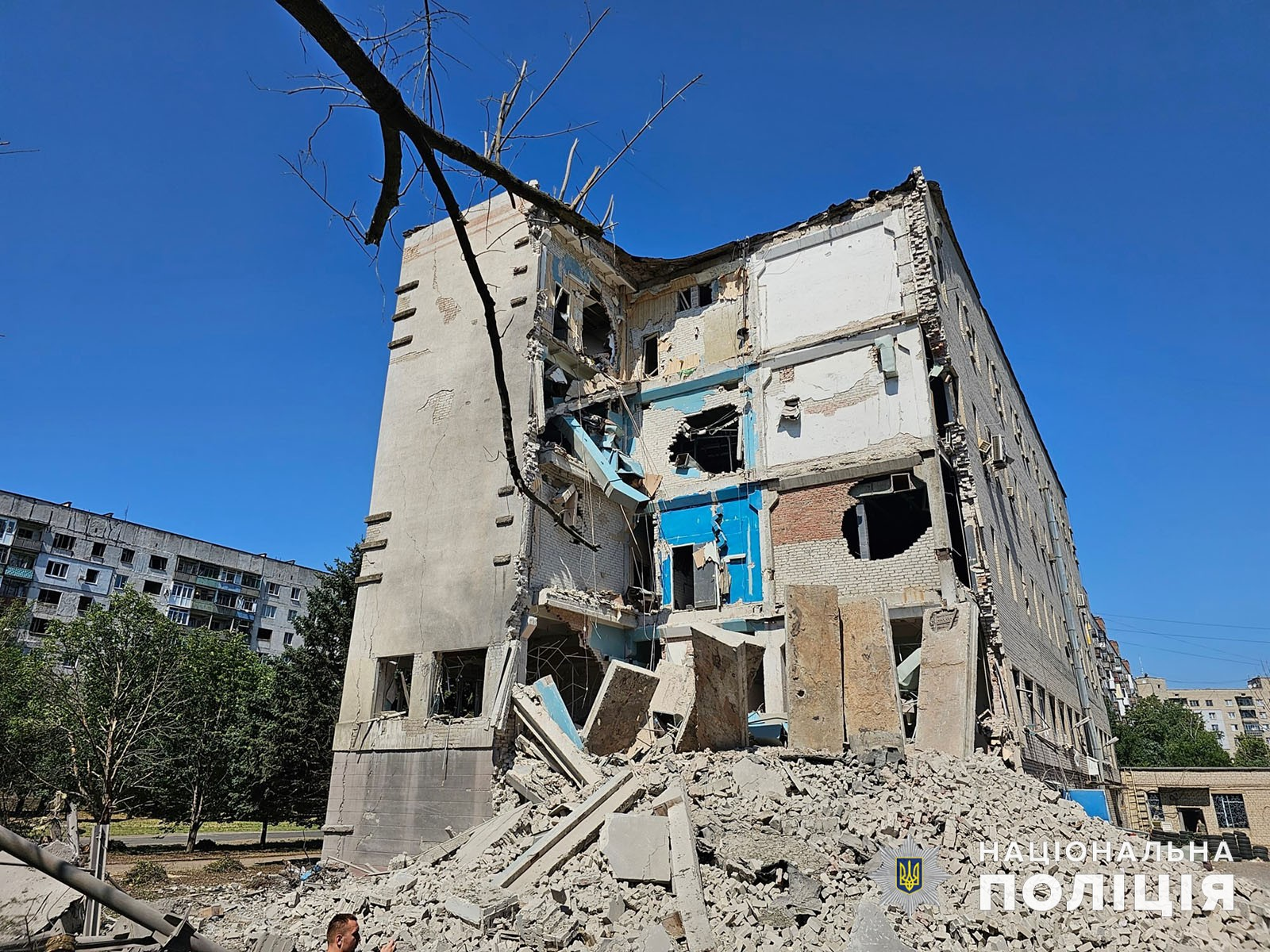
俄軍晚上向頓涅茨克州康斯坦丁尼夫卡投擲1枚KAB-500空中炸彈後

烏克蘭地方政府表示，截至10日上午9時，俄羅斯在過去24小時內，一共襲擊10個州，包括波爾塔瓦、赫梅利尼茨基、聶伯彼得羅夫斯克、哈爾科夫、盧甘斯克、扎波羅熱、蘇梅、切爾尼戈夫、尼古拉耶夫、赫爾松和頓涅茨克州，至少造成1名平民死亡，4名平民受傷。赫爾松州長表示，俄軍襲擊赫爾松市一棟房子，至少1名平民受傷。哈爾科夫州州長表示，俄軍上午9時30分向德爾哈奇發射制導空中炸彈，至少1名平民死亡，2名平民受傷。另外，州長表示，下午5時35分俄軍對哈爾科夫市發射3枚滑翔炸彈，至少1名平民死亡，7名平民受傷。第聶伯羅彼得羅夫斯克州州長表示，俄軍對尼科波爾市進行無人機襲擊，至少1名平民受傷。扎波羅熱州州長表示，俄軍發射4枚制導空中炸彈襲擊茨維特科沃，至少3名平民受傷。烏克蘭國家緊急服務局表示，俄軍晚上11時左右向頓涅茨克州康斯坦丁尼夫卡投擲1枚KAB-500空中炸彈，至少造成6名平民受傷。
烏克蘭武裝部隊總參謀部表示，自全面入侵以來，俄羅斯在烏克蘭損失519,750名士兵，過去一天俄軍有1,190人傷亡，累計損失7,879輛戰車、15,144輛裝甲戰鬥車輛、18,618輛車輛和油箱、13,644門火砲系統、1,098套多管火箭系統、837套防空系統、358架飛機、326架直升機、11,010架無人機、2,278枚巡弋飛彈、28艘船隻和1艘潛艦等。另外，總參謀部表示，烏軍午夜至凌晨期間，襲擊並擊中俄佔克里米亞占科伊附近的一套地俄軍S-400防空導彈系統，亦摧毀俄佔克里米亞喬爾諾莫爾西克和葉夫帕托里亞附近地區共2套S-300防空導彈系統，並且在波克羅夫斯克區擊落1架俄羅斯Su-25戰鬥機。烏克蘭海軍發言人表示，在烏克蘭多次襲擊後，俄軍開始使用潛艇在黑海巡邏，截至2023年12月，俄軍黑海艦隊約有30%船艦已被摧毀，現時俄軍在黑海部署4艘潛艇，其中3艘配備巡航導彈，每日安排2艘潛艇定期出海巡邏。
俄羅斯國防部表示，防空部隊在過去24小時，擊落1枚海王星反艦導彈、2枚美制哈姆反輻射導彈、4枚法制鐵錘和美制JDAM制導炸彈、7枚美制海馬斯和颶風火箭彈以及51架無人機。
俄羅斯國防部表示，過去24小時，烏軍在前線各地區損失約1,800名士兵，俄軍擊落烏軍1架米格29戰機。自「特別軍事行動」開始以來，總共消滅烏軍611架軍用飛機、276架直升機、25,514架無人機、528套防空導彈系統、16,308輛坦克和其他裝甲戰車、1,331輛多管火箭系統戰車、10,302門野火炮和迫擊炮、22,413輛特種軍車。
烏克蘭武裝部隊總參謀部表示，於6月5日襲擊俄羅斯羅斯托夫州新沙赫金斯克煉油廠，摧毀價值5.4億美元的150萬噸石油和石油產品。烏克蘭海軍發言人表示，俄羅斯北方艦隊列夫琴科海軍上將號驅逐艦在巴倫支海因發動機故障起火，發言人指出由於烏克蘭的制裁，俄羅斯海軍無法使用在烏克蘭尼古拉耶夫製造的發動機為艦艇更新和維護引致問題。
烏克蘭國防部長烏梅羅夫簽署任命，宣布烏克蘭武裝部隊副總司令瓦季姆·蘇卡列夫斯基出任無人機部隊指揮官。烏克蘭戰略工業部長表示，德國武器製造商「萊茵金屬」和烏克蘭國營企業「烏克蘭國防工業」在烏克蘭聯合開設第一家生產工廠開始營運，將修復外國供應的裝置。
烏克蘭國家邊防局發言人表示，烏克蘭西部一輛懸掛軍用車牌的貨車非法越過與匈牙利邊界，32名烏克蘭公民被匈牙利方面拘留，初步調查顯示，雖然貨車懸掛軍用車牌，但與軍隊無關，邊防局亦已拘捕多名與非法入境案件有關的男子。
美國國務院宣布，早前根據《萊希法》認定烏克蘭第12特種部隊亞速營部分創始人信奉種族主義、有仇外心理和極端民族主義觀點，禁止向有關部隊提供軍事援助，經過全面審查，亞速營通過美國國務院《萊希法》審查，並將可以與烏克蘭其他部隊一樣獲得美國的軍事援助。
俄羅斯獨立媒體Mediazona與BBC新聞俄語獲得一份2022年1月至2023年8月期間俄羅斯僱傭兵組織「瓦格納集團」所發放的陣亡僱傭兵撫恤金記錄，結合受害者名單、繼承案件登記冊、親屬聊天記錄以及警方洩露資料進行檢查，證實有關文件真實，當中包含2萬多個陣亡僱傭兵姓名，發放的撫恤金總額約為1,080億盧布，約1萬9千5百名僱傭兵死於巴赫穆特戰役，其中1.7萬人曾經是囚犯，最多一日損失213人。根據文件編號，可以確定至少 4萬8千人加入「瓦格納集團」，當中4萬3千8百人曾經是囚犯，幾乎來自俄羅斯不同地區。
烏克蘭基輔經濟學院發表報告顯示，截至2024年5月，俄羅斯全面入侵烏克蘭對能源部門造成562億美元損失，重建有關能源設施將需要505億美元。
烏克蘭基輔國際社會學研究所公布一項調查顯示，約50%受訪烏克蘭人認為即使在戰爭期間，批評政府的行為仍然十分重要，但批評必須是建設性，不能破壞局勢的穩定，約31%受訪者表示，對政府的批評是向當局施加壓力的唯一途徑，必須是嚴厲和不妥協，約13%受訪者認為，不應該允許批評政府，以免引致局勢不穩定。

## 6月11日
烏克蘭國防部軍事媒體中心表示，截至09日上午9時，俄羅斯在過去24小時內，一共襲擊10個州，包括波爾塔瓦、聶伯彼得羅夫斯克、哈爾科夫、盧甘斯克、扎波羅熱、蘇梅、切爾尼戈夫、尼古拉耶夫、赫爾松和頓涅茨克州，至少造成45個定居點和31個基礎設施受損。
烏克蘭武裝部隊總參謀部表示，自全面入侵以來，俄羅斯在烏克蘭損失520,850名士兵，過去一天俄軍有1,100人傷亡，累計損失7,902輛戰車、15,176輛裝甲戰鬥車輛、18,676輛車輛和油箱、13,690門火砲系統、1,099套多管火箭系統、842套防空系統、359架飛機、326架直升機、11,023架無人機、2,278枚巡弋飛彈、28艘船隻和1艘潛艦等。烏克蘭軍方霍爾蒂恰作戰戰略小組發言人表示，烏軍已經控制頓涅茨克州恰西夫亞爾附近伊萬尼夫斯凱的局勢，並繼續擊退在頓涅茨克州舊馬約爾斯克的俄軍，過去一天在恰西夫亞爾附近發生約254次爆炸，在過去24小時內，烏軍擊退俄軍在伊萬尼夫斯凱、克利希奇伊夫卡、安德裡夫卡和諾維伊地區的7次進攻。哈爾科夫市長表示，烏軍襲擊俄羅斯境內的導彈發射陣地，成功協助減少俄羅斯對哈爾科夫市的襲擊數量，在過去幾周，較少像5月一樣的大規模導彈襲擊。
俄羅斯國防部表示，防空系統過去一天內，擊落烏軍45架無人機、2枚法制鐵錘和美制JDAM制導炸彈和10枚美制海馬斯多管火箭炮炮彈。
俄羅斯國防部表示，過去24小時，烏軍在前線各地區損失約2,155名士兵，俄軍亦已經佔領盧甘斯克地區阿爾喬莫夫卡和哈爾科夫地區的季姆科夫卡，並且在烏軍機場基地摧毀烏克蘭空軍1架Su-27和1架Su-25戰機。俄軍航空兵、無人機、導彈部隊和炮兵在過去24小時，打擊107個烏軍有生力量和軍事裝備。自「特別軍事行動」開始以來，總共消滅烏軍613架軍用飛機、276架直升機、25,559架無人機、528套防空導彈系統、16,312輛坦克和其他裝甲戰車、1,332輛多管火箭系統戰車、10,332門野火炮和迫擊炮、22,445輛特種軍車。
烏克蘭總統澤連斯基到訪德國，出席烏克蘭重建會議，並會見德國總統斯泰因邁爾和總理朔爾茨。會見斯泰因邁爾時兩人討論烏克蘭局勢、俄羅斯襲擊烏克蘭能源基礎設施以及前線需求。澤連斯基則在重建會議上表示，在盡可能的情況下，烏克蘭希望在盟友的協助下恢復遭俄羅斯破壞的能源設施，又再次強調烏克蘭需要更多防空系統，特別是早前提及的7套愛國者防空系統，保護能源等設施免受俄羅斯破壞。其後澤連斯基前往德國聯邦議會發表演說，感謝德國對烏克蘭的支持，並指出俄羅斯必須為其罪行附上責任，普京將輸掉這場戰爭，烏克蘭將按照自己的要求和條件結束戰爭。
俄羅斯聯邦安全會議秘書紹伊古表示，俄軍進行非戰略核武器演習是對北約軍隊積極參與烏克蘭衝突和實際允許基輔對俄羅斯民用目標發動導彈襲擊的正常反應。俄羅斯總統新聞秘書佩斯科夫表示，美國日前突然改變向烏克蘭「亞速營」提供武器的立場表明，美國為試圖打壓俄羅斯「甚麼都不嫌棄」，克里姆林宮對美國解除向烏克蘭亞速營提供武器的禁令，持極為消極態度，形容「亞速營」為極端民族主義武裝部隊。
俄羅斯國家反恐委員會信息中心表示，自「特別軍事行動」開始以來，已在俄羅斯中部地區挫敗134起恐怖襲擊和破壞圖謀，制止32個恐怖組織的活動，形容烏克蘭在美國和其他北約成員國的支持下，正在加大在俄羅斯境內實施恐怖襲擊和破壞活動的力度。
烏克蘭國家安全局表示，拘捕波爾塔瓦前市長的女兒，涉嫌在俄羅斯聖彼得堡管理一家廣告公司，並與俄羅斯執政黨「統一俄羅斯」在2022年和2023年俄羅斯大選期間合作進行宣傳工作。
俄羅斯聯邦總統人權事務專員莫斯卡利科娃表示，將繼續與烏克蘭國會人權專員討論開展互相探視被俘人員行動，已向烏克蘭人權專員提供170多封戰俘信件，收到對方提供的180多封戰俘信件，應莫斯卡利科娃的請求，紅十字國際委員會駐俄羅斯和白俄羅斯地區代表團協助確定46名被俘軍人下落，其中19人在交換中返回俄羅斯。
烏克蘭哈爾科夫州軍事管理局表示，由於俄羅斯襲擊造成的破壞，近1萬2千人從利佩茨克、庫皮揚斯克和沃夫昌斯克方向撤離。
烏克蘭扎波羅熱州州長費多羅夫表示，俄羅斯正計劃安排至少5萬名俄羅斯人和其他民族移居到俄佔扎波羅熱地區，以強行改變人口種族構成，減少抵抗俄羅斯的可能性。
俄佔克里米亞官員表示，自2022年以來，俄羅斯沒收俄佔克里米亞的烏克蘭寡頭資產，共2,350萬美元，並且將資產用於在烏克蘭作戰的俄羅斯士兵。
德國總理朔爾茨在烏克蘭重建會議上表示，德國將在未來幾周內向烏克蘭提供第3套外國防空系統以及IRIS-T和Gepard防空系統和彈藥，在記者會上朔爾茨表示，德國目前沒有計劃支持法國總統馬克龍向烏克蘭派遣軍事教官的提議，指出德國會繼續在德國領土上訓練烏克蘭士兵。德國國防部長皮斯托裡烏斯表示，德國將在未來數星期內，向烏克蘭再交付68枚愛國者導彈。
歐盟委員會主席馮德萊恩在德國舉行的烏克蘭重建會議上表示，俄羅斯必須為其在烏克蘭的罪行負責，因此，歐盟將於7月向烏克蘭提供16億美元俄羅斯凍結資產利潤，讓俄羅斯付出代價。義大利外交部長塔賈尼在會議上表示，義大利將公布1.5億美元援助計劃，用於烏克蘭基礎設施和鐵路重建、醫療保健、農業和排雷等，其中4800萬美元將用於預計由意大利協助重建的敖德薩地區。歐洲復興開發銀行行長在會議上表示，銀行將提供10.7億美元，以協助烏克蘭修復其受損的能源基礎設施，另提供2,680萬美元用於恢復尼古拉耶夫市供水服務。歐洲投資銀行表示，將向烏克蘭提供1.07億美元，以協助烏克蘭恢復社會基礎設施和現代化。
挪威外交部宣佈，挪威將向烏克蘭提供2.57億美元作為防空支援，其中1.34億美元將用於在德國牽頭為烏克蘭採購愛國者導彈的倡議。
斯洛伐克國防部表示，上任黑格爾政府在2022年12月的議會不信任投票中下台，其後轉為看守政府，但在2023年3月，黑格爾看守政府決定向烏克蘭轉交13架MiG-29戰機和部分SA-6地對空飛彈系統，涉嫌違反斯洛伐克憲法中，禁止看守政府在外交政策領域作出原則性決定，認交有關轉讓屬於非法，並決定準備針對前國防部長雅羅斯拉夫·納吉採取法律措施。
中國外交部發言人林劍表示，截至6月10日已有來自五大洲的101個國家和國際組織，通過不同方式對中國和巴西雙方推動的政治解決烏克蘭危機6點共識，作出積極回應，其中52個國家和國際組織已確認加入共識，或正在認真研究加入方式。

## 6月12日

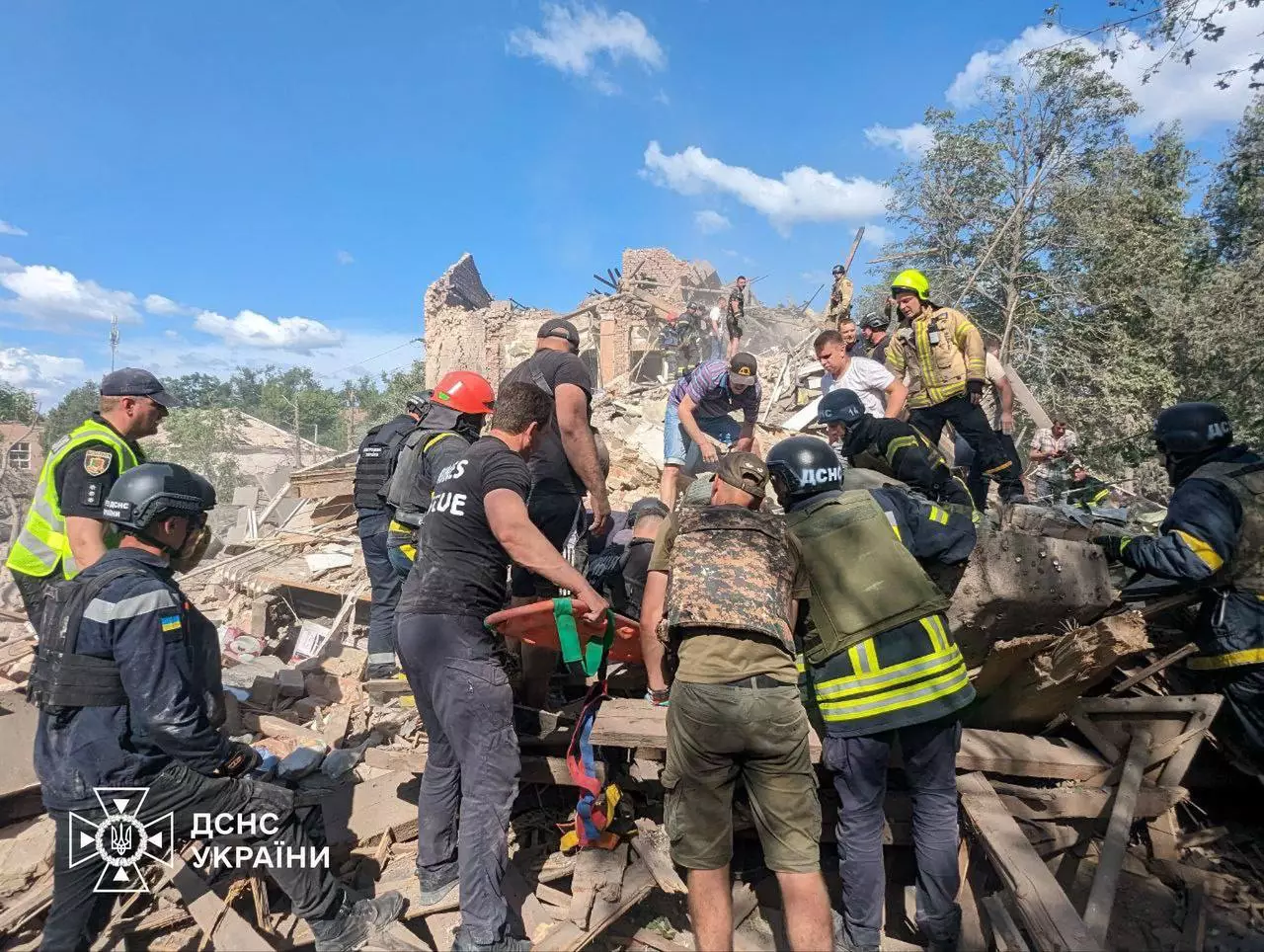
俄軍使用導彈襲擊第聶伯羅彼得羅夫斯克州克里維里赫後

烏克蘭地方政府表示，截至12日上午9時，俄羅斯在過去24小時內，一共襲擊11個州，包括基輔、敖德薩、聶伯彼得羅夫斯克、哈爾科夫、盧甘斯克、扎波羅熱、蘇梅、切爾尼戈夫、尼古拉耶夫、赫爾松和頓涅茨克州，至少造成8名平民受傷。烏克蘭空軍表示，俄羅斯午夜至凌晨期間，對烏克蘭發動大規模無人機和導彈襲擊，俄軍從濱海阿赫塔爾斯克和葉伊斯克發射24架無人機、在俄羅斯薩拉托夫上空使用Tu-95轟炸機發射4枚Kh-101/555巡航導彈、從俄羅斯坦波夫發射1枚匕首高超音速導彈、從俄佔克里米亞1枚9K720伊斯坎德爾-M彈道導彈，防空系統在基輔、第聶伯羅彼得羅夫斯克、扎波羅熱、波爾塔瓦、哈爾科夫和文尼察地區擊落全部Kh-101/555導彈、1枚9K720伊斯坎德爾-M彈道導彈和全部無人機。烏克蘭總檢察長辦公室表示，俄軍下午使用導彈襲擊烏克蘭中部第聶伯羅彼得羅夫斯克州克里維里赫一個居民區，至少造成9名平民死亡，29名平民受傷。
烏克蘭武裝部隊總參謀部表示，自全面入侵以來，俄羅斯在烏克蘭損失521,830名士兵，過去一天俄軍有980人傷亡，累計損失7,911輛戰車、15,187輛裝甲戰鬥車輛、18,736輛車輛和油箱、13,736門火砲系統、1,099套多管火箭系統、844套防空系統、359架飛機、326架直升機、11,042架無人機、2,280枚巡弋飛彈、28艘船隻和1艘潛艦等。武裝部隊總司令瑟爾斯基表示，俄軍在頓涅茨克州波克羅夫斯克和庫拉霍維部署大量突擊部隊，其中包括8個突擊旅。烏克蘭武裝部隊總參謀部表示，烏軍午夜至凌晨期間，對俄佔克里米亞貝爾貝克軍用機場附近的1套俄羅斯S-300防空導彈系統和貝爾貝克和塞瓦斯托波爾附近的2套S-400防空導彈系統發動導彈襲擊，並成功摧毁有關系統。
俄羅斯國防部表示，防空系統在一天內擊落9枚美製ATACMS戰術導彈、2枚法製錘子制導航空炸彈、3枚赤楊多管火箭炮和61架無人機。俄羅斯別爾哥羅德州州長表示，烏軍對捨別基諾發𠨑火箭炮襲擊，其中一枚炮彈擊中一棟住宅，至少造成1人死亡，3人受傷。俄佔塞瓦斯托波爾市長表，防空部隊擊退所有空中目標，大部分在附水域上空擊退。
俄羅斯國防部表示，過去24小時，烏軍在前線各地區損失約1,835名士兵。俄軍航空兵、無人機、導彈部隊和炮兵在過去24小時，打擊113個烏軍有生力量和軍事裝備。自「特別軍事行動」開始以來，總共消滅烏軍613架軍用飛機、276架直升機、25,620架無人機等。
烏克蘭克里米亞游擊隊「阿泰什」表示，組織成員向駐守在俄羅斯莫斯科州克林的俄軍第584近衛防空導彈團R-441 Liven衛星通訊站淋潑易燃液體，並且點火焚燒，成功削弱該地的防空力量。
烏克蘭總統澤連斯基到訪沙烏地阿拉伯利雅得，會見王儲·本·薩勒曼，討論雙邊關係和全球和平峰會的籌備工作。
俄羅斯總統普京簽署廢除俄羅斯聯邦政府和烏克蘭內閣，於1998年2月27日在莫斯科簽署關於信息文化中心的建立與運營條件的協議。
烏克蘭國防部情報總局發言人表示，可以證實2架俄羅斯Su-57戰機在6月9日襲擊阿斯特拉罕州阿赫圖賓斯克機場時被擊中，其中一架Su-57遭受重大損壞，另一架則遭受更輕損壞，有可能修復。烏克蘭國防部情報總局局長表示，俄軍在俄佔克里米亞部署新款S-500防空系統。
烏克蘭戰略工業部長表示，已經與德國武器生產商萊茵金屬達成協議，同意今年在烏克蘭開始生產現代山貓步兵戰車。
荷蘭國防部長奧爾隆倫表示，荷蘭將於今年夏天向烏克蘭交付第一架F-16戰鬥機，緊隨丹麥之後。
美国财政部公布一项新制裁方案，涉及300多家来自俄羅斯、白俄羅斯丶哈薩克斯坦、中國、土耳其及阿聯酋等國的实体和个人，包括與資訊科技和航空相關的公司、車廠和機器製造廠等和跨國黑金買賣網絡，以阻止外國企業協助俄羅斯規避西方制裁，切斷俄羅斯透過第三方獲取物資和服務，以製造攻打烏克蘭所需的軍事用品。 制裁名单亦包括莫斯科证券交易所及其下设的国家结算存管公司和国家清算中心等，交易所隨即決定自6月13日起，不再使用美元和欧元进行外汇和贵金属交易。
北約秘書長斯托爾滕貝格到訪匈牙利，與總理歐爾班舉行會談後表示，預計盟國將同意北約在協調和為烏克蘭提供安全援助和培訓方面發揮主導作用，並就提供軍事支援的長期財政承諾達成一致，歐爾班已經明確表示，匈牙利不會參與北約的計劃，亦表明不會反對有關計劃，使其他盟國可以繼續推進。
立陶宛國防部宣佈，立陶宛將向烏克蘭提供14輛M113裝甲運兵車，以協助排雷工作。
英國《金融時報》發表調查，根據面部識別工具、公共記錄和對被綁架兒童家庭成員的採訪，證實4名8至15歲在全面入侵開始時，被俄羅斯綁架並被驅逐到俄羅斯的烏克蘭兒童，可能被安置在與政府相關的收養地點，其中一個兒童更換一個全新俄文名字，年齡與烏克蘭檔案上列出的不同，另一個兒童名字則被翻譯成俄文，烏克蘭政府機構兒童權利保護組織已證實有關兒童真實身份，但兒童親屬拒絕公開評論綁架和收養地點，擔心可能影響兒童返回烏克蘭。

## 6月13日
烏克蘭地方政府表示，截至13日上午9時，俄羅斯在過去24小時內，一共襲擊10個州，包括波爾塔瓦、聶伯彼得羅夫斯克、哈爾科夫、盧甘斯克、扎波羅熱、蘇梅、切爾尼戈夫、尼古拉耶夫、赫爾松和頓涅茨克州，至少造成10名平民死亡，38名平民受傷。烏克蘭對第聶伯羅彼得羅夫斯克州州長表示，俄軍對新莫斯科夫斯克市發動襲擊，至少造成5名平民受傷，包括2名兒童。
烏克蘭武裝部隊總參謀部表示，自全面入侵以來，俄羅斯在烏克蘭損失522,810名士兵，過去一天俄軍有980人傷亡，累計損失7,928輛戰車、15,208輛裝甲戰鬥車輛、18,794輛車輛和油箱、13,770門火砲系統、1,099套多管火箭系統、846套防空系統、359架飛機、326架直升機、11,075架無人機、2,285枚巡弋飛彈、28艘船隻和1艘潛艦等。烏克蘭軍方表示，特種作戰部隊全面入侵以來，首次摧毁俄羅斯新型R-416GM數字無線電中繼通訊站，令俄軍指揮所和部隊之間通訊中斷。
俄羅斯國防部表示，防空系統過去一天內，擊落烏軍33架無人機、4枚捷克製吸血鬼多管火箭炮和美製海馬斯多管火箭炮。其中午夜至凌晨期間，防空部隊在俄羅斯雅羅斯拉夫爾州上空摧毀3架烏克蘭無人機，在弗拉基米爾州上空摧毀1架無人機。俄佔扎波羅熱地區官員表示，烏軍炮擊布拉戈維申卡，至少造成2名平民受傷。
俄羅斯國防部表示，過去24小時，烏軍在前線各地區損失約1,835名士兵，俄軍航空兵、無人機、導彈部隊和炮兵在過去24小時，打擊103個烏軍有生力量和軍事裝備。自「特別軍事行動」開始以來，總共消滅烏軍613架軍用飛機、276架直升機、25,653架無人機、528套防空導彈系統、16,326輛坦克和其他裝甲戰車、1,337輛多管火箭系統戰車、10,393門野火炮和迫擊炮、22,505輛特種軍車。
烏克蘭總統澤倫斯基到訪意大利，出席七國集團會議，並會見意大利總理梅洛尼，澤連斯基在記者會上表示，近期多國的援助有助烏軍在東部前線進行輪換。澤倫斯基與日本首相岸田文雄簽署烏日雙方安全協議，日本將在2024年向烏克蘭提供45億美元援助，並在安全、國防、人道主義、技術和金融領域提供10年支援。另外，澤連斯基亦會見美國總統拜登，雙方簽署烏美雙方安全協議，美國將支援烏克蘭贏得戰爭，並將協議描述成烏克蘭未來加入北約的橋樑，美國承諾支援烏克蘭發展一支現代、北約可互操作的部隊，並在必要時能夠防禦未來的侵略，包括發展烏克蘭的空中和導彈防禦、網路安全和海事能力以及採購現代戰機機隊，包括但不限於F-16戰機，協議亦強調應向烏克蘭提供對俄羅斯打擊造成的損害的公平賠償，美國將繼續控制在美國管轄區內的俄羅斯主權資產，直到俄羅斯支付對烏克蘭造成的損失。
俄羅斯駐美國大使安東諾夫表示，佔世界多數的亞洲、非洲、中東和拉丁美洲國家不僅沒有加入反俄制裁，而且表示願意在許多問題上與俄羅斯加強合作。
烏克蘭扎波羅熱地區檢察官辦公室表示，一名扎波羅熱核電站前僱員，涉嫌與俄羅斯佔領部隊合作，同意出任俄佔扎波羅熱核電站第一副廠長，試圖說服其他員工一同協助俄羅斯佔領部隊，被判處10年監禁。
七國集團領導人會議宣布，七國達成協議，年底前向烏克蘭提供500億美元貸款，貸款將由七國凍結的約3千億美元俄羅斯資產的利息償還。
美国国防部长奥斯汀在乌克兰防务联络小组第23次会议开幕式上表示，自2022年2月俄羅斯全面入侵以来，至少有35万名俄罗斯军人伤亡，24艘俄軍艦艇在黑海沉没或受损，在去年9月俄軍恢復攻勢之前，俄軍在前线损失2,600多辆战车，这再次提醒人们俄罗斯为普京的帝国野心付出的代价，也再次提醒人们乌克兰的决心。亦感谢世界各地的合作伙伴支持乌克兰，而自2022年2月以来，联络小组已承诺向乌克兰提供超过980亿美元的安全援助。另外，奧斯汀回應早前傳媒報道，美國計劃抽調駐波蘭美軍一套愛國者防空系統給烏克蘭時表示，美國不會改變波蘭愛國者導彈防禦系統的覆蓋範圍，並正在與其他國家合作，為烏克蘭提供所需的能力，包括愛國者和其他防空系統。
加拿大國防部長布萊爾表示，加拿大將向烏克蘭提供新一批軍事援助計劃，包括2,300枚退役未配備彈頭的CRV7航空火箭彈、超過13萬發小型彈藥以及50輛裝甲作戰支援車。加拿大政府宣布，對11名俄羅斯個人和16個實體實施新制裁，針對俄羅斯軍工綜合體，涉嫌提供技術和電氣元件以支援俄羅斯對戰爭努力，以及參與規避制裁的實體和經營俄羅斯虛假資訊和宣傳網路的個人和實體。
烏克蘭國防部表示，烏克蘭將從由澳大利亞、丹麥、冰島、瑞典和紐西蘭等國家開設的「烏克蘭國際基金」中，獲得價值約3.76億美元的152毫米炮彈供應。捷克外交部長表示，由捷克主導從歐盟以外地區，為烏克蘭供應彈藥的倡議，彈藥已抵達烏克蘭，並將繼續供應。
英國外交部宣布，實施50項新制裁，包括針對俄羅斯「影子艦隊」船隻、金融機構和來自不同國家的軍事供應商，以削弱俄羅斯資助和裝備其對烏克蘭戰爭機器的能力。

## 6月14日
烏克蘭地方政府表示，截至14日上午9時，俄羅斯在過去24小時內，一共襲擊10個州，包括赫梅利尼茨基、聶伯彼得羅夫斯克、哈爾科夫、盧甘斯克、扎波羅熱、蘇梅、切爾尼戈夫、尼古拉耶夫、赫爾松和頓涅茨克州，至少造成1名平民死亡，20名平民受傷。烏克蘭空軍表示，俄羅斯午夜至凌晨期間，對烏克蘭發動大規模無人機和導彈襲擊，俄軍從葉伊斯克發射17架無人機、在俄羅斯薩拉托夫上空使用Tu-95轟炸機發射10枚Kh-101/555巡航導彈、從俄羅斯坦波夫發射1枚匕首高超音速導彈、從克拉斯諾達爾地區和俄佔克里米亞發射3枚9K720伊斯坎德爾-M彈道導彈，防空系統在赫梅利尼茨基、哈爾科夫、尼古拉耶夫、敖德薩、扎波羅熱、第聶伯羅彼得羅夫斯克和基洛夫斯克擊落7枚Kh-101/555導彈和全部無人機。第聶伯羅彼得羅夫斯克地區軍事管理局表示，俄軍向尼科波爾區發射一架無人機，至少造成1名17歲少女受傷。哈爾科夫地區國家警察總局表示，俄軍向庫皮揚斯克區發射一架無人機，至少造成2名警員受傷。
烏克蘭武裝部隊總參謀部表示，自全面入侵以來，俄羅斯在烏克蘭損失524,060名士兵，過去一天俄軍有1,250人傷亡，累計損失7,936輛戰車、15,234輛裝甲戰鬥車輛、18,854輛車輛和油箱、13,818門火砲系統、1,101套多管火箭系統、849套防空系統、359架飛機、326架直升機、11,097架無人機、2,286枚巡弋飛彈、28艘船隻和1艘潛艦等。烏克蘭國防部情報總局局長表示，位於俄羅斯羅斯託夫州的莫羅佐夫斯克機場至少遭到70架無人機攻擊，指出該機場停放Su-34戰機，正在評估破壞程度。乌克兰陆军第68猎兵旅表示，在波克羅夫斯克摧毀一個16辆坦克和步兵战车组成的俄羅斯坦克連。
俄羅斯國防部表示，防空系統過去一天內，擊落烏軍87架無人機，其中70架在羅斯托夫地區上空擊落。俄羅斯沃羅涅日州州長表示，烏克蘭無人機擊中利斯基區一個煉油廠的油箱，沒有傷亡報告。俄羅斯羅斯托夫州州長表示，莫羅佐夫斯克市遭大規模無人機襲擊，引發火災，電力供應中斷。別爾哥羅德州州長表示，捨別基諾市一棟住宅樓入口遭烏軍炮擊後垮塌，至少造成5人死亡，7人受傷。
俄羅斯國防部表示，俄羅斯武裝力量在過去的一周對保障烏克蘭軍工綜合體的軍事基礎設施和能源設施實施19次集群打擊，擊中軍事機場基礎設施、暴風影巡航導彈和其他空基武器的儲存設施等，過去一周烏軍損失12,795人，46名烏軍士兵向俄軍投降，防空部隊過去一周擊落烏軍1架米格-29戰鬥機，2架米-8直升機，摧毀13枚美制陸軍戰術導彈、3枚美制愛國者防空導彈、2枚海王星反艦導彈、2枚美制HARM反輻射導彈、8枚法制鐵錘航空制導炸彈、1枚美制JDAM炸彈、46枚海馬斯、吸血鬼、颶風和赤楊火箭彈以及465架無人機。
俄羅斯總統普京會面外交部官員時提出停火並開始與烏克蘭談判的條件。首先，烏軍必須從俄羅斯吞併的烏克蘭四州，即頓涅茨克、盧甘斯克、赫爾松和扎波羅熱地區的全部領土，包括但不限烏控領土上完全撤軍後，俄羅斯將立即停火，並提出準備進行談判。其次，基輔政權必須宣佈放棄加入北約的計劃，烏克蘭需保持中立、不結盟、無核化、去軍事化和去納粹化。再者，俄羅斯談論的不是凍結衝突，而是完全停止衝突。另外，和平解決烏克蘭危機基礎協議，必須要取消所有對俄羅斯的制裁。因此，俄羅斯現提出這一個真正的和平建議，但如果西方和基輔拒絕，他們要為流血衝突負責，俄羅斯清楚地明白自己對世界穩定所擔的責任，並願意與所有國家進行對話，但應該只是一種表面性的對話。另外，普京在會面軍人時表示，現時有近70萬俄軍正在烏克蘭作戰，去年12月聲稱的61萬人有所增加。
烏克蘭總統澤連斯基拒絕俄羅斯總統普京提出召開和平談判條件，並形容普京的言論，就像希特勒在1938-1939年入侵捷克斯洛伐克一樣，實際上是最後通牒，與普京的其他通牒一樣，只是要求烏克蘭割讓土地。美國國防部長奥斯汀回應時表示，普京實際上就是想非法占领乌克兰主权领土，而且普京没有任何资格命令乌克兰必须采取任何措施，才能实现和平。
烏克蘭總統澤連斯基在意大利七國集團峰會期間，會見印度總理莫迪，雙方討論雙邊關係發展、由烏克蘭建立的黑海糧食走廊以及烏克蘭全球和平峰會安排。澤連斯基亦會見教宗方濟各，雙方討論俄羅斯侵略對烏克蘭的後果、俄軍的恐怖空襲和針對能源部門的襲擊以及全球和平峰會。另外，澤連斯基接受意大利傳媒訪問時表示，俄羅斯每月向烏克蘭民用和基礎設施發射約3,500枚導彈，形容希特勒亦曾經做過的事情，俄軍聲稱只會攻擊軍事目標是撒謊。同日稍後澤連斯基轉抵瑞士，準備出席15日起舉行的全球和平峰會，預計將有92個國家和8個組織，共57位國家元首和29名部長級代表出席。
烏克蘭國家安全局表示，法院已批准禁止和強制解散由普京親信，烏克蘭寡頭兼前烏克蘭國會議員梅德韋丘克所創辦的8個組織，涉嫌協助俄軍儘快奪取基輔以及奪取全部烏克蘭領土，並計劃在基輔發起「全國會議」，向烏克蘭軍事和政治最高主管層發出下臺的最後通牒，組建包括五千多名武裝人員的武裝部隊。另外，反情報部門拘留一名赫梅利尼茨基市議會官員，涉嫌將地區境內烏克蘭軍人地點和居住地等資料，轉交俄羅斯聯邦安全局。並且宣布通緝4名與俄羅斯合作的烏克蘭人，在2023年參與俄羅斯組織的虛假選舉，並以俄羅斯執政「統一俄羅斯」黨名義當選，進入俄羅斯設立的「盧甘斯克人民委員會」，獲得一定權力。烏克蘭基輔地區檢察官辦公室表示，正式向法院起訴俄羅斯聯邦武裝部隊第64獨立機動步槍旅連長，涉嫌在佔領利皮夫卡期間，下令射殺一名手無寸鐵的老人。
烏克蘭戰俘待遇協調總部表示，在烏克蘭國家安全局、內政部、國家緊急服務局和武裝部隊以及國際紅十字會的協助下，烏克蘭成功尋回254名在與俄羅斯作戰中陣亡的烏克蘭士兵屍體。
俄羅斯聯邦人權事務專員表示，公佈一份430名烏克蘭戰俘名單，指出如果烏克蘭同意用俄羅斯戰俘來換取，俄羅斯可以立即進行交換，又要求烏克蘭國會人權監察員協助俄羅斯與烏克蘭戰俘交換的進展。
七國集團領導人發表聯合聲明，警告俄羅斯若在對烏克蘭的戰爭中，使用核武器是安全不可接受的，又強調將繼續制裁中國和其他實質上支援俄羅斯戰爭機器的第三國個人和實體，並呼籲中國停止轉讓軍民兩用材料，包括武器部件和裝置。
德國國防部宣佈，德國向烏克蘭提供新一批軍事援助計劃，其中包括3輛海馬斯多管火箭發射器、20輛貂鼠式步兵戰鬥車、10輛豹式主戰坦克、2套IRIS-T防空系統、2萬1千發155毫米彈藥和3輛海狸架橋車。
歐盟輪任主席國比利時表示，27國駐歐盟大使已經就烏克蘭和摩爾多瓦加入歐盟談判框架達成一致，同意在6月25日開始談判。
南韓國防部長申源湜表示，發現至少有1萬個貨櫃從北韓運往俄羅斯，當中可能裝有480多萬枚炮彈，亦已證實俄軍向烏克蘭發射數十枚北韓製彈道導彈。

## 6月15日
烏克蘭頓涅茨克地區檢察官辦公室表示，俄軍使用帶有集束彈的BM-30「龍捲風」火箭炮炮擊烏拉克利，至少造成3名平民死亡，5名平民受傷。哈爾科夫地區檢察官辦公室表示，俄軍炮擊庫皮揚斯克，至少造成1名平民受傷。
烏克蘭武裝部隊總參謀部表示，自全面入侵以來，俄羅斯在烏克蘭損失525,150名士兵，過去一天俄軍有1,090人傷亡，累計損失7,956輛戰車、15,263輛裝甲戰鬥車輛、18,911輛車輛和油箱、13,855門火砲系統、1,103套多管火箭系統、853套防空系統、359架飛機、326架直升機、11,148架無人機、2,293枚巡弋飛彈、28艘船隻和1艘潛艦等。
俄羅斯國防部表示，在過去24小時內，防空系統落54架無人機、4枚法製錘子制導空中炸彈和10枚美製海馬斯火箭炮。
俄羅斯國防部表示，過去24小時，烏軍在前線各地區損失約2,010名士兵。

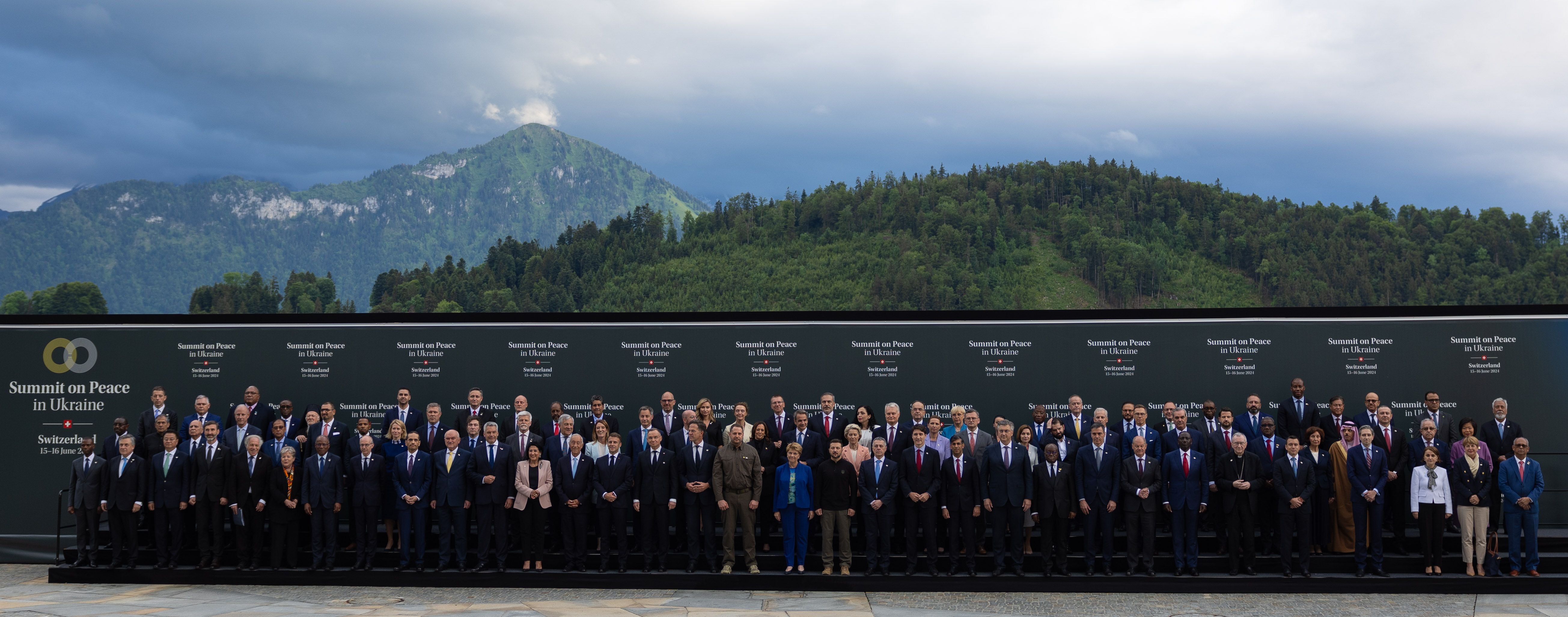
與會領導人和代表合照

全球101個國家和國際組織領導人和代表，一同出席在瑞士下瓦爾登州布爾根施托克度假村舉行的「烏克蘭全球和平峰會」。各國領導人和代表先後就議題發表意見。
烏克蘭總統澤連斯基在烏克蘭全球和平峰會前記者會上表示，全球五大洲均有國家派代表出席峰會，每個國家的觀點和想法對烏克蘭而言同樣重要，透過峰會商定的內容都將成為維持和平的一部分，相信將在峰會上看到歷史是如何創造。烏克蘭將嘗試給外交一個機會，烏克蘭從來不想要這場戰爭，這是俄羅斯的犯罪和完全無端的侵略，唯一想要戰爭的人是普京。為了和平，為了聯合國憲章、國際法以及全球安全的目標和原則充分有效性，這就是10點和平計劃誕生的原因。會上澤連斯基表示，俄羅斯對和平不感興趣，與會者應該共同決定如何根據聯合國憲章以真正持久方式實現和平，一旦和平方案確定，烏克蘭將在第二次和平峰會上向俄羅斯提交行動計劃。另外，澤連斯基分別會見美國副總統以及智利、喬治亞、肯亞和阿根廷總統，感謝對方出席峰會，並希望竭盡全力開始在外交上實現真正的和平。
烏克蘭總統辦公室主任表示，烏克蘭全球和平峰會的與會者將根據烏克蘭總統澤連斯基所公布的10點和平計劃，制定一項新聯合和平計劃，並正在考慮由第三方向俄羅斯提交有關新聯合和平計劃，並將會舉行第二次峰會。
俄羅斯總統新聞秘書表示，瑞士會議上沒有討論烏克蘭的和平問題，討論的是人道主義和近人道主義問題，俄羅斯總統普京的停戰提議不會列入議程。
烏克蘭國會人權監察員表示，烏克蘭不斷向俄羅斯提出不同倡議，以進行戰俘交換，當中亦包括交換全部戰俘，但俄羅斯方面對此不感興趣，因此一直未有實行。
烏克蘭能源部表示，俄羅斯在過去一天的襲擊中，破壞切爾尼戈夫州、基洛夫格勒州和烏克蘭東部地區的能源基礎設施，導致多地停電，電力供應亦短缺，需要從波蘭獲得額外供電。
烏克蘭國家邊防部隊表示，敖德薩地區邊防部隊截查一輛卡車，發現車上41名18-60歲烏克蘭公民，試圖匿藏在車上，並且到達與摩爾多瓦的邊境。烏克蘭國家安全局表示，1名烏克蘭婦女涉嫌協助俄羅斯聯邦聯邦安全局監視蘇梅地區軍隊，觸犯叛國罪被判處15年監禁。
美國副總統賀錦麗宣布，美國將向烏克蘭提供15億美元的援助計劃，支持烏克蘭恢復能源設施，解決緊急人道主義需求和加強平民安全等。
美國《紐約時報》首次公開一份據稱是2022年開戰初期，俄羅斯和烏克蘭在白俄羅斯和土耳其進行會談後，起草的烏克蘭-俄羅斯和平條約草案，整份草案約有17頁，雙方同意將克里米亞主權排除在草案之外，其他俄佔烏克蘭領土主權將在烏克蘭總統澤倫斯基和俄羅斯總統普京當時預期稍後舉行的會談中決定，另外烏克蘭將提出放棄加入北約或任何其他軍事聯盟的意願，但允許烏克蘭加入歐盟，俄羅斯則要求解除所有制裁，廢除烏克蘭有關語言和民族身份的法律，並限制烏克蘭武裝部隊。烏克蘭談判代表原則上同意以上內容，但呼籲俄羅斯給予提高上限，並且要求提供安全保障，若烏克蘭受到攻擊，英美中法等大國需要提供支援，但俄方要求保留對安全保障行使否決權，意味著如果俄羅斯再次入侵，將可以阻止國際支援，烏克蘭代表因此沒有興趣繼續談判。根據《紐約時報》的報道，美國和波蘭官員對草案感到震驚，形容是單方面裁軍。
俄羅斯獨立媒體Agentsvo報道，隸屬於俄羅斯克里姆林宮虛假資訊網絡的俄羅斯機械人帳戶一日內發佈超過12萬條虛假的反烏克蘭貼文，引用多個名人照片，當中包括斯嘉麗·約翰遜和安祖蓮娜·祖莉等，呼籲停止對烏克蘭的援助，形容烏克蘭導致歐洲崩潰。

## 6月16日
烏克蘭地方政府表示，截至16日上午9時，俄羅斯在過去24小時內，一共襲擊10個州，包括波爾塔瓦、聶伯彼得羅夫斯克、哈爾科夫、盧甘斯克、扎波羅熱、蘇梅、切爾尼戈夫、尼古拉耶夫、赫爾松和頓涅茨克州，至少造成3名平民死亡，6名平民受傷。頓涅茨克州地區檢察官辦公室表示，俄軍襲擊克拉馬託斯克附近新波爾塔夫卡村，至少造成7名平民受傷，其中包括2名兒童。哈爾科夫州政府表示，俄軍對皮斯基-拉季基夫西基發動空襲，至少造成3名平民受傷，包括1名孕婦和1名兒童。
烏克蘭武裝部隊總參謀部表示，自全面入侵以來，俄羅斯在烏克蘭損失526,310名士兵，過去一天俄軍有1,160人傷亡，累計損失7,956輛戰車、15,269輛裝甲戰鬥車輛、18,966輛車輛和油箱、13,913門火砲系統、1,104套多管火箭系統、853套防空系統、359架飛機、326架直升機、11,159架無人機、2,296枚巡弋飛彈、28艘船隻和1艘潛艦等。烏克蘭國民警衛隊亚速营表示，與烏克蘭國民警衛隊第1行動旅「佈雷維」在盧甘斯克州謝列布良斯基森林推进一公里，并击退俄罗斯军队，該森林被視為通往萊曼市的主要道路。
俄佔頓涅茨克地區官員表示，烏軍炮擊俄佔頓涅茨克市彼得羅夫區，5分鐘內發射4枚155毫米炮彈，沒有傷亡報告。
俄羅斯國防部表示，東部集團軍已經佔領扎波羅熱地區扎吉爾涅村，過去24小時，烏軍在前線各地區損失約1,160名士兵，俄軍航空兵、無人機、導彈部隊和炮兵在過去24小時，打擊115個烏軍有生力量和軍事裝備。
俄羅斯總統新聞秘書佩斯科夫表示，將繼續推進建立哈爾科夫防護區，直到基輔政權無法炮擊俄羅斯捨別基諾、別爾哥羅德州以及其他地區。俄羅斯看到西方國家、美國、法國和其它歐洲國家如何不知疲倦地升級緊張局勢，挑起緊張局勢，一輪又一輪地升級。俄羅斯不會不回應這一切，將捍衛自己的利益，並將採取一切可能手段努力實現「特別軍事行動」的目標。
烏克蘭司法部部長表示，自烏克蘭新版徵兵法生效以來，已釋放2,750多名囚犯，並加入烏克蘭軍隊，囚犯作戰的意願比普通士兵更強大，他們想保護自己的國家，妄想為自己的生活翻開新一頁，考慮到囚犯在戰場上的表現，烏克蘭指揮部未來可能會將囚犯與其他軍事單位混為一談。
烏克蘭國營能源公司「烏克蘭電網」表示，由於核電站需進行定期維修，加上非核電能源設施受到廣泛攻擊，直到7月底，烏克蘭都將面臨長時間停電問題，預計最嚴重的停電將在上午11點至晚上11點之間發生。
瑞士下瓦爾登州布爾根施托克度假村舉行的「烏克蘭全球和平峰會」進入第二日，80個國家和4個歐洲組織簽署瑞士和平峰會聯合公報，包括印度、亞美尼亞、沙特阿拉伯、利比亞、印度尼西亞、巴林、哥倫比亞、南非、泰國、墨西哥和阿聯酋等國出席會議但沒有簽署聯合公報。聯合公報呼籲將俄佔扎波羅熱核電站歸還給烏克蘭，確保烏克蘭的食品製造和供應不間斷，確保船隻能夠進入黑海和亞速海的海港口，釋放所有戰俘，並歸還所有被驅逐的烏克蘭兒童等。公報亦宣佈，在俄羅斯對烏克蘭的戰爭中，任何核武器的威脅或使用都是不可接受，對船隻和民用港口的襲擊亦不可接受。簽署國認為，實現和平需要各方的參與和對話。因此，我們決定在未來在上述領域採取具體步驟，讓各方代表進一步參與進來。《聯合國憲章》包括尊重所有國家領土完整和主權的原則，可以而且將作為在烏克蘭實現全面、公正和持久和平的基礎。
瑞士聯邦主席維奧拉·阿默德表示，雖然國際刑事法院對俄羅斯總統普京發出逮捕令，而瑞士作為國際刑事法院條約簽署國有責任執行逮捕令，但若邀請俄羅斯總統普京參加第二次全球和平峰會，瑞士可以為此破例。
烏克蘭總統辦公室表示，各國部長和顧問將就瑞士和平峰會上，重點討論的烏克蘭和平計劃其中三點，即核安全、糧食安全以及被俄羅斯俘虜的士兵和平民安全返回烏克蘭的問題，舉行進一步專題會談。參加峰會的代表團並沒有就烏克蘭提出的10點和平計劃進行完全討論，而是討論被視為對世界各國具有廣泛共識的3個領域。
加拿大政府宣佈，加拿大將向烏克蘭提供3,810萬美元援助，其中1,450萬美元將用於緊急支援烏克蘭修復俄羅斯襲擊中受損的能源裝置和基礎設施，1,120萬美元用於援助烏克蘭的經濟改革和排雷工作，140萬美元用於維護烏克蘭核設施的安全運營。

## 6月17日
烏克蘭地方政府表示，截至17日上午9時，俄羅斯在過去24小時內，一共襲擊10個州，包括波爾塔瓦、聶伯彼得羅夫斯克、哈爾科夫、盧甘斯克、扎波羅熱、蘇梅、切爾尼戈夫、尼古拉耶夫、赫爾松和頓涅茨克州，至少造成1名平民死亡，15名平民受傷。波爾塔瓦州州長表示，俄軍使用Kh-59巡航導彈對波爾塔瓦市一個民用基礎設施發動襲擊，至少造成22名平民受傷，包括3名兒童。
烏克蘭武裝部隊總參謀部表示，自全面入侵以來，俄羅斯在烏克蘭損失527,390名士兵，過去一天俄軍有1,080人傷亡，累計損失7,958輛戰車、15,287輛裝甲戰鬥車輛、18,991輛車輛和油箱、13,927門火砲系統、1,104套多管火箭系統、853套防空系統、359架飛機、326架直升機、11,167架無人機、2,296枚巡弋飛彈、28艘船隻和1艘潛艦等。烏克蘭戰略通訊中心表示，烏軍在過去兩個月內，襲擊俄佔克里米亞約15個防空系統，包括S-300、S-400和S-500以及10多個雷達站和10多個控制中心。
俄羅斯國防部表示，過去24小時內，防空部隊擊落12架烏克蘭無人機，其中午夜至凌晨期間，防空部隊在別爾哥羅德州上空摧毀1架無人機，在沃羅涅日州摧毀2架無人機，在利佩茨克州摧毀3架無人機。烏克蘭傳媒《基輔獨立報》引述軍事情報機構消息報道，烏克蘭無人機夜間襲擊俄羅斯別爾哥羅德州、沃羅涅日州和利佩茨克州的一家冶金廠和其他用於軍事目的的設施。
俄羅斯國防部表示，過去24小時，烏軍在前線各地區損失約1,775名士兵，俄軍航空兵、無人機、導彈部隊和炮兵摧毀110個有生力量和烏軍軍事裝備聚集區，自俄軍開展「特別軍事行動」以來，已累計摧毀烏軍613架戰機、276架直升機、25,867架無人機、529套防空導彈系統、16,359輛坦克及裝甲車輛、1,343門多管火箭系統戰車、10,569野戰火炮和迫擊炮以及22,634輛特種軍用車輛。
烏克蘭總統澤連斯基表示，烏軍正在逐漸將俄軍趕出哈爾科夫地區，我感謝每個戰士和每個單位，形容正在完成任務，亦感謝不斷協助補充俄羅斯戰俘數目的人。另外，澤連斯基簽署法案，同意烏克蘭加歐盟的單一漫遊系統，日後烏克蘭人前往歐洲將不會產生漫遊費用，同樣適用於前往烏克蘭的歐盟成員國公民，形容是加入歐盟重要里程碑。
俄羅斯總統普京簽署命令，解僱4名副國防部長尼古拉·潘科夫、魯斯蘭·茨利科夫、塔蒂亞娜·舍夫佐娃和帕維爾·波波夫職務，任命列昂尼德∙戈爾寧、帕維爾∙弗拉德科夫和奧列格∙薩維利耶夫以及普京姪女的安娜∙齊維列娃接任。
烏克蘭武裝部隊總司令西爾斯基表示，隨著包括第一批F-16戰機在內的外國軍事援助逐漸運到，時間上將有利於烏克蘭，而俄羅斯在戰場上取得成功的機會將減少，俄羅斯軍方了解烏克蘭將獲得更多西方裝備來加強其防空能力，現在正盡一切努力增加強度並在地面擴大戰鬥，俄軍正在東部的庫拉霍夫、波克羅夫斯克、庫皮揚斯克和弗列米夫卡推進，試圖突破烏克蘭的防禦，奪取對烏軍防禦至關重要的關鍵地區或定居點，旨在最大限度地耗盡烏軍部隊，擾亂預備役的訓練，並防止向積極進攻行動過渡。
烏克蘭總檢察長表示，自全面戰爭開始以來，至少有1萬2千名烏克蘭平民確認被殺害，包括551名兒童。哈爾科夫州州長表示，俄軍平均每天對哈爾科夫周發動持續16小時空襲，破壞地區定居點和民用基礎設施，令不少企業運作受阻，近5萬名居民沒有電力供應。
俄佔哈爾科夫地區軍民行政機構負責人表示，俄佔哈爾科夫地區局勢緊張，烏軍正進行瘋狂炮擊，沃夫昌斯克和利普佐夫地區戰鬥激烈，烏軍已調動預備役部隊進行反攻，俄軍部隊亦予以回擊。
俄羅斯聯邦調查委員會證實，烏克蘭國防部情報總局與烏克蘭空軍合作在今年2月於克里米亞上空擊落俄羅斯空軍A-50預警機，造成10名機組人員死亡，形容擊落對俄羅斯軍事能力又一次嚴重打擊，調查委員會將通緝摧毁預警機的烏克蘭防空導彈旅指揮官。俄羅斯軍事法庭宣布，一名烏克蘭籍婦女涉嫌公開播放反戰演講和烏克蘭國歌，並施放代表俄羅斯反對派旗幟顏色的氣球，觸犯「傳播戰爭虛假資訊」和「參與恐怖組織」被判監禁12年。
烏克蘭國家安全和國防委員會秘書表示，如果俄羅斯瀕臨災難性失敗，我們不能排除任何事情，這種失敗可能會引發俄羅斯前線的崩潰、軍隊偷懶和抗議活動，俄羅斯在戰場上的失敗不會自動導致使用核武器，因為普京可以試圖說服人民，正在進行的事件是勝利過程，只要俄羅斯在對烏克蘭的全面戰爭中佔上風，普京就不可能部署核武器。
美國國家安全委員會發言人表示，烏克蘭在成為北約成員國之前必須贏得與俄羅斯的戰爭，總統拜登亦堅信，烏克蘭的未來將加入北約。美國國家安全顧問沙利文表示，烏克蘭可以按照與美國的提供武器協議，將武器使用範圍延伸至俄羅斯軍隊有可能向烏克蘭發動襲擊的俄羅斯境內地區。
烏克蘭基輔國際社會學研究所公佈一項於5月26日至6月1日進行的調查顯示，約70%受訪烏克蘭人同意總統澤連斯基必須繼續擔任總統，直到戒嚴令結束，22%受訪者反對澤連斯基繼續擔任總統。

## 6月18日
烏克蘭地方政府表示，截至18日上午9時，俄羅斯在過去24小時內，一共襲擊10個州，包括波爾塔瓦、聶伯彼得羅夫斯克、哈爾科夫、盧甘斯克、扎波羅熱、蘇梅、切爾尼戈夫、尼古拉耶夫、赫爾松和頓涅茨克州，至少造成3名平民死亡，28名平民受傷。
烏克蘭武裝部隊總參謀部表示，自全面入侵以來，俄羅斯在烏克蘭損失528,620名士兵，過去一天俄軍有1,230人傷亡，累計損失7,974輛戰車、15,307輛裝甲戰鬥車輛、19,031輛車輛和油箱、13,959門火砲系統、1,104套多管火箭系統、853套防空系統、359架飛機、326架直升機、11,187架無人機、2,297枚巡弋飛彈、28艘船隻和1艘潛艦等。烏克蘭第3突擊旅表示，俄軍正在盧甘斯克州邊境地區加緊進攻，目的是奪取鄰近的哈爾科夫州博羅瓦，並正與突擊旅發生激烈衝突。烏克蘭武裝部隊表示，在頓涅茨克州托雷茨克附近戰鬥長期處於平靜，近日俄軍襲擊有所增加，烏軍已擊退俄軍同時發動的5次襲擊，俄軍同時在紐約克、皮夫尼奇內和皮夫登地區發動5次進攻，烏軍已經控制局勢並努力擊退俄軍。
俄羅斯國防部表示，過去的24小時內，防空部隊擊落24架無人機和1枚海王星-MD遠端導彈。俄羅斯布良斯克州州長表示，克里莫夫斯基居民進入邊境地區誤觸一枚地雷，引發爆炸，至少造成2人死亡，1人受傷。
俄羅斯羅斯托夫州長表示，導致羅斯托夫地區一個油庫遭到無人機襲擊，引致起火。俄羅斯緊急情況部表示，火場面積達5千平方米，沒有人員傷亡。烏克蘭傳媒《基輔獨立報》引述烏克蘭國家安全局消息報道，安全局無人機午夜至凌晨間襲擊俄羅斯羅斯托夫州2個擁有22個儲油設施的油庫，並引發大火。
俄羅斯國防部表示，過去24小時，烏軍在前線各地區損失約1,840名士兵，俄軍航空兵、無人機、導彈部隊和炮兵摧毀124個有生力量和烏軍軍事裝備聚集區，包括烏克蘭武裝部隊第44炮兵旅的軍事設備倉庫和2個S-300防空系統。自「特別軍事行動」開始以來，俄羅斯武裝部隊共摧毀烏克蘭 613架戰機、276架直升機、25,891架無人機、531個防空導彈系統、16,366輛坦克和其他裝甲作戰車輛、1,343個多枚火箭發射器、10,610門野戰炮和迫擊炮以及22,645輛特殊軍用機動車。
烏克蘭總統澤連斯基表示，對烏軍成功使用西方提供的武器對俄羅斯境內目標發動襲擊表示歡迎，形容將打擊俄羅斯「恐怖分子」在邊境附近陣地和發射器的能力，非常重要。
烏克蘭總檢察長在社交網站公布照片表示，俄軍在頓涅茨克地區前線斬首1名烏克蘭士兵後，將其頭顱放置在一輛軍車上，形容是另一項戰爭罪，亦是俄羅斯克里姆林宮計劃戰略的一部分，聲稱其辦公室接獲資訊顯示，俄羅斯指揮官下令不要抓捕烏克蘭士兵，而是透過斬首等不人道手段處決他們。
烏克蘭國會人權監察員表示，俄羅斯正在透過社交媒體招募烏克蘭兒童，提供幾千美元報酬，要求兒童放火焚燒停在城市中的軍車，在基輔、敖德薩和第聶伯來均有縱火焚燒軍車的案件。監察員形容，招募兒童放火焚燒軍車是俄羅斯試圖破壞烏克蘭國內局勢穩定的方式之一。烏克蘭國家安全局 表示，一名顿涅茨克州康斯坦丁諾夫卡居民涉嫌於2023 年春季巴赫穆特战役期间，向俄羅斯聯邦安全局提供烏克蘭陣地的地理位置，以便俄軍發動突擊行動，判处15年监禁。
美國國務卿布林肯在華盛頓與北約秘書長斯托爾滕貝格會面後舉行聯合記者會。斯托爾滕貝格表示，俄羅斯在烏克蘭的侵略戰爭，表明並證實俄羅斯與北韓等專制國家以及中國和伊朗之間非常密切的聯盟，中國不能在與西方國家保持關係的情況下，繼續支援俄羅斯，否則將面臨一定後果，當中包括無法繼續與歐洲保持正常的貿易關係。布林肯則表示，譴責北韓和伊朗向俄羅斯提供彈藥，呼籲中國停止支援俄羅斯國防工業，形容中國不能一方面指出希望與歐洲建立更好的關係，但同時為冷戰以來最大的安全威脅提供資金。
俄羅斯莫斯科一家法院宣布，缺席判決烏克蘭國會議員阿列克謝·貢恰連科，涉嫌「以政治仇恨為由傳播有關軍隊的虛假資訊」、「為恐怖主義辯護」以及「以暴力威脅煽動仇恨」，而被判監禁10年。貢恰連科則在社交平台回應，接受法院的「祝賀」，令他成為第一位被俄羅斯判刑的烏克蘭國會議員。
丹麥外交部部長宣佈，將對烏克蘭提供第19輪軍事援助計劃，包括對烏克蘭國防工業的財政支援和F-16戰機裝備等。
俄羅斯獨立媒體Mediazona報道，根據軍事法庭的線上資料顯示，自2022年9月克里姆林宮宣佈第一波動員以來，已有10,025起案件涉及俄羅斯士兵因拒絕在烏克蘭作戰而被起訴，其中9,059起是未經同意擅自離開單位，627起不遵守命令以及339起開小差，8,594人已經被判刑。
俄羅斯獨立民意調查和社會研究非政府組織「列瓦達中心」公布一項民意調查顯示，只有11%受訪俄羅斯人表示制裁對他們或家人產生影響，34%受訪俄羅斯人表示2015年起的制裁對他們或家人產生影響，只有29%受訪俄羅斯人對制裁非常或有些擔憂，而在2022年3月時有45%受訪者表示擔心。
俄羅斯黑客組織RaHDit聲稱公佈1,200多名烏克蘭無人機操作員的個人資料。俄羅斯聯邦偵查委員會表示，根據名單有關人士參與對卡盧加州沙伊科夫卡機場、梁贊州佳吉列沃和薩拉托夫州恩格斯的襲擊，造成多人死亡。聲稱當中部分人涉嫌因虐待兒童而被定罪、擁有性虐和換妻愛好、部分是克里希納教派民族主義者。

## 6月19日
烏克蘭地方政府表示，截至19日上午9時，俄羅斯在過去24小時內，一共襲擊12個州，包括基洛夫格勒、赫梅利尼茨基、利沃夫、聶伯彼得羅夫斯克、哈爾科夫、盧甘斯克、扎波羅熱、蘇梅、切爾尼戈夫、尼古拉耶夫、赫爾松和頓涅茨克州，至少造成1名平民死亡，9名平民受傷。烏克蘭空軍表示，俄羅斯午夜至凌晨期間，從克拉斯諾達爾地區和俄佔克里米亞發射21架無人機，防空系統在赫爾松、尼古拉耶夫、第聶伯羅彼得羅夫斯克、基洛夫格勒、赫梅利尼茨基和利沃夫州擊落19架無人機。哈爾科夫市市長表示，俄軍發射2枚制導炸彈襲擊郊區一個兒童設施，至少造成1名平民受傷。赫爾松市軍事管理局局長表示，俄軍襲擊第聶伯羅夫斯基區，至少造成1名平民死亡，1名平民受傷。
烏克蘭武裝部隊總參謀部表示，自全面入侵以來，俄羅斯在烏克蘭損失529,750名士兵，過去一天俄軍有1,130人傷亡，累計損失7,984輛戰車、15,319輛裝甲戰鬥車輛、19,078輛車輛和油箱、14,007門火砲系統、1,104套多管火箭系統、857套防空系統、359架飛機、326架直升機、11,221架無人機、2,297枚巡弋飛彈、28艘船隻和1艘潛艦等。
俄羅斯國防部表示，防空能力擊落43架烏克蘭無人機、10枚美製海馬斯多管火箭彈和3枚法製鐵錘制導空中炸彈。俄佔頓涅茨克地區官負表示，烏軍炮擊頓涅茨克市一個公交車站附近地區，至少導致2人死亡，2人受傷，包括1名兒童。
俄羅斯國防部表示，過去24小時，烏軍在前線各地區損失約1,895名士兵。俄軍作戰部隊、無人機、導彈部隊和大炮襲擊烏軍124個地區人力聚集和軍事裝備。自「特別軍事行動」開始以來，俄軍共摧毀烏克蘭613架戰機、276架直升機、25,934輛無人機、531套防空導彈系統、16,374輛坦克和其他裝甲作戰車輛、1,344個多管火箭發射器、10,645門野戰炮和迫擊炮以及22,687輛特殊軍用機動車。
俄羅斯總統普京到訪北韓首都平壤，與北韓領導人金正恩會晤，雙方簽署《全面戰略夥伴關係條約》，當中包括若果任何一方受到攻擊，另一方將會協助抵抗。金正恩表示，北韓政府讚揚強大的俄羅斯，在維護全球戰略穩定與平衡方面所發揮的作用和使命，將全力支持俄羅斯政府在烏克蘭開展的特別軍事行動，以保護其主權、利益和領土穩定。普京則表示，俄羅斯與北韓之間的互動是基於平等和相互尊重，而前幾代人的功績是俄羅斯與北韓現時發展關係的良好基礎，高度讚揚北韓始終如一地支持俄羅斯的政策，包括對烏克蘭政策方向的支持，意味我們共同反對美國及其附庸國針對俄羅斯的帝國霸權主義政策。
烏克蘭國防部情報總局表示，已確認俄軍在5月下旬於扎波羅熱州羅博季涅附近，處決4名投降的烏克蘭士兵，網上片段顯示，烏克蘭士兵被迫躺在地上，背部向上，然後俄軍向他們背部開槍，情報總局亦已確認涉事俄軍身份，屬於俄軍常駐車臣的第58集團軍第42摩托化步槍師第70摩托化步槍團士兵。烏克蘭總檢察長表示，已經確認昨日公佈有關俄軍在頓涅茨克地區前線斬首1名烏克蘭士兵後，將其頭顱放置在一輛軍車上的事件中，遇害烏克蘭士兵的身份以及確定負有責任的俄羅斯指揮官。
俄羅斯外交部發言人扎哈羅娃表示，俄羅斯和瑞士之間沒有就烏克蘭問題會議的議題進行過接觸，未來亦不會進行，俄羅斯已經長時間沒有視瑞士為中立國。
國際非政府組織「無國界記者」表示，烏克蘭的新聞自由正在「收縮」，呼籲當局採取措施，自2022年2月俄羅斯全面入侵以來，至少有5名記者因有關腐敗的出版物而受到監視或威脅，亦懷疑烏克蘭國家通訊社可能受到政治干預，當局在今年5月文化任命烏克蘭武裝部隊東部集團前發言人謝爾蓋·切雷瓦蒂擔任總監，隨即要求社內記者在發布任何有關武裝部隊的引述或采訪內容時，需要提前3天送交戰略軍事通訊中心審查。組織敦促烏克蘭當局落實今年6月初公布的新聞自由路線圖中的建議,如打擊針對記者的暴力犯罪的無罪不罰現象、促進媒體多元化和獨立性等。
芬蘭公共廣播公司援引不具名芬蘭軍事情報消息報道，俄軍已將駐紮在芬蘭附近絕大多數的地面部隊轉移到烏克蘭的戰爭中，與早前俄羅斯聲稱應對芬蘭加入北約，於邊境附近增援部隊的消息完全相反。另外，在俄羅斯境內，除莫斯科州外，俄其他地區的情況亦類似，這主要涉及地面部隊，防空、空軍和海軍人手仍然充足。

## 6月20日
烏克蘭地方政府表示，截至20日上午9時，俄羅斯在過去24小時內，一共襲擊13個州，包括利沃夫、文尼察、基洛夫格勒、基輔、第聶伯羅彼得羅夫斯克、哈爾科夫、盧甘斯克、扎波羅熱、蘇梅、切爾尼戈夫、尼古拉耶夫、赫爾松和頓涅茨克州，至少造成4名平民死亡，14名平民受傷。烏克蘭空軍表示，俄羅斯午夜至凌晨期間，對烏克蘭發動大規模無人機和導彈襲擊，俄軍從普里莫爾斯科-阿赫塔爾斯克發射27架無人機、在里海上空使用Tu-95轟炸機發射4枚Kh-101/555巡航導彈、從亞速海上空發射2枚Kh-59制導航空導彈、從俄羅斯沃羅涅日州發射3枚9K720伊斯坎德爾-M彈道導彈，防空系統在第聶伯羅彼得羅夫斯克、扎波羅熱、頓涅茨克、敖德薩、赫爾松、哈爾科夫、基輔、切爾卡瑟和波爾塔瓦等州擊落全部Kh-101/555導彈、1枚Kh-59制導航空導彈和全部無人機。烏克蘭國營能源公司「Ukrenergo」表示，俄軍凌晨的無人機襲擊破壞文尼察、基輔、第聶伯羅彼得羅夫斯克和頓涅茨克州的能源基礎設施。第聶伯羅彼得羅夫斯克州州長表示，俄軍在午夜至凌晨期間，襲擊尼科波爾區，至少造成3名平民受傷。烏克蘭最大民營能源公司「DTEK」表示，俄軍在午夜至凌晨的襲擊中，嚴重摧毁一座火力發電廠，至少造成3名工程人員受傷。赫爾松州州長表示，俄軍襲擊特克斯泰爾內一輛民用汽車，至少造成1名平民死亡。頓涅茨克州州長表示，俄軍使用1枚制導空中炸彈襲擊康斯坦丁尼夫卡，至少造成4名平民死亡，4名平民受傷。
烏克蘭武裝部隊總參謀部表示，自全面入侵以來，俄羅斯在烏克蘭損失530,920名士兵，過去一天俄軍有1,170人傷亡，累計損失7,987輛戰車、15,337輛裝甲戰鬥車輛、19,134輛車輛和油箱、14,052門火砲系統、1,105套多管火箭系統、859套防空系統、359架飛機、326架直升機、11,260架無人機、2,298枚巡弋飛彈、28艘船隻和1艘潛艦等。烏克蘭資訊科技軍表示，成員成功攻擊俄羅斯支付交易系統「Mir」和多間俄羅斯銀行，導致有關系統和銀行一系列服務暫停使用。烏克蘭第24獨立機械化旅表示，已經重新部署在頓涅茨克州恰西夫亞爾，以支援烏軍的防禦，又形容周邊地區局勢極其困難，俄軍正不斷組織大規模正面攻擊，並試圖從北方和南方繞過定居點。另外，俄軍亦使用制導空中炸彈進行轟炸，烏軍亦成功對俄羅斯部隊和裝備造成損害，但烏軍亦遭受損失。
俄羅斯國防部表示，防空部隊一天內擊落74架烏克蘭無人機和21枚美制海馬斯多管火箭炮系統火箭彈。其中，防空部隊在午夜至凌晨期間，於阿迪格共和國擊落6架無人機、布良斯克州擊落3架無人機、克拉斯諾達爾邊疆區擊落3架無人機、羅斯托夫州擊落1架無人機、別爾哥羅德州擊落1架無人機和奧廖爾州擊落1架無人機。俄羅斯克拉斯諾達爾邊疆區官員表示，1架無人機墜落在庫班河畔斯拉維揚斯克一棟住宅樓上，至少造成1人死亡。別爾哥羅德州長表示，烏軍全日襲擊別爾哥羅德州7個地區，發射120多枚炮彈和無人機，至少造成5名平民受傷。
俄羅斯阿迪格共和國首腦表示，無人機襲擊恩耶姆一個石油倉庫，引發火災。坦波夫州官員表示，無人機襲擊普拉託諾夫斯卡亞油庫，導致一個油罐起火。烏克蘭傳媒《基輔獨立報》引述烏克蘭國家安全局消息報道，安全局無人機午夜至凌晨間，襲擊俄羅斯坦波夫州坦博夫石油產品公司燃料倉庫和阿迪格共和國盧克石油南方石油公司石油倉庫。
俄羅斯國防部表示，過去24小時，烏軍在前線各地區損失約2,165名士兵。俄軍航空兵、無人機、導彈部隊和炮兵摧毀105個有生力量和烏軍軍事裝備聚集區。自特別軍事行動開始以來，俄軍共摧毀烏克蘭613架飛機、276架直升機、26,008架無人機、531個防空導彈系統、16,385輛坦克和其他裝甲作戰車輛、1,346個多管火箭發射器、10,665門野戰火炮和迫擊炮以及22,726輛特別軍用機動車。
俄羅斯總統普京到訪越南，與國家主席蘇林、越南共產黨總書記阮富仲和總理范明政會面，兩國公布聯合聲明，指出雙邊關係不受地緣政治形勢影響，並致力於鞏固亞太地區和全球和平、穩定和安全，防務和安全領域的合作在俄越雙方關係中佔有重要地位，但不針對第三國。普京在結束越南訪問時召開記者會提及，不排除按照與北韓簽署的《全面戰略伙伴關係條約》，向北韓提供武器，指是西方武裝烏克蘭的後果，亦表示南韓無需擔心，因為俄羅斯只會在北韓受到侵略的情況下，對北韓提供軍事援助，但警告南韓如果向烏克蘭提供致命武器將會是一個大錯誤，俄羅斯將會作出相應的決定，南韓現任領導層可能不會喜歡這個決定。
美國白宮國安會戰略溝通協調官柯比表示，美國決定重新安排其他向美國採購愛國者防空系統和國家先進地對空防空飛彈系統的國家交貨優先順序，專注於供應烏克蘭直到擁有足夠數量以防禦俄羅斯的空襲，其他國家的訂單暫緩出貨16個月，柯比形容決定對美國而言「困難但必要」，已跟近期會受影響的國家個別溝通飛彈問題，均了解烏克蘭的急切需求，有關國家仍會獲得已購買的系統，個別國家或地區，包括台灣和以色列不會受到影響。
羅馬尼亞最高國防委員會表示，羅馬尼亞將向烏克蘭提供其中一套正在使用的愛國者導彈系統，但需待北約盟國協調提供一套類似的防空系統作替換。
韓國總統辦公室表示，韓國將重新考慮不直接向烏克蘭提供武器的政策，以回應俄羅斯與北韓簽署全面戰略夥伴關係條約，包含的共同防禦條款，目前韓國只向烏克蘭提供人道主義援助。
烏克蘭駐新加坡大使接受《南華早報》採訪時表示，如果由中國舉辦的和平會談以聯合國憲章和國際法的原則為基礎，烏克蘭將考慮參加由中國主導，俄羅斯亦有出席的和平會議，又形容烏克蘭從未將中國視為對手，並希望將其視為朋友。

## 6月21日
烏克蘭地方政府表示，截至21日上午9時，俄羅斯在過去24小時內，一共襲擊10個州，包括基洛夫格勒、第聶伯羅彼得羅夫斯克、哈爾科夫、盧甘斯克、扎波羅熱、蘇梅、切爾尼戈夫、尼古拉耶夫、赫爾松和頓涅茨克州，至少造成4名平民死亡，14名平民受傷。頓涅茨克州州長表示，俄軍上午向塞利多韋投擲一枚制導空中炸彈，至少造成2名平民死亡，3名平民受傷。
烏克蘭武裝部隊總參謀部表示，自全面入侵以來，俄羅斯在烏克蘭損失531,980名士兵，過去一天俄軍有1,060人傷亡，累計損失8,001輛戰車、15,372輛裝甲戰鬥車輛、19,181輛車輛和油箱、14,106門火砲系統、1,106套多管火箭系統、861套防空系統、359架飛機、326架直升機、11,260架無人機、2,298枚巡弋飛彈、28艘船隻和1艘潛艦等。烏克蘭軍方霍爾蒂恰作戰戰略小組發言人表示，俄軍幾天前開始從頓涅茨克地區托雷茨克方向突襲恰西夫亞爾，俄羅斯軍隊正試圖從被佔領的霍爾利夫卡推進到舒米和紐約。烏克蘭國防部情報總局發言人表示，烏軍阻止俄軍在哈爾科夫州博羅瓦方向的推進，烏軍防禦部隊成功破壞俄軍的企圖，俄軍正試圖撤出後備部隊並重新部署預備部隊，形容這表明損失慘重，情況不符合俄軍的計劃，強調北部邊境局勢仍然緊張和危險，俄軍繼續試圖拉長戰線，並分散烏軍注意力。
俄羅斯國防部表示，防空系統午夜至凌晨期間，在克里米亞和黑海上空擊落70架無人機，在克拉斯諾達爾邊疆區上空擊落43架，在伏爾加格勒州上空擊落1架，另外在黑海摧毀6艘烏克蘭海軍無人艇。烏克蘭總參謀部表示，午夜至凌晨期間，烏克蘭無人機襲擊俄羅斯克拉斯諾達爾邊疆區和阿斯特拉罕州的4間煉油廠以及無人機儲存地點，另外亦襲擊俄佔克里米亞和俄羅斯布良斯克州的雷達站和電子情報中心。
俄羅斯駐扎波羅熱核電站官員表示，昨日晚上烏軍使用無人機襲擊扎波羅熱核電站所在地，埃涅爾戈達爾市唯一供電用的變電站，引致變壓器受損，大部分地區斷電斷水，影響核電站安全。
俄羅斯國防部表示，在過去一周內，烏軍在「特別軍事行動」中損失達13,710名軍人。有37名烏克蘭軍人投降，俄軍在過去一周亦使用精密武器對烏克蘭軍用機場和僱傭軍營地進行14次聯合打擊。自特別軍事行動開始以來，俄軍共摧毀烏克蘭613架戰機、276架直升機、26,188架無人機、531個防空導彈系統、16,397輛坦克和其他裝甲作戰車輛、1,346個多管火箭發射器、10,706門野戰火炮和迫擊炮以及22,757輛特殊軍用機動車。
俄羅斯傳媒引述政治宣傳員消息報道，一架俄軍卡-27直升机在克里米亞上空擊退烏軍無人機期間，遭到俄軍誤擊，造成4人喪生。
烏克蘭總統澤連斯基任命奧萊克西·莫羅佐夫接替，在5月9日因國家保衛局內出現俄羅斯特工而被解除職務的謝爾希·魯德，出任烏克蘭國家保衛局負責人。
烏克蘭國家安全局表示，拘留一名來自扎波羅熱擁有超過14萬名追隨者的網絡博主，涉嫌公開烏軍在哈爾科夫州庫皮安揚斯克以及扎波羅熱州羅博季涅附近的防禦陣地，並直播裝甲車和火炮系統的移動。另外拘留一名來自文尼察州的男子，涉嫌在社交平台公開烏克蘭軍用直升機飛行位置和影片。兩人均會被指控未經授權傳播國防軍行動資訊。
俄羅斯聖彼得堡市法院宣判，一名聖彼得堡婦女涉嫌在2023年9月向徵兵辦公室投擲3枚燃燒瓶，試圖燒燬辦公室，被判處10年監禁。
歐盟貿易專員表示，烏克蘭將在暑假前接受首批在歐盟凍結的俄羅斯資產約16億美元利潤，並預計今年內將獲得共32億美元利潤。
荷蘭國防部長表示，荷蘭將與另一個國家合作，為烏克蘭提供愛國者防空系統的部件，其中荷蘭將提供系統的雷達和發射器部件。

## 6月22日
烏克蘭地方政府表示，截至22日上午9時，俄羅斯在過去24小時內，一共襲擊1個州，包括敖德薩、沃林、文尼察、利沃夫、伊萬諾-弗蘭科夫斯克、第聶伯羅彼得羅夫斯克、哈爾科夫、盧甘斯克、扎波羅熱、蘇梅、切爾尼戈夫、尼古拉耶夫、赫爾松和頓涅茨克州，至少造成4名平民死亡，14名平民受傷。烏克蘭空軍表示，俄羅斯午夜至凌晨期間對烏克蘭發動襲擊，俄軍從俄佔克里米亞巴拉克拉瓦和俄羅斯普里莫爾斯科-阿赫塔爾斯克發射13架無人機、在俄羅斯薩拉託夫州上空使用Tu-95轟炸機發射10枚Kh-101/555巡航導彈、從黑海上空發射4枚口徑巡航導彈、從俄佔克里米亞發射2枚9K720伊斯坎德爾-K彈道導彈，防空系統擊落7枚Kh-101/555導彈、4枚口徑巡航導彈、1枚9K720伊斯坎德爾-K彈道導彈和全部無人機。烏克蘭哈爾科夫州州長表示，上午10時左右，俄軍使用無人機襲擊沃夫昌斯克，擊中一輛烏克蘭郵政局車輛，至少造成1名司機死亡，1名員工受傷。另外，州長表示，俄軍下午3時15分左右，使用4枚滑翔炸彈襲擊哈爾科夫市一個居民區，至少造成3名死亡，54名平民受傷，包括2名兒童。
烏克蘭武裝部隊總參謀部表示，自全面入侵以來，俄羅斯在烏克蘭損失533,090名士兵，過去一天俄軍有1,110人傷亡，累計損失8,009輛戰車、15,383輛裝甲戰鬥車輛、19,204輛車輛和油箱、14,188門火砲系統、1,106套多管火箭系統、861套防空系統、359架飛機、326架直升機、11,305架無人機、2,302枚巡弋飛彈、28艘船隻和1艘潛艦等。烏克蘭軍方霍爾蒂恰作戰戰略小組發言人表示，烏軍正在阻止俄軍在頓涅茨克州霍爾利夫卡至托雷茨克方向的襲擊，該地區戰鬥在長期平靜後，俄軍在托雷茨克附近增加襲擊，分別在托雷茨克和皮夫尼奇內發動6次襲擊，但未能成功，托雷茨克和恰西夫亞爾仍然處於烏軍控制之下。另外發言人表示，由於喪失作戰能力，部分俄軍部隊正從哈爾科夫州沃夫昌斯克、利普齊和季赫附近地區撤出，以進行補給。烏克蘭海軍發言人表示，俄軍已開始使用部署在亞速海的軍艦對烏克蘭發動攻擊，如發射口徑巡航導彈，反映俄軍認為將軍艦駐紮在黑海已經不夠安全。
俄羅斯國防部表示，防空系統在一天內，擊落48架烏克蘭無人機以及1枚美制海馬斯多管火箭炮。 俄羅斯庫爾斯克州代理州長表示，在庫爾斯克州大索爾達茨科耶區上空擊落6枚烏克蘭導彈。俄羅斯別爾哥羅德州長表示，薩爾蒂科沃村遭到烏克蘭武裝部隊射擊，至少造成1名平民死亡。俄佔頓涅茨克地區表示，烏軍使用帶集束彈的海馬斯多管火箭炮炮擊頓涅茨克市布登諾夫斯基，至少造成3名平民死亡，在市內其他地區的襲擊，至少造成4名平民受傷。
俄羅斯國防部表示，過去24小時，俄軍航空兵、無人機、導彈部隊和炮兵摧毀127個有生力量和烏軍軍事裝備聚集區。 自俄羅斯「特別軍事行動」開始以來，俄軍總共摧毀烏軍613架飛機、276架直升機、26,236架無人機、531個防空導彈系統、16,399輛坦克和其他裝甲作戰車輛、1,346輛多管火箭系統、10,745枚野戰火炮和迫擊炮以及22,779輛特種軍用車輛。
俄羅斯別爾哥羅德州州長表示，下午12時20分左右，防空部隊擊落多個接近別爾哥羅德市的空中目標。俄羅斯傳媒則報道，烏軍擊中在別爾哥羅德州杜博沃的一套鎧甲-S1防空導彈系統。
俄羅斯獨立媒體Mediazona與BBC新聞俄語根據公共來源，包括訃告、親屬、地區媒體和地方當局的報道，確認自2022年2月俄羅斯全面入侵烏克蘭以來，56,858名俄羅斯陣亡士兵的名字，超過3,600名軍官在烏克蘭的戰鬥中喪生，其中424名軍官軍銜為中校或更高，報道明確表示，實際數字可能更高。

## 6月23日
烏克蘭空軍表示，俄軍向烏克蘭發射3枚口徑巡航導彈，其中2枚在基輔州上空被擊落。烏克蘭基輔州軍事管理局表示，墜落的導彈碎片損壞多棟房屋，至少造成2名平民受傷。烏克蘭軍方霍爾蒂恰作戰戰略小組發言人表示，過去24小時俄軍對哈爾科夫州進行共20次空襲，使用35枚滑翔炸彈和1枚導彈，其中利普齊地區一個村落遭受17枚滑翔炸彈襲擊。哈爾科夫州州長表示，俄軍對哈爾科夫市發動滑翔炸彈襲擊，擊中民用基礎設施，至少造成1名平民死亡，12名平民受傷。頓涅茨克地區檢察官辦公室表示，俄軍上午對托雷茨克、扎利茲內和庫拉霍韋發動一系列襲擊，共至少造成5名平民受傷。
烏克蘭武裝部隊總參謀部表示，自全面入侵以來，俄羅斯在烏克蘭損失534,360名士兵，過去一天俄軍有1,270人傷亡，累計損失8,019輛戰車、15,398輛裝甲戰鬥車輛、19,248輛車輛和油箱、14,195門火砲系統、1,108套多管火箭系統、863套防空系統、359架飛機、326架直升機、11,355架無人機、2,321枚巡弋飛彈、28艘船隻和1艘潛艦等。烏克蘭武裝部隊總參謀部表示，烏克蘭空軍與其他軍方部門合作摧毀俄羅斯別爾哥羅德地區內霍捷耶夫卡一個俄羅斯機動步槍團指揮所。烏克蘭海軍公布衛星圖片，指出早前海軍與烏克蘭國家安全局摧毀俄羅斯克拉斯諾達爾邊疆區一個見證者-136無人機儲存和準備點，當中包括訓練大樓以及指揮通訊點，殺死多名教官和學員。
俄羅斯國防部表示，防空系統在過去一天內，擊落75架烏克蘭無人機和33枚火箭彈，其中在別爾哥羅德州上空擊落3枚吸血鬼火箭彈。俄羅斯布良斯克州長表示，防空部隊午夜至凌晨期夜期間，在布良斯克州上空攔截並摧毀30架烏克蘭無人機，沒有人員傷亡。
俄羅斯國防部表示，防空部隊在塞瓦斯托波爾上空擊落烏克蘭發射的4枚陸軍戰術導彈系統導彈，另1枚導彈偏離飛行路徑，在塞瓦斯托波爾上空爆炸。俄佔塞瓦斯托波爾市市長表示，烏軍使用裝有集束彈的彈道導彈襲擊塞瓦斯托波爾，至少造成5名平民死亡，包括3名兒童，約153人受傷，包括27名兒童。
俄羅斯國防部表示，過去一晝夜內，烏軍在各前線地區損失約1,975名士兵，過去24小時，俄軍航空兵、無人機、導彈部隊和炮兵摧毀118個有生力量和烏軍軍事裝備聚集區。自「特別軍事行動」開始以來，俄軍共摧毀烏軍613架軍用飛機，276架直升機、26,311架無人機、533個防空導彈系統、16,406輛坦克和其他裝甲戰車、1,346輛多管火箭發射炮、10,785門野戰炮和迫擊炮以及22,840輛特種軍用車輛。
烏克蘭克里米亞游擊隊「阿泰什」表示，成員縱火焚燒，來往俄羅斯罗斯托夫至俄佔马里乌波尔铁路的一個中繼箱。

## 6月24日
烏克蘭頓涅茨克州州長表示，俄軍上午10時左右對托雷茨克發動襲擊，至少造成1名平民死亡，1名平民受傷。另外俄軍使用制導炸彈襲擊庫拉霍韋，至少造成1名平民死亡，1名平民受傷。俄軍亦向波克羅夫斯克市發射兩枚9K720伊斯坎德爾導彈，摧毀多棟房屋，至少造成5名平民死亡，41名平民受傷。
烏克蘭武裝部隊總參謀部表示，自全面入侵以來，俄羅斯在烏克蘭損失535,660名士兵，過去一天俄軍有1,300人傷亡，累計損失8,031輛戰車、15,413輛裝甲戰鬥車輛、19,304輛車輛和油箱、14,246門火砲系統、1,108套多管火箭系統、863套防空系統、359架飛機、326架直升機、11,382架無人機、2,323枚巡弋飛彈、28艘船隻和1艘潛艦等。烏克蘭軍方支援部隊表示，5月份在戰場上記錄715起俄軍使用化學武器的案件，較上個月多271起，大多數使用催淚瓦斯。
俄羅斯國防部表示，防空部隊一天內擊落176架烏克蘭無人機、6枚美制ATACMS戰役戰術導彈、4枚美制愛國者防空導彈以及10枚美制海馬斯火箭彈和捷克制吸血鬼火箭彈。
俄羅斯國防部表示，過去一晝夜內，烏軍在各前線地區損失約2,005名士兵，過去24小時，俄軍航空兵、無人機、導彈部隊和炮兵摧毀112個有生力量和烏軍軍事裝備聚集區。自「特別軍事行動」開始以來，俄軍共摧毀烏克蘭 613架軍用飛機，276架直升機，26,487架無人機，533套防空導彈系統，16,416輛坦克和其他裝甲戰車，1,348輛多管火箭發射系統，10,825門野戰炮兵火炮和迫擊炮，以及22,893件特種軍用車輛。俄羅斯聯邦安全局表示，過去一周，在頓涅茨克、馬基伊夫卡、阿瓦迪夫卡和亞西努瓦塔上空發現並攔截96架烏克蘭無人機。
烏克蘭總統澤連斯基宣佈，解除尤里·索多爾烏克蘭武裝部隊聯合部隊指揮官的職務，並由安德里·赫納托夫接任，沒有交代細節，但前一日烏克蘭國民警衛隊「亞速營」指揮官克羅特維奇向國家調查局提交正式投訴，認為一名將軍無能，殘害的烏克蘭士兵比任何俄羅斯將軍都多。多個烏克蘭傳媒報道，此名遭投訴的士兵正是尤里·索多爾。另外，澤倫斯基在軍事會議上表示，烏克蘭特種作戰部隊已經成功襲擊30多個俄羅斯煉油廠、碼頭和倉庫，讚揚烏克蘭國家安全局特別行動中心的努力，並注意到無人機的最遠距離已經達到1,500公里。
俄羅斯總統新聞秘書佩斯科夫表示，總統普京向克里米亞塞瓦斯托波爾導彈襲擊中遇難者親屬表示深切哀悼，所有傷者都將得到救助。俄羅斯外交部表示，西方政府繼續對「澤連斯基政權」的野蠻行徑不可容忍地保持沈默，國際組織亦沒有對此進行譴責，俄羅斯再次呼籲有關國家或組織對基輔政權和西方國家的又一暴行給出應有的評價。外交部部長拉夫羅夫強調，如果沒有美國軍方及其衛星能力的直接參與，美國向烏克蘭提供的武器就無法使用，美國毫無疑問參與塞瓦斯托波爾的恐怖行動。俄罗斯外交部還就此次襲擊召见美国驻俄大使。
烏克蘭國家安全局表示，拘留一名為俄羅斯從事間諜活動的公民，涉嫌確定陣地位置，包括彈藥倉庫座標，以及駐白俄羅斯邊境的烏軍的大致人數，並將有關資料提供給俄羅斯聯邦安全局。
烏克蘭副總理兼臨時被佔領土重返社會部長表示，俄羅斯綁架近2萬名兒童中，現時只有大約800名兒童返回烏克蘭。
歐盟理事會宣布，通過對俄羅斯實施第14輪制裁，旨在解決規避現有制裁的問題，並進一步限制俄羅斯能源行業獲取利潤，新一輪制裁包括116名個人和實體，禁止任何歐盟設施參與向任何第三方國家轉運俄羅斯液化天然氣等，並禁止使用由俄羅斯央行開發的金融資訊傳輸系統。另外，歐盟理事會批准禁止4家由俄羅斯控制或運營的媒體在歐盟境內獲取訪問權，分別是「俄羅斯報」、「歐洲之聲」、「俄羅斯國際新聞通訊社」和「消息報」。
吉爾吉斯奧什市一家法院宣判，一名吉爾吉斯男子涉嫌加入俄軍，並且在烏克蘭為俄羅斯而戰，違反當地法律，而判處監禁5年。

## 6月25日
烏克蘭頓涅茨克州州長表示，俄軍上午炮擊托雷茨克，至少造成1名平民死亡，4名平民受傷。哈爾科夫州州長表示，俄軍使用制導空中炸彈襲擊博布里夫卡，至少造成4名平民受傷。
烏克蘭武裝部隊總參謀部表示，自全面入侵以來，俄羅斯在烏克蘭損失536,840名士兵，過去一天俄軍有1,180人傷亡，累計損失8,035輛戰車、15,431輛裝甲戰鬥車輛、19,362輛車輛和油箱、14,281門火砲系統、1,108套多管火箭系統、863套防空系統、359架飛機、326架直升機、11,413架無人機、2,324枚巡弋飛彈、28艘船隻和1艘潛艦等。烏克蘭國防部情報總局表示，特工放火焚燒俄羅斯沃羅涅日州奧爾霍瓦茨基區的一個彈藥倉庫，引發爆炸。
俄羅斯國防部表示，防空部隊在過去一天擊落79架烏克蘭無人機和4枚美製海馬斯火箭彈。防空部隊午夜至凌晨期間在別爾哥羅德地區擊落29架烏克蘭無人機，在沃羅涅日地區擊落1架無人機。别尔哥罗德州州长表示，烏克蘭對該州的无人机袭击，至少造成一人死亡。
俄羅斯國防部表示，過去24小時，俄軍航空兵、無人機、導彈部隊和炮兵摧毀128個有生力量和烏軍軍事裝備聚集區。自「特別軍事行動」開始以來，俄軍共摧毀烏克蘭613架戰機、276架直升機、26,566架無人機、533個防空導彈系統、16,423輛坦克和其他裝甲作戰車輛、1,348個多管火箭發射器、10,856門野戰火炮和迫擊炮以及22,924輛特殊軍用機動車。
烏克蘭總統澤連斯基表示，與俄羅斯進行第53次戰俘交換，90名烏克蘭戰俘獲釋，當中包括32名國民警衛隊成員，部分曾協助在切爾諾貝爾戰役中，包衛切爾諾貝爾核電站、另有18名邊境警衛、17名海軍士兵、15名武裝部隊士兵以及8名領土防衛隊成員，當中包括59名馬裡烏波爾市守軍，52名士兵參與保衛亞速鋼鐵廠。俄羅斯國防部表示，90名被俘虜的俄羅斯士兵已從基輔政權控制的地區返回，並以90名烏軍戰俘作為交換。
俄羅斯外交部表示，作為對歐盟禁止3家俄羅斯媒體，包括「俄羅斯國際新聞通訊社」、「消息報」和「俄羅斯報」在歐盟境內播放的回應，俄羅斯將限制81家歐盟成員國媒體在俄羅斯境內的播放，包括德國的「明鏡週刊」、西班牙的「國家報」,意大利的「新聞報」、法國的「世界報」以及泛歐媒體「Politico」等。
國際刑事法院宣佈，已對現任俄羅斯聯邦安全會議秘書，時任俄羅斯國防部部長謝爾蓋·紹伊古和俄羅斯武裝部隊總參謀長瓦列裡·格拉西莫夫發出逮捕令，罪名是對烏克蘭犯下戰爭罪，兩人涉及在2022年10月至2023年3月期間下令對烏克蘭能源基礎設施發動襲擊，雖然能源基礎設施在特定時間可能被認定為軍事目標，但有合理的理由相信所謂的襲擊是針對民用目標，並且附帶的平民傷害和顯然超過預期的軍事目的。兩人被指犯下「襲擊民用設施」、「對平民造成過度附帶傷害或對民用設施造成損害」和「不人道行為危害人類」的戰爭罪。
歐洲人權法院裁定，俄羅斯在克里米亞違反人權，一致認定俄羅斯違反《歐洲人權公約》的11條款，包括生命權、禁止酷刑、自由和安全權、公平審判權、無罪推定、私人和家庭生活權、宗教自由、言論自由、集會自由、禁止歧視等。同時發現俄羅斯違反《歐洲人權公約》的三個議定書，包括財產保護、受教育權和遷徙自由，法院要求俄羅斯立即採取措施，將被非法轉移到俄羅斯的囚犯遣返回克里米亞。裁決並未處理俄羅斯非法吞併克里米亞的合法性問題，但法院指出俄羅斯有義務尊重被佔領地區原有的烏克蘭法律。
烏克蘭基輔佩切爾斯克區法院批准檢察官要求，對涉嫌非法禁錮退役士兵的烏克蘭國會議員米科拉·季什楚科實施全天候軟禁，需交出護照，未經許可不得離開住所。季什楚科早前曾在2023年於未經許可下，擅自前往泰國，遭執政「人民公僕」黨開除黨籍。

## 6月26日
烏克蘭哈爾科夫州德爾加奇市軍事管理局表示，俄軍對德爾加奇民用設施進行空襲，至少造成9名平民受傷。赫爾松州州長表示，俄軍襲擊赫爾松市，至少造成5名平民受傷，包括2名兒童。
烏克蘭武裝部隊總參謀部表示，自全面入侵以來，俄羅斯在烏克蘭損失538,060名士兵，過去一天俄軍有1,220人傷亡，累計損失8,039輛戰車、15,450輛裝甲戰鬥車輛、19,407輛車輛和油箱、14,321門火砲系統、1,108套多管火箭系統、863套防空系統、359架飛機、326架直升機、11,435架無人機、2,324枚巡弋飛彈、28艘船隻和1艘潛艦等。烏克蘭傳媒《基輔獨立報》引述烏克蘭國防部情報總局消息報道，情報總局對俄佔克里米亞運營的多間俄羅斯網際網路營運商進行網路攻擊，導致當地網絡中斷。
俄羅斯國防部表示，防空部隊在過去一天擊落76架烏克蘭無人機和2枚美製海馬斯火箭炮。
俄羅斯國防部表示，過去一晝夜內，烏軍在各前線地區損失約1,815名士兵，過去24小時，俄軍航空兵、無人機、導彈部隊和炮兵摧毀109個有生力量和烏軍軍事裝備聚集區。自「特別軍事行動」開始以來，俄軍共摧毀烏克蘭613架戰機、276架直升機、26,642架無人機、533個防空導彈系統、16,433輛坦克和其他裝甲作戰車輛、1,353個多管火箭發射器、10,913門野戰火炮和迫擊炮以及22,975輛特殊軍用機動車。
烏克蘭總統澤連斯基和烏克蘭武裝部隊總司令瑟爾斯基聯同與新任烏克蘭武裝部隊聯合部隊指揮官赫納托夫一同訪問頓涅茨克州前線和第110旅和第47旅。澤倫斯基強調官員需要親自訪問前線地區，當地問題的解決方案根本無法從基輔看到，驚訝發現一些相關官員已經六個月或更長時間沒有到訪前線地區，將就此進行嚴肅的對話。
烏克蘭國防部情報總局表示，透過眾籌活動購買的衛星在近兩年內拍攝4,173張俄羅斯目標的影像，包括370個俄羅斯機場、238個防空和無線電偵察陣地、153個石油倉庫和燃料儲存設施、147個導彈、飛機武器和彈藥倉庫以及17個海軍基地，收到的所有資料中約有38%用於為襲擊做準備，造成數十億美元的損失。
俄羅斯總檢察長辦公室表示，俄羅斯頓河畔羅斯托夫法院缺席審判5名來自英國、瑞典和克羅埃西亞的公民，涉嫌在與烏克蘭一同對俄羅斯作戰，分別被判處監禁3.5至23年。
歐洲理事會議員大會通過三項與俄羅斯對烏克蘭發動全面戰爭有關的決議，包括關於俄羅斯侵略烏克蘭的法律問題、制裁的作用和戰時和和平時期文化認同被消除的問題。決議有主要支持成立特別法庭來追究俄羅斯侵略罪行、支持建立賠償機制和損害登記和認定俄羅斯有意圖破壞烏克蘭的文化遺產和認同。決議指出俄羅斯自2014年首次入侵以來，在被佔領地區實施系統性的俄羅斯化政策，包括否認烏克蘭語言和歷史。截至2024年4月底，已有1,987個文化設施遭到破壞，其中324個完全被毀。
立陶宛總統瑙塞達宣佈，國家國防委員會會議批准將至少分配國內生產總值的0.25%，用於協助烏克蘭的安全和國防。
烏克蘭國家科學院考古研究所表示，俄羅斯佔領當局已經摧毀克里米亞西南部的聯合國教科文組織世界遺產「克森尼索古城」，拆除圍欄、塔樓、城牆和圓柱等，並在古代城堡遺址上建造一座露天劇場，令原有結構上增加約1噸的額外重量。

## 6月27日
烏克蘭地方政府表示，截至27日上午9時，俄羅斯在過去24小時內，一共襲擊11個州，包括赫梅利尼茨基、伊萬諾-弗蘭科夫斯克、第聶伯羅彼得羅夫斯克、哈爾科夫、盧甘斯克、扎波羅熱、蘇梅、切爾尼戈夫、尼古拉耶夫、赫爾松和頓涅茨克州，至少造成2名平民死亡，31名平民受傷，至少134個定居點和259個基礎設施受損。烏克蘭空軍表示，俄羅斯午夜至凌晨期間對烏克蘭發動襲擊，俄軍從俄佔克里米亞、俄羅斯坦波夫州和庫爾斯克州以及黑海上空發射23架無人機、1枚「匕首」高超音速彈道導彈、4枚「口徑」巡航導彈和1枚X-59/X-69型制導航空導彈，防空系統擊落4枚「口徑」巡航導彈、1枚X-59/X-69型導彈以及全部無人機。頓涅茨克州州長表示，俄軍分別襲擊塞利多韋和亞塞諾夫，至少造成1名平民死亡，7名平民受傷，包括2名青少年。另外州長表示，俄軍使用BM-27颶風火箭炮襲擊庫拉霍韋，至少造成2名平民死亡，2名平民受傷。哈爾科夫地區檢察官辦公室主任表示，俄軍首次使用FAB-500滑翔炸彈襲擊哈爾科夫市基輔斯基，至少造成4名平民受傷。
烏克蘭武裝部隊總參謀部表示，自全面入侵以來，俄羅斯在烏克蘭損失539,320名士兵，過去一天俄軍有1,260人傷亡，累計損失8,042輛戰車、15,459輛裝甲戰鬥車輛、19,468輛車輛和油箱、14,363門火砲系統、1,108套多管火箭系統、868套防空系統、359架飛機、326架直升機、11,459架無人機、2,324枚巡弋飛彈、28艘船隻和1艘潛艦等。烏克蘭軍方霍爾蒂恰作戰戰略小組發言人表示，烏軍已成功將俄軍趕出頓涅茨克州恰西夫亞爾地區卡納爾，俄軍則繼續密集炮擊恰西夫亞爾，包括使用帶燃料空氣炸彈TOS-1的多管火箭發射器。
俄羅斯國防部表示，防空部隊在過去一天擊落62架烏克蘭無人機、4枚愛國者防空導彈和2枚海馬斯火箭炮。另外國防部表示，防空部隊在特維爾地區上空摧毀了4架烏克蘭無人機，在莫斯科地區上空摧毀2架無人機，在別爾哥羅德地區上空摧毀1架無人機。俄羅斯Telegram頻道報道，特维尔州一家大型化學研究工廠在遭到无人机袭击后发生爆炸。
俄羅斯國防部表示，過去一晝夜內，烏軍在各前線地區損失約1,955名士兵，防空系統擊落2架烏克蘭空軍米格-29戰機，過去24小時，俄軍航空兵、無人機、導彈部隊和炮兵摧毀117個有生力量和烏軍軍事裝備聚集區。自「特別軍事行動」開始以來，俄軍共摧毀烏克蘭615架戰機、276架直升機、26,704架無人機、533個防空導彈系統、16,439輛坦克和其他裝甲作戰車輛、1,356個多管火箭發射器、10,963門野戰火炮和迫擊炮以及23,008輛特殊軍用機動車。
烏克蘭總統澤連斯基到訪比利時布魯塞爾，出席歐盟領導人峰會，並與歐盟委員會主席馮德萊恩和歐洲理事會主席米歇爾一同簽署雙邊安全協議，烏克蘭在協議中承諾將在通往歐盟的道路上進行改革，包括安全、情報和國防，並且加強接受援助的透明度和問責措施等。歐盟則承諾在安全及國防政策中的9個方面協助烏克蘭，其中包括提供武器、軍事訓練、掃雷以及國防工業合作等。另外，澤連斯基亦分別與愛沙尼亞總理卡拉斯和立陶宛總統瑙塞達簽署雙邊安全協議。根據協議，愛沙尼亞今年將提供超過1億美元的軍事援助，愛沙尼亞和立陶宛均會每年至少提供國內生產總值0.25%用於支持烏克蘭的安全和國防，並將繼續提供人道主義援助。澤連斯基在布魯塞爾見記者時表示，烏克蘭沒有太多的時間，不少軍人和平民受傷或死亡，因此不希望戰爭繼續持續，烏克蘭將準備一份詳盡的行動計劃，處理各項問題，並在未來幾個月內舉行的第二次烏克蘭全球和平峰會上討論。
烏克蘭傳媒《基輔獨立報》引述烏克蘭國防部情報總局消息報道，情報總局對俄佔克里米亞進行網路攻擊，包括俄羅斯最大互聯網服務提供商、宣傳媒體的伺服器、電信運營商和克里米亞大橋的登記和控制系統。
國際原子能組織表示，俄佔扎波羅熱核電站附近的炮擊和火災摧毀位於主設施西南16公里的一個外部輻射監測站，令核電站喪失進一步在緊急情況下檢測輻射釋放的外部能力。總幹事格羅西表示，場外輻射監測裝置的運作是全世界核安全的重要組成部分。
俄羅斯調查委員會主席表示，俄羅斯已派遣約1萬名最近獲得公民身份的移民加入對烏克蘭的軍事戰鬥，但只會協助挖掘戰壕和建造防禦工事。
捷克國防部長表示，由捷克主導的從歐盟以外地區為烏克蘭購買炮彈的倡議，以向烏克蘭交付首批5萬枚炮彈，並作為由德國資助的18萬枚炮彈的一部份。
英國《金融時報》引述消息人士報道，美國、以色列和烏克蘭三國部長和高級官員已經就向烏克蘭提供8套愛國者防空系統達成協議大綱，仍未敲定細節，預計將由以色列交給美國，再提供烏克蘭。
美國《紐約時報》引述北約和西方軍事官員消息報道，5月期間俄軍在烏克蘭平均每天有1千多名俄羅斯士兵被殺或受傷，俄軍每月繼續招募2萬5千至3萬名新兵，數量足以補充離開戰場的部隊，並允許俄軍繼續進行人海式攻擊。

## 6月28日
烏克蘭第聶伯羅彼得羅夫斯克州州長表示，俄軍對第聶伯羅市進行導彈襲擊，損壞一棟住宅樓，至少造成1名平民死亡，12名平民受傷。
烏克蘭武裝部隊總參謀部表示，自全面入侵以來，俄羅斯在烏克蘭損失540,490名士兵，過去一天俄軍有1,170人傷亡，累計損失8,066輛戰車、15,480輛裝甲戰鬥車輛、19,514輛車輛和油箱、14,423門火砲系統、1,109套多管火箭系統、871套防空系統、360架飛機、326架直升機、11,509架無人機、2,329枚巡弋飛彈、28艘船隻和1艘潛艦等。烏克蘭國民警衛隊表示，在頓涅茨克地區使用便攜式防空導彈擊落一架俄羅斯蘇-25戰機。烏克蘭國防部表示，烏軍本週成功摧毀俄佔克里米亞一個俄羅斯衛星監視和通訊中心，屬於俄羅斯衛星通訊和導航系統中的一個重要軍事組成部分，沒有交代襲擊日期。
俄羅斯國防部表示，南方集團軍部隊成功佔領頓涅茨克地區拉茲多洛夫卡，過去一周內，俄軍使用高精度武器對烏克蘭軍工設施、外國雇傭兵駐紮點等發起17次打擊，消滅13,820名烏克蘭軍人。過去一周，防空部隊擊落烏軍2架米格-29戰機、589架無人機、6枚ATACMS導彈、8枚愛國者導彈、61枚海瑪斯、吸血鬼和赤楊火箭彈。
俄羅斯國防部表示，美國戰略無人機正在黑海上方進行挑釁，增加俄羅斯與北約直接對抗的風險，這些無人機被用於情報收集和確定烏克蘭武裝部隊使用西方提供的精確武器的目標，表明美國和北約國家越來越深入參與烏克蘭衝突，指責西方國家需要為衝突負責。坦波夫州州长声称一座油库因无人机袭击而起火。
白俄羅斯國防部表示，邊境警察成功攔截一架從烏克蘭過境進入白俄羅斯的無人機，以獲取白俄羅斯邊境基礎設施的資訊，當局正在加強與烏克蘭邊境的安全，部署更多部隊和多管火箭發射系統。
烏克蘭總統澤連斯基表示，在25日的交換戰俘行動中，10名具知名度的人亦獲得釋放，包括克里米亞韃靼人民族議會副主席納里曼·傑利亞爾、7名分別在俄羅斯和白俄羅斯遭囚禁的人以及2名在俄佔扎波羅熱地區被拘捕的烏克蘭天主教神父。
俄羅斯總統普京表示，俄羅斯應該恢復生產中短程導彈，指出美國現時不單止生產陸基中短程導彈，更加在歐洲各國和菲律賓進行中短程導彈演練，作為回應，俄羅斯應該開始恢復生產中短程導彈，並視乎實際情況，部署在其他地區確保俄羅斯的安全。
烏克蘭國家安全局表示，前親俄烏克蘭國會議員、已逃往俄羅斯的烏克蘭寡頭維克托·梅德韋丘克和其兄弟塔拉斯·科扎克共同擁有的建築材料工廠以正式被烏克蘭政府沒收和移交烏克蘭資產調查和管理機構。
芬蘭國防部表示，芬蘭向烏克蘭提供第24次軍事援助計劃，價值約1.7億美元，出於安全原因，不會公開計劃具體內容和交付時間。

## 6月29日
烏克蘭空軍表示，俄羅斯午夜至凌晨期間對烏克蘭發動襲擊，俄軍從俄羅斯克拉斯諾達爾邊疆區的濱海-阿赫塔爾斯克發射10架無人機，防空系統在尼古拉耶夫、赫爾松、第聶伯羅彼得羅夫斯克、基洛夫格勒、切爾卡西和文尼察州上空擊落全部無人機。頓涅茨克州州長表示，俄軍過去一天襲擊該州東部居民區，主要集中巴赫穆特區紐約村，至少造成4名平民死亡，6名平民受傷。另外州長表示，俄軍晚上襲擊庫拉希夫卡和庫拉霍韋，共至少造成2名平民死亡，4名平民受傷。赫爾松州州長表示，俄軍分別襲擊奧德拉多卡姆揚卡、科扎特斯克和科米索尼，共至少造成1名平民死亡，2名平民受傷。哈爾科夫州德爾哈奇軍事管理局表示，俄軍對當地投下4枚炸彈，至少造成3名平民受傷。扎波羅熱州州長表示，俄軍向維爾尼安斯克發射2枚導彈，摧毁多棟民用基礎設施，至少造成7名平民死亡，包括3名兒童，36名平民受傷。
烏克蘭武裝部隊總參謀部表示，自全面入侵以來，俄羅斯在烏克蘭損失541,560名士兵，過去一天俄軍有1,070人傷亡，累計損失8,073輛戰車、15,505輛裝甲戰鬥車輛、19,568輛車輛和油箱、14,480門火砲系統、1,109套多管火箭系統、871套防空系統、360架飛機、326架直升機、11,538架無人機、2,331枚巡弋飛彈、28艘船隻和1艘潛艦等。烏克蘭國防部表示，過去一星期國防部情報部門與來自網絡社群的烏克蘭黑客合作，與俄軍合作的軟件開發商OrbitSoft網絡中銷毁100多TB資料，刪除俄羅斯軍事導航裝置供應商Orient Systems8臺伺服器資料以及刪除下諾夫哥羅德19臺網際網路提供商伺服器資料。
俄羅斯國防部表示，防空系統在一天內擊落烏克蘭119架無人機、5枚美制陸軍戰術導彈和10枚美制海馬斯火箭炮火箭彈。
俄羅斯國防部表示，中部集團軍士兵佔領頓涅茨克地區舒梅居民點，防空部隊擊落烏軍一架米格-29戰機，自特別行動開始以來，俄軍共摧毀烏克蘭616架戰機、276架直升機、26,896架無人機、535套防空導彈系統、16,453輛坦克和其他裝甲戰車、1,359輛多管火箭發射器、11,060門野戰火炮和迫擊炮、23,076輛特種戰車。
烏克蘭國防部專責掃雷行動負責人表示，專家過去兩年已清理3萬平方公里受地雷污染土地，相當於比利時或摩爾多瓦領土大小。
烏克蘭最大民營能源公司「DTEK」表示，俄羅斯已經襲擊旗下火力發電廠超過180次，令公司失去近90%的能源發電能力，造成至少3.5億美元的損失。
歐盟理事會宣佈，由於白俄羅斯參與有關俄羅斯對烏克蘭的戰爭，因此對白俄羅斯實施新一輪制裁，而解決俄羅斯和白俄羅斯經濟體高度一體化而產生的規避問題，包括禁止從白俄羅斯直接或間接進口、購買或轉讓黃金和鑽石，以及氦、煤炭和礦物產品，包括原油等。

## 6月30日

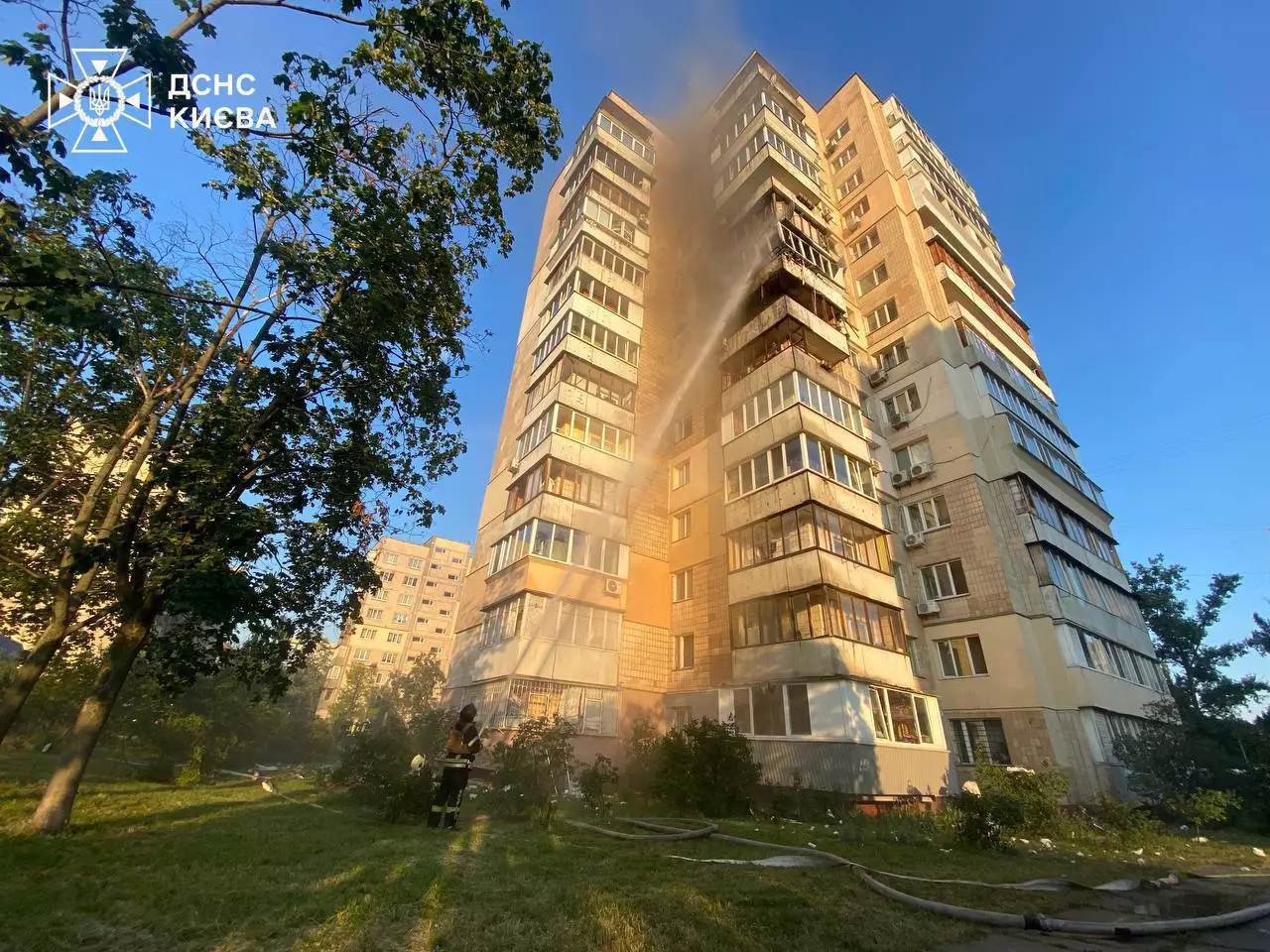
俄軍襲擊基輔市後

烏克蘭哈爾科夫州州長表示，下午6時俄軍使用制導空中炸彈襲擊哈爾科夫市一個郵政局，至少造成1名平民死亡，9名平民受傷，包括一名8個月大嬰兒。基輔市長表示，防空部隊擊落俄軍導彈，其碎片引致基輔北部一棟住宅樓起火，至少造成6名平民受傷。
烏克蘭武裝部隊總參謀部表示，自全面入侵以來，俄羅斯在烏克蘭損失542,700名士兵，過去一天俄軍有1,140人傷亡，累計損失8,080輛戰車、15,524輛裝甲戰鬥車輛、19,643輛車輛和油箱、14,533門火砲系統、1,110套多管火箭系統、873套防空系統、360架飛機、326架直升機、11,584架無人機、2,331枚巡弋飛彈、28艘船隻和1艘潛艦等。總參謀部表示，俄軍6月份損失3架戰機、352輛坦克、58多個防空系統和1,758輛軍用車輛，超過33,700名俄羅斯士兵被殺，烏軍成功襲擊330多個人員集中區和軍事裝備區、5個基地和20個彈藥倉庫。
俄羅斯國防部表示，防空部隊在24小時內摧毀72架無人機、兩2枚海王星-MD導彈、3枚美製ADM-160誘餌彈和9枚海馬斯火箭彈，其中午夜至凌晨間，在庫爾斯克州、利佩茨克州、沃羅涅日州、布良斯克州、奧廖爾州和別爾哥羅德州上空摧毀36架烏克蘭無人機。
俄羅斯國防部表示，南方集團軍部隊已經佔領頓涅茨克地區斯波爾諾耶村，中央集團軍部隊已經佔領頓涅茨克地區新亞歷山德羅夫卡村。自烏克蘭特別軍事行動開始以來，俄軍共摧毀烏克蘭616架戰機、276架直升機、26,968架無人機、535個防空導彈系統、16,463輛坦克和其他裝甲作戰車輛、1,361個多管火箭發射器、11,129門野戰火炮和迫擊炮以及23,136輛特別軍用機動車。
烏克蘭總統澤連斯基表示，僅在本星期，俄羅斯已經對烏克蘭發射800多枚制導式空中炸彈，形容烏克蘭需要必要的力量和手段來摧毀用於發射制導式空中炸彈的俄羅斯戰機，指出遠端打擊和現代化防空是阻止俄羅斯日常恐怖活動的基礎，感謝所有理解這一點的合作伙伴。另外，澤連斯基接受傳媒訪問時表示，烏克蘭不設想與俄羅斯直接談判，但可以使用類似於2022年由聯合國和土耳其斡導的黑海糧食協議的三方協議模式，並且可用於討論領土完整、能源和航運等問題，但強調唯一可能的和平談判必須基於烏克蘭提出和平方案，包括要求俄羅斯完全撤出烏克蘭領土並支付賠償等，若與俄羅斯進行任何其他形式的和平談判，都不會結束戰爭，反而鼓勵進一步的領土侵略，而停火對俄羅斯而言是最佳選擇，因為可以準備採取更多行動，烏克蘭亦不會同意任何要求放棄領土的協議。
烏克蘭國會人權監察員表示，超過1萬4千名烏克蘭平民遭到俄羅斯俘虜和扣押，平民的釋放是最複雜的，因為烏克蘭無法進行交換，亦沒有合法的途徑將他們帶回，現時烏克蘭正在努力尋求釋放2萬名被強制驅逐到俄羅斯的烏克蘭兒童以及尋找數萬名被認定為失蹤的烏克蘭人，又公布梵蒂岡首次協助成年平民獲釋，2名烏克蘭天主教神父在25日獲釋。
歐洲安全與合作組織議會大會通過決議，承認俄羅斯在烏克蘭發動的行動是對烏克蘭人民的種族滅絕，呼籲成員努力協助烏克蘭奪回克里米亞和所有被佔領土，並設立一個特別法庭，追究俄羅斯在對烏克蘭的侵略戰爭期間犯下的罪行，對俄軍大規模暴行、謀殺、酷刑和強姦進行國際和全國調查。
俄羅斯獨立媒體Mediazona與Meduza根據俄羅斯國家統計局公佈俄羅斯2023年死亡率資料，並分析男性超額死亡率，估計自2022年2月俄羅斯全面入侵烏克蘭以來，超過6萬4千名俄羅斯男子在烏克蘭的戰鬥中喪生，並明確表示，實際數字可能更高，其中2022年男性超額死亡2萬4千人，2023年則為4萬多人。